# 1944
Portal Geschichte | Portal Biografien | Aktuelle Ereignisse | Jahreskalender | Tagesartikel

◄ |
19. Jahrhundert |
20. Jahrhundert
| 21. Jahrhundert

◄ |
1910er |
1920er |
1930er |
1940er
| 1950er | 1960er | 1970er | ►

◄◄ |
◄ |
1940 |
1941 |
1942 |
1943 |
1944
| 1945 | 1946 | 1947 | 1948 | ► | ►►
Staatsoberhäupter · Wahlen · Nekrolog · Kunstjahr · Literaturjahr · Musikjahr · Filmjahr · Rundfunkjahr · Sportjahr
| Januar | Januar | Januar | Januar | Januar | Januar | Januar | Januar |
| Kw     | Mo     | Di     | Mi     | Do     | Fr     | Sa     | So     |
| ------ | ------ | ------ | ------ | ------ | ------ | ------ | ------ |
| 52     |        |        |        |        |        | 1      | 2      |
| 1      | 3      | 4      | 5      | 6      | 7      | 8      | 9      |
| 2      | 10     | 11     | 12     | 13     | 14     | 15     | 16     |
| 3      | 17     | 18     | 19     | 20     | 21     | 22     | 23     |
| 4      | 24     | 25     | 26     | 27     | 28     | 29     | 30     |
| 5      | 31     |        |        |        |        |        |        |

| Februar | Februar | Februar | Februar | Februar | Februar | Februar | Februar |
| Kw      | Mo      | Di      | Mi      | Do      | Fr      | Sa      | So      |
| ------- | ------- | ------- | ------- | ------- | ------- | ------- | ------- |
| 5       |         | 1       | 2       | 3       | 4       | 5       | 6       |
| 6       | 7       | 8       | 9       | 10      | 11      | 12      | 13      |
| 7       | 14      | 15      | 16      | 17      | 18      | 19      | 20      |
| 8       | 21      | 22      | 23      | 24      | 25      | 26      | 27      |
| 9       | 28      | 29      |         |         |         |         |         |

| März | März | März | März | März | März | März | März |
| Kw   | Mo   | Di   | Mi   | Do   | Fr   | Sa   | So   |
| ---- | ---- | ---- | ---- | ---- | ---- | ---- | ---- |
| 9    |      |      | 1    | 2    | 3    | 4    | 5    |
| 10   | 6    | 7    | 8    | 9    | 10   | 11   | 12   |
| 11   | 13   | 14   | 15   | 16   | 17   | 18   | 19   |
| 12   | 20   | 21   | 22   | 23   | 24   | 25   | 26   |
| 13   | 27   | 28   | 29   | 30   | 31   |      |      |

| April | April | April | April | April | April | April | April |
| Kw    | Mo    | Di    | Mi    | Do    | Fr    | Sa    | So    |
| ----- | ----- | ----- | ----- | ----- | ----- | ----- | ----- |
| 13    |       |       |       |       |       | 1     | 2     |
| 14    | 3     | 4     | 5     | 6     | 7     | 8     | 9     |
| 15    | 10    | 11    | 12    | 13    | 14    | 15    | 16    |
| 16    | 17    | 18    | 19    | 20    | 21    | 22    | 23    |
| 17    | 24    | 25    | 26    | 27    | 28    | 29    | 30    |

| Mai | Mai | Mai | Mai | Mai | Mai | Mai | Mai |
| Kw  | Mo  | Di  | Mi  | Do  | Fr  | Sa  | So  |
| --- | --- | --- | --- | --- | --- | --- | --- |
| 18  | 1   | 2   | 3   | 4   | 5   | 6   | 7   |
| 19  | 8   | 9   | 10  | 11  | 12  | 13  | 14  |
| 20  | 15  | 16  | 17  | 18  | 19  | 20  | 21  |
| 21  | 22  | 23  | 24  | 25  | 26  | 27  | 28  |
| 22  | 29  | 30  | 31  |     |     |     |     |

| Juni | Juni | Juni | Juni | Juni | Juni | Juni | Juni |
| Kw   | Mo   | Di   | Mi   | Do   | Fr   | Sa   | So   |
| ---- | ---- | ---- | ---- | ---- | ---- | ---- | ---- |
| 22   |      |      |      | 1    | 2    | 3    | 4    |
| 23   | 5    | 6    | 7    | 8    | 9    | 10   | 11   |
| 24   | 12   | 13   | 14   | 15   | 16   | 17   | 18   |
| 25   | 19   | 20   | 21   | 22   | 23   | 24   | 25   |
| 26   | 26   | 27   | 28   | 29   | 30   |      |      |

| Juli | Juli | Juli | Juli | Juli | Juli | Juli | Juli |
| Kw   | Mo   | Di   | Mi   | Do   | Fr   | Sa   | So   |
| ---- | ---- | ---- | ---- | ---- | ---- | ---- | ---- |
| 26   |      |      |      |      |      | 1    | 2    |
| 27   | 3    | 4    | 5    | 6    | 7    | 8    | 9    |
| 28   | 10   | 11   | 12   | 13   | 14   | 15   | 16   |
| 29   | 17   | 18   | 19   | 20   | 21   | 22   | 23   |
| 30   | 24   | 25   | 26   | 27   | 28   | 29   | 30   |
| 31   | 31   |      |      |      |      |      |      |

| August | August | August | August | August | August | August | August |
| Kw     | Mo     | Di     | Mi     | Do     | Fr     | Sa     | So     |
| ------ | ------ | ------ | ------ | ------ | ------ | ------ | ------ |
| 31     |        | 1      | 2      | 3      | 4      | 5      | 6      |
| 32     | 7      | 8      | 9      | 10     | 11     | 12     | 13     |
| 33     | 14     | 15     | 16     | 17     | 18     | 19     | 20     |
| 34     | 21     | 22     | 23     | 24     | 25     | 26     | 27     |
| 35     | 28     | 29     | 30     | 31     |        |        |        |

| September | September | September | September | September | September | September | September |
| Kw        | Mo        | Di        | Mi        | Do        | Fr        | Sa        | So        |
| --------- | --------- | --------- | --------- | --------- | --------- | --------- | --------- |
| 35        |           |           |           |           | 1         | 2         | 3         |
| 36        | 4         | 5         | 6         | 7         | 8         | 9         | 10        |
| 37        | 11        | 12        | 13        | 14        | 15        | 16        | 17        |
| 38        | 18        | 19        | 20        | 21        | 22        | 23        | 24        |
| 39        | 25        | 26        | 27        | 28        | 29        | 30        |           |

| Oktober | Oktober | Oktober | Oktober | Oktober | Oktober | Oktober | Oktober |
| Kw      | Mo      | Di      | Mi      | Do      | Fr      | Sa      | So      |
| ------- | ------- | ------- | ------- | ------- | ------- | ------- | ------- |
| 39      |         |         |         |         |         |         | 1       |
| 40      | 2       | 3       | 4       | 5       | 6       | 7       | 8       |
| 41      | 9       | 10      | 11      | 12      | 13      | 14      | 15      |
| 42      | 16      | 17      | 18      | 19      | 20      | 21      | 22      |
| 43      | 23      | 24      | 25      | 26      | 27      | 28      | 29      |
| 44      | 30      | 31      |         |         |         |         |         |

| November | November | November | November | November | November | November | November |
| Kw       | Mo       | Di       | Mi       | Do       | Fr       | Sa       | So       |
| -------- | -------- | -------- | -------- | -------- | -------- | -------- | -------- |
| 44       |          |          | 1        | 2        | 3        | 4        | 5        |
| 45       | 6        | 7        | 8        | 9        | 10       | 11       | 12       |
| 46       | 13       | 14       | 15       | 16       | 17       | 18       | 19       |
| 47       | 20       | 21       | 22       | 23       | 24       | 25       | 26       |
| 48       | 27       | 28       | 29       | 30       |          |          |          |

| Dezember | Dezember | Dezember | Dezember | Dezember | Dezember | Dezember | Dezember |
| Kw       | Mo       | Di       | Mi       | Do       | Fr       | Sa       | So       |
| -------- | -------- | -------- | -------- | -------- | -------- | -------- | -------- |
| 48       |          |          |          |          | 1        | 2        | 3        |
| 49       | 4        | 5        | 6        | 7        | 8        | 9        | 10       |
| 50       | 11       | 12       | 13       | 14       | 15       | 16       | 17       |
| 51       | 18       | 19       | 20       | 21       | 22       | 23       | 24       |
| 52       | 25       | 26       | 27       | 28       | 29       | 30       | 31       |

| Januar | Januar | Januar | Januar | Januar | Januar | Januar | Januar |
| Kw     | Mo     | Di     | Mi     | Do     | Fr     | Sa     | So     |
| ------ | ------ | ------ | ------ | ------ | ------ | ------ | ------ |
| 52     |        |        |        |        |        | 1      | 2      |
| 1      | 3      | 4      | 5      | 6      | 7      | 8      | 9      |
| 2      | 10     | 11     | 12     | 13     | 14     | 15     | 16     |
| 3      | 17     | 18     | 19     | 20     | 21     | 22     | 23     |
| 4      | 24     | 25     | 26     | 27     | 28     | 29     | 30     |
| 5      | 31     |        |        |        |        |        |        |

| Februar | Februar | Februar | Februar | Februar | Februar | Februar | Februar |
| Kw      | Mo      | Di      | Mi      | Do      | Fr      | Sa      | So      |
| ------- | ------- | ------- | ------- | ------- | ------- | ------- | ------- |
| 5       |         | 1       | 2       | 3       | 4       | 5       | 6       |
| 6       | 7       | 8       | 9       | 10      | 11      | 12      | 13      |
| 7       | 14      | 15      | 16      | 17      | 18      | 19      | 20      |
| 8       | 21      | 22      | 23      | 24      | 25      | 26      | 27      |
| 9       | 28      | 29      |         |         |         |         |         |

| März | März | März | März | März | März | März | März |
| Kw   | Mo   | Di   | Mi   | Do   | Fr   | Sa   | So   |
| ---- | ---- | ---- | ---- | ---- | ---- | ---- | ---- |
| 9    |      |      | 1    | 2    | 3    | 4    | 5    |
| 10   | 6    | 7    | 8    | 9    | 10   | 11   | 12   |
| 11   | 13   | 14   | 15   | 16   | 17   | 18   | 19   |
| 12   | 20   | 21   | 22   | 23   | 24   | 25   | 26   |
| 13   | 27   | 28   | 29   | 30   | 31   |      |      |

| April | April | April | April | April | April | April | April |
| Kw    | Mo    | Di    | Mi    | Do    | Fr    | Sa    | So    |
| ----- | ----- | ----- | ----- | ----- | ----- | ----- | ----- |
| 13    |       |       |       |       |       | 1     | 2     |
| 14    | 3     | 4     | 5     | 6     | 7     | 8     | 9     |
| 15    | 10    | 11    | 12    | 13    | 14    | 15    | 16    |
| 16    | 17    | 18    | 19    | 20    | 21    | 22    | 23    |
| 17    | 24    | 25    | 26    | 27    | 28    | 29    | 30    |

| Mai | Mai | Mai | Mai | Mai | Mai | Mai | Mai |
| Kw  | Mo  | Di  | Mi  | Do  | Fr  | Sa  | So  |
| --- | --- | --- | --- | --- | --- | --- | --- |
| 18  | 1   | 2   | 3   | 4   | 5   | 6   | 7   |
| 19  | 8   | 9   | 10  | 11  | 12  | 13  | 14  |
| 20  | 15  | 16  | 17  | 18  | 19  | 20  | 21  |
| 21  | 22  | 23  | 24  | 25  | 26  | 27  | 28  |
| 22  | 29  | 30  | 31  |     |     |     |     |

| Juni | Juni | Juni | Juni | Juni | Juni | Juni | Juni |
| Kw   | Mo   | Di   | Mi   | Do   | Fr   | Sa   | So   |
| ---- | ---- | ---- | ---- | ---- | ---- | ---- | ---- |
| 22   |      |      |      | 1    | 2    | 3    | 4    |
| 23   | 5    | 6    | 7    | 8    | 9    | 10   | 11   |
| 24   | 12   | 13   | 14   | 15   | 16   | 17   | 18   |
| 25   | 19   | 20   | 21   | 22   | 23   | 24   | 25   |
| 26   | 26   | 27   | 28   | 29   | 30   |      |      |

| Juli | Juli | Juli | Juli | Juli | Juli | Juli | Juli |
| Kw   | Mo   | Di   | Mi   | Do   | Fr   | Sa   | So   |
| ---- | ---- | ---- | ---- | ---- | ---- | ---- | ---- |
| 26   |      |      |      |      |      | 1    | 2    |
| 27   | 3    | 4    | 5    | 6    | 7    | 8    | 9    |
| 28   | 10   | 11   | 12   | 13   | 14   | 15   | 16   |
| 29   | 17   | 18   | 19   | 20   | 21   | 22   | 23   |
| 30   | 24   | 25   | 26   | 27   | 28   | 29   | 30   |
| 31   | 31   |      |      |      |      |      |      |

| August | August | August | August | August | August | August | August |
| Kw     | Mo     | Di     | Mi     | Do     | Fr     | Sa     | So     |
| ------ | ------ | ------ | ------ | ------ | ------ | ------ | ------ |
| 31     |        | 1      | 2      | 3      | 4      | 5      | 6      |
| 32     | 7      | 8      | 9      | 10     | 11     | 12     | 13     |
| 33     | 14     | 15     | 16     | 17     | 18     | 19     | 20     |
| 34     | 21     | 22     | 23     | 24     | 25     | 26     | 27     |
| 35     | 28     | 29     | 30     | 31     |        |        |        |

| September | September | September | September | September | September | September | September |
| Kw        | Mo        | Di        | Mi        | Do        | Fr        | Sa        | So        |
| --------- | --------- | --------- | --------- | --------- | --------- | --------- | --------- |
| 35        |           |           |           |           | 1         | 2         | 3         |
| 36        | 4         | 5         | 6         | 7         | 8         | 9         | 10        |
| 37        | 11        | 12        | 13        | 14        | 15        | 16        | 17        |
| 38        | 18        | 19        | 20        | 21        | 22        | 23        | 24        |
| 39        | 25        | 26        | 27        | 28        | 29        | 30        |           |

| Oktober | Oktober | Oktober | Oktober | Oktober | Oktober | Oktober | Oktober |
| Kw      | Mo      | Di      | Mi      | Do      | Fr      | Sa      | So      |
| ------- | ------- | ------- | ------- | ------- | ------- | ------- | ------- |
| 39      |         |         |         |         |         |         | 1       |
| 40      | 2       | 3       | 4       | 5       | 6       | 7       | 8       |
| 41      | 9       | 10      | 11      | 12      | 13      | 14      | 15      |
| 42      | 16      | 17      | 18      | 19      | 20      | 21      | 22      |
| 43      | 23      | 24      | 25      | 26      | 27      | 28      | 29      |
| 44      | 30      | 31      |         |         |         |         |         |

| November | November | November | November | November | November | November | November |
| Kw       | Mo       | Di       | Mi       | Do       | Fr       | Sa       | So       |
| -------- | -------- | -------- | -------- | -------- | -------- | -------- | -------- |
| 44       |          |          | 1        | 2        | 3        | 4        | 5        |
| 45       | 6        | 7        | 8        | 9        | 10       | 11       | 12       |
| 46       | 13       | 14       | 15       | 16       | 17       | 18       | 19       |
| 47       | 20       | 21       | 22       | 23       | 24       | 25       | 26       |
| 48       | 27       | 28       | 29       | 30       |          |          |          |

| Dezember | Dezember | Dezember | Dezember | Dezember | Dezember | Dezember | Dezember |
| Kw       | Mo       | Di       | Mi       | Do       | Fr       | Sa       | So       |
| -------- | -------- | -------- | -------- | -------- | -------- | -------- | -------- |
| 48       |          |          |          |          | 1        | 2        | 3        |
| 49       | 4        | 5        | 6        | 7        | 8        | 9        | 10       |
| 50       | 11       | 12       | 13       | 14       | 15       | 16       | 17       |
| 51       | 18       | 19       | 20       | 21       | 22       | 23       | 24       |
| 52       | 25       | 26       | 27       | 28       | 29       | 30       | 31       |

Das Jahr 1944 ist von der Eröffnung der „Zweiten Front“ in Westeuropa im Zweiten Weltkrieg gegen das Deutsche Reich und schweren Niederlagen der Wehrmacht an der Ostfront geprägt. Der Luftkrieg über Europa intensiviert sich weiter, wobei die Alliierten endgültig die Luftherrschaft erringen. Im Pazifikkrieg bereiten die Alliierten die Rückeroberung der Philippinen vor und drängen die Japaner im Zentralpazifik zurück. Sie erobern unter anderem die Marianen, von denen aus sie eine strategische Bomberoffensive gegen die japanischen Hauptinseln eröffnen. Auf alliierten Konferenzen in London, Bretton Woods, Dumbarton Oaks und Moskau wird bereits über die Nachkriegsordnung und die Aufteilung Deutschlands in Besatzungszonen verhandelt.

## Ereignisse

### Politik und Weltgeschehen

#### Zweiter Weltkrieg

##### Politische und diplomatische Entwicklungen
- 1. Januar: Neuer Oberbefehlshaber der Heeresgruppe B wird Generalfeldmarschall Erwin Rommel.
- 28. Februar: Die Testpilotin Hanna Reitsch unterbreitet Adolf Hitler den Vorschlag für das militärische Projekt „Selbstopfer“. Dieser ist nicht angetan, erlaubt aber die Vorbereitung solcher Angriffe. Etwa 70 Freiwillige werden ausgesucht und an das Kampfgeschwader 200 angegliedert.
- 2. März: Mit dem geheimen Kugel-Erlass des deutschen OKW wird die Erschießung von flüchtigen Kriegsgefangenen angeordnet, falls sie wieder ergriffen werden.
- 19. März: Das Königreich Ungarn wird von Deutschland im Unternehmen Margarethe besetzt.

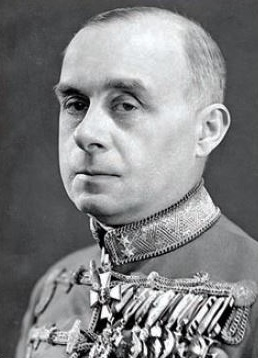
Döme Sztójay 1944 – offizielles Porträt

- 22. März: In Ungarn wird durch Reichsverweser Miklós Horthy eine deutschfreundliche Regierung unter Döme Sztójay eingesetzt.

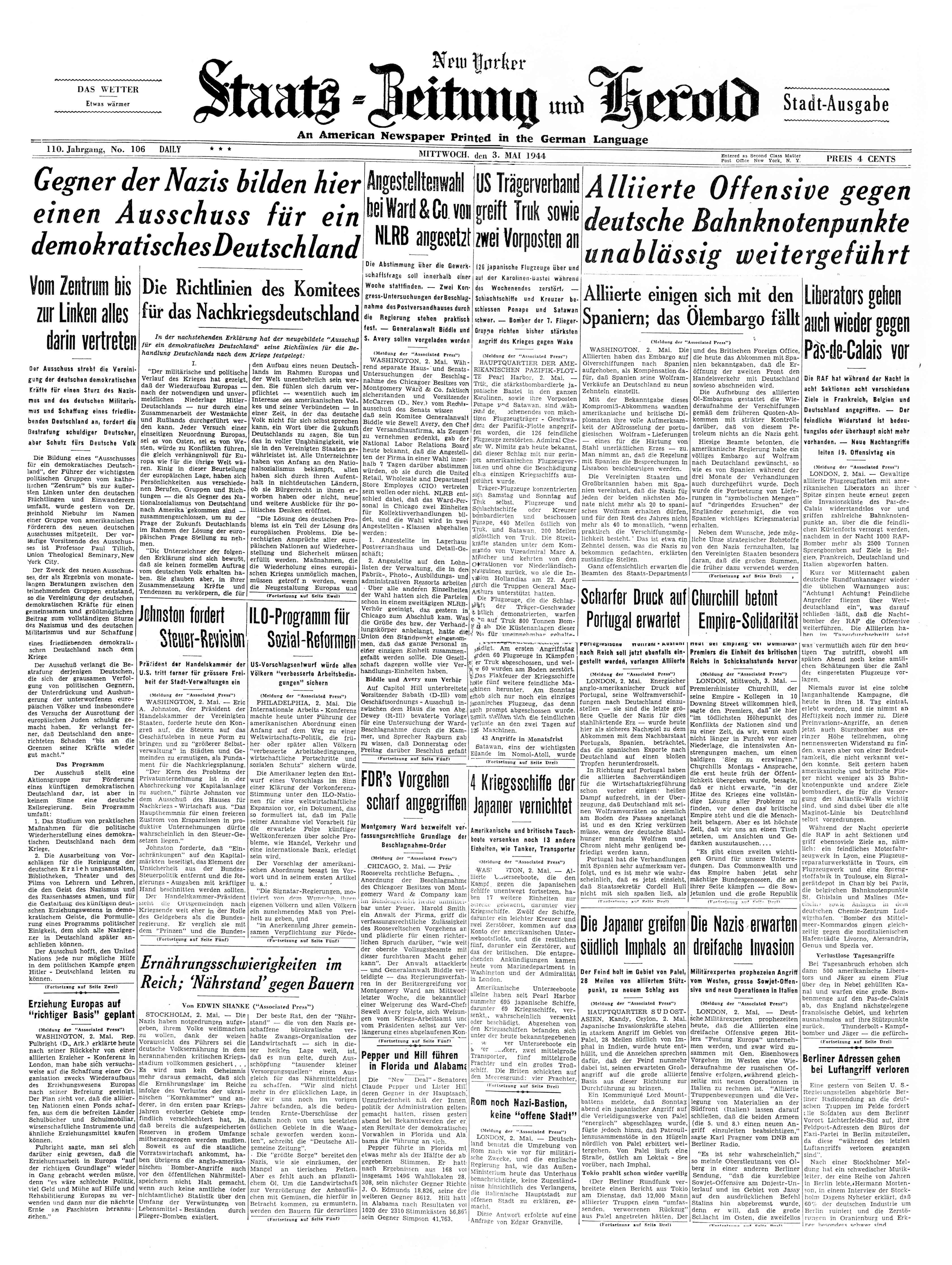
Gründungsaufruf „Council for a Democratic Germany“, New Yorker Staatszeitung und Herold, 1944

- 2. Mai: Ein Council for a Democratic Germany wird in New York auf möglichst breiter Basis gegründet.
- 26. Juni: Durch den Ryti-Ribbentrop-Vertrag wandelt sich die Zusammenarbeit zwischen der Republik Finnland mit dem Deutschen Reich während des Zweiten Weltkriegs zu einem formalen Militärbündnis.
- 22. Juli: Polen im Zweiten Weltkrieg: Das von der Sowjetunion gestützte Komitee der Nationalen Befreiung Polens gibt seine Gründung bekannt und spricht der polnischen Exilregierung in London die Legitimität ab.
- 2. August: Gründung des Antifaschistischen Rats der Volksbefreiung Mazedoniens; die Mazedonier werden von den Tito-Partisanen als Staatsvolk Jugoslawiens anerkannt.
- 4. August: Carl Gustaf Emil Mannerheim wird zum Präsidenten der Republik Finnland gewählt. Am 24. August schließt er einen Waffenstillstand mit der Sowjetunion.
- 23. August: Der Königliche Staatsstreich unter der Führung des rumänischen Königs Michael I. beendet die Militärdiktatur von Marschall Ion Antonescu und in weiterer Folge das Militärbündnis mit dem Deutschen Reich schließt Rumänien mit den Alliierten einen Waffenstillstand und erklärt Deutschland den Krieg.
- 26. August: Ministerpräsident Iwan Iwanow Bagrjanow erklärt die Neutralität Bulgariens und lehnt eine Allianz mit den Deutschen ab.
- 29. August: Der ungarische Reichsverweser Miklós Horthy entlässt die nazifreundliche Regierung Sztójay und ernennt den ihm treuen General Géza Lakatos zum Ministerpräsidenten.

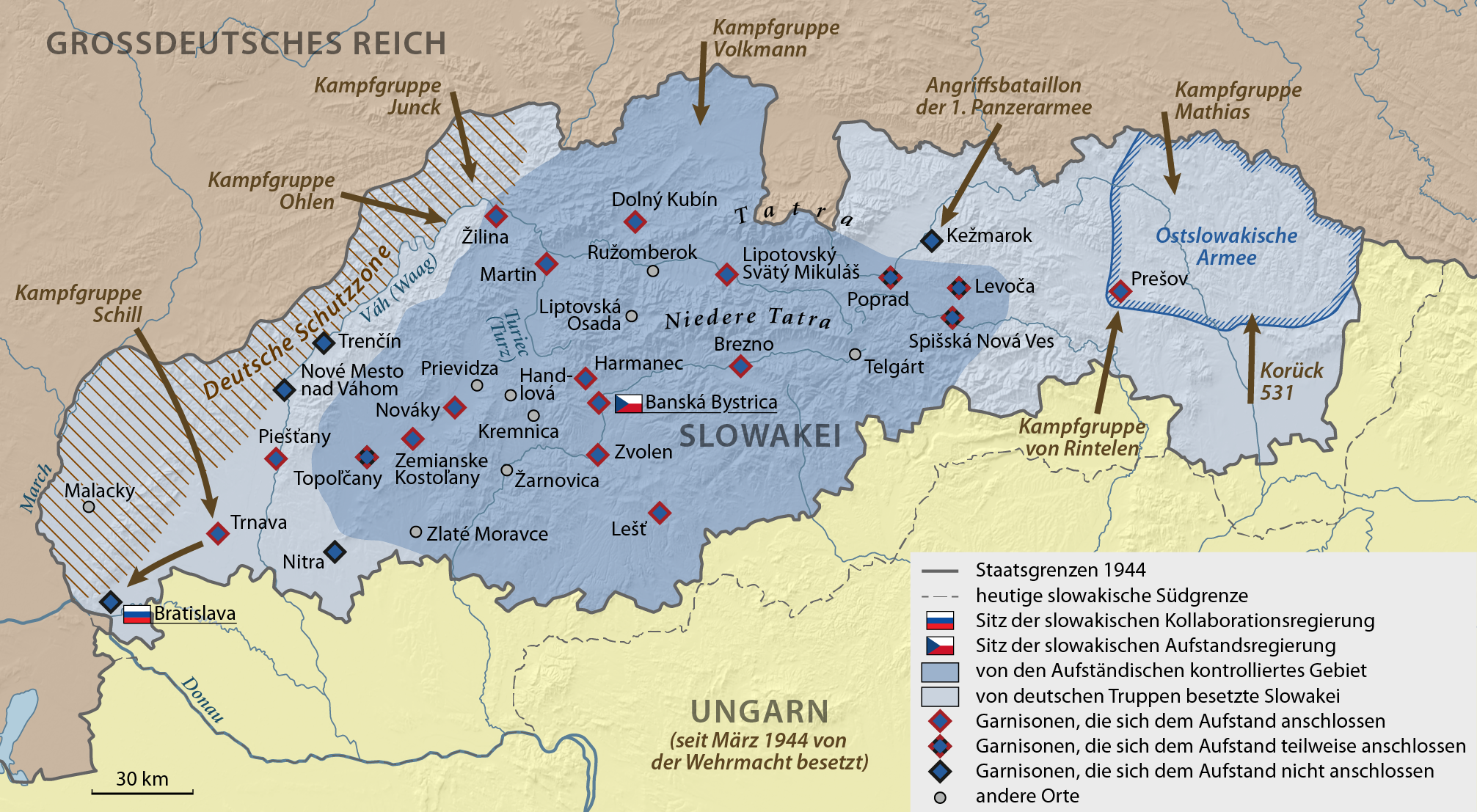
Die Situation in den ersten Aufstandstagen

- 29. August: Der slowakische Nationalaufstand gegen die Okkupation der Slowakei durch die deutsche Wehrmacht sowie gegen das slowakische Kollaborationsregime der Ludaken unter Jozef Tiso beginnt. Getragen von Teilen der slowakischen Armee liegt das Hauptgebiet des Aufstands in der Mittelslowakei, mit der Stadt Banská Bystrica als Zentrum.
- 2. September: Der amerikanische Finanzminister Henry Morgenthau erarbeitet einen 14-Punkte-Plan, wie mit dem besiegten Deutschland nach dem Ende des Zweiten Weltkriegs verfahren werden soll.
- 5. September: Die Kriegserklärung der UdSSR wird an Bulgarien gerichtet.
- 8. September: Nach dem Königlichen Staatsstreich erklärt Rumänien dem benachbarten Ungarn den Krieg. Am 12. September wird ein Waffenstillstand mit der Sowjetunion geschlossen.
- 12. September: Die Europäische Beratende Kommission legt im 1. Zonenabkommen (auch Londoner Protokoll genannt) die Grenze zwischen der Sowjetischen Besatzungszone und den Besatzungszonen der Westmächte fest und beschließt ein „besonderes Besatzungssystem“ für Berlin.
- 15. September: Bulgarien wandelt sich zur neu gegründeten Volksrepublik mit Wassil Kolarow als provisorischem Präsidenten an der Spitze.
- 19. September: Waffenstillstand von Moskau zwischen Finnland und Russland.
- 21. September: Durch eine gezielte Indiskretion wird der Morgenthau-Plan des US-Finanzministeriums zum Nachkriegsdeutschland publik. US-Präsident Franklin D. Roosevelt distanziert sich nach stark ablehnenden Reaktionen bald von diesem Papier.

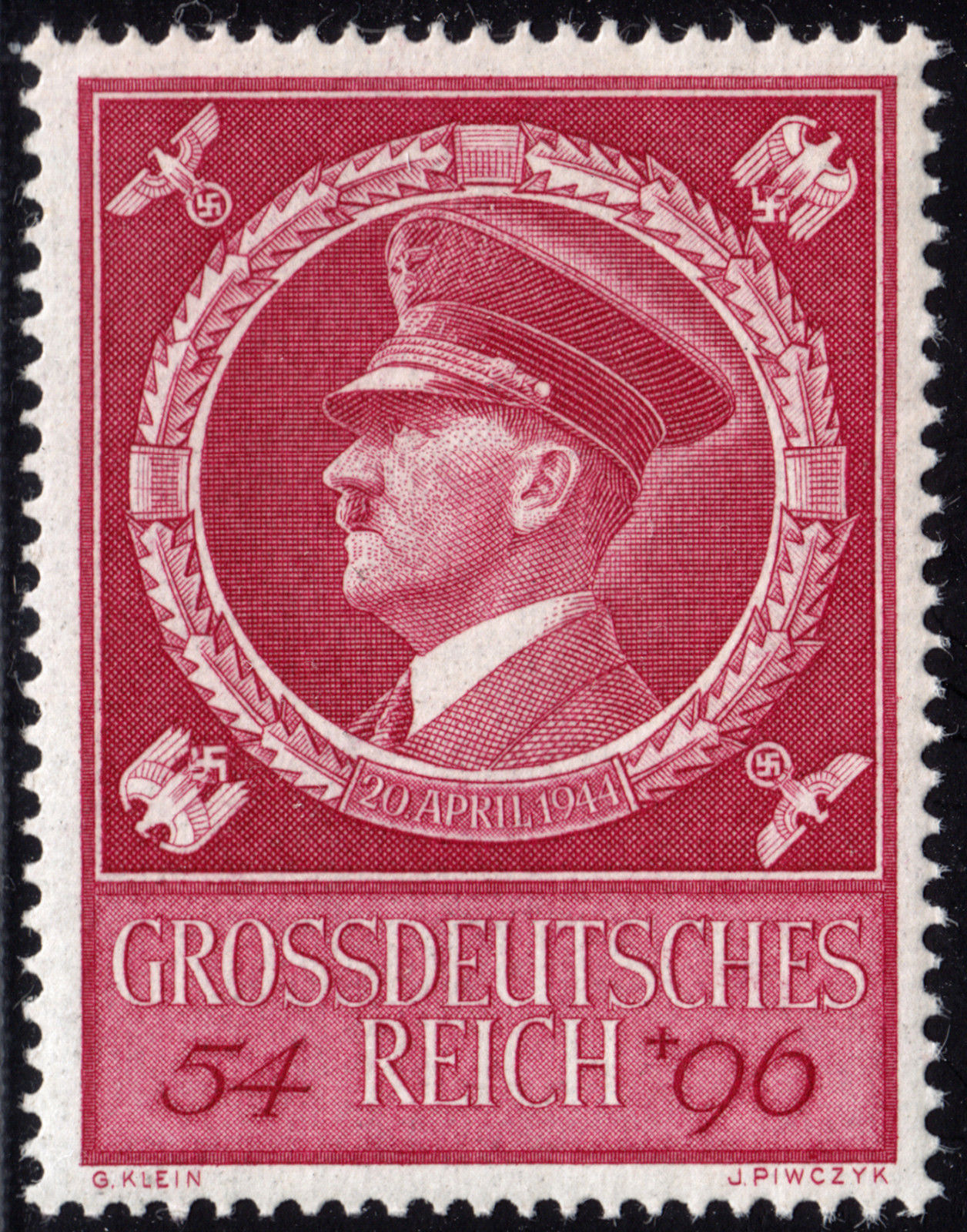
Gedenkmarke zum Führergeburtstag, 1944

- 25. September: Adolf Hitler ordnet die Aufstellung des „Volkssturmes“ an. Jugendliche und Senioren werden zum Wehrdienst herangezogen.
- 15. Oktober: Der ungarische Reichsverweser Miklós Horthy wird im Kommandounternehmen Panzerfaust von SS-Truppen unter Otto Skorzeny unter Arrest gestellt und am folgenden Tag zur Abdankung gezwungen. Die Partei der Pfeilkreuzler unter Ferenc Szálasi übernimmt die Regierung.
- 15. Oktober: Ungarn schließt einen Waffenstillstand mit den Alliierten.
- 18. Oktober: Die seit 1. August zur Täuschung der Deutschen nur mehr auf dem Papier fortbestehende 1. US-Heeresgruppe wird offiziell aufgelöst.
- 28. Oktober: Der Slowakische Nationalaufstand endet, als die militärische Führung der Aufständischen nach dem Fall von Banská Bystrica den offenen Kampf gegen die Wehrmacht aufgibt und zum reinen Partisanenkampf übergeht.

##### Deutsch-Sowjetischer Krieg/Balkan

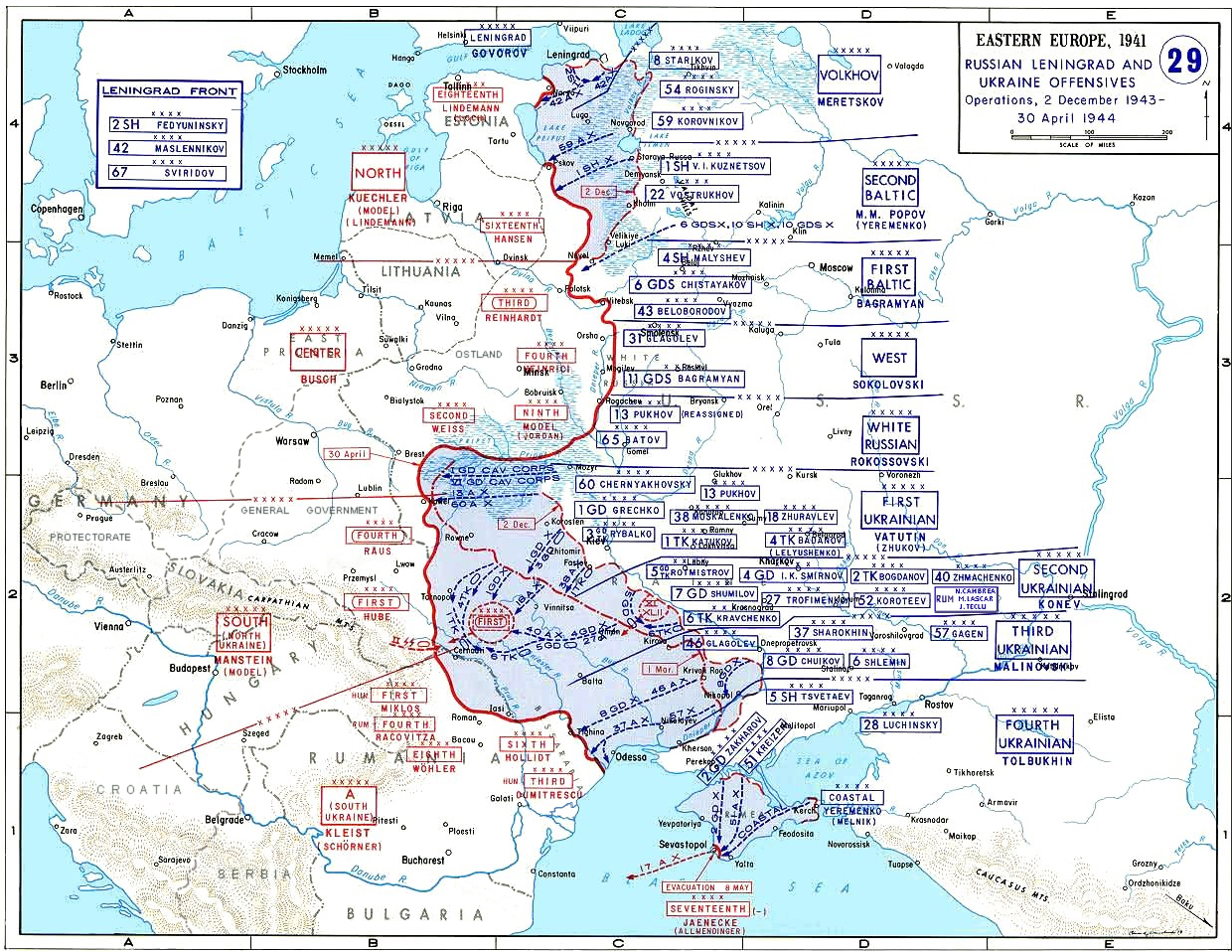
Sowjetische Offensiven an der Ostfront von Dezember 1943 bis April 1944

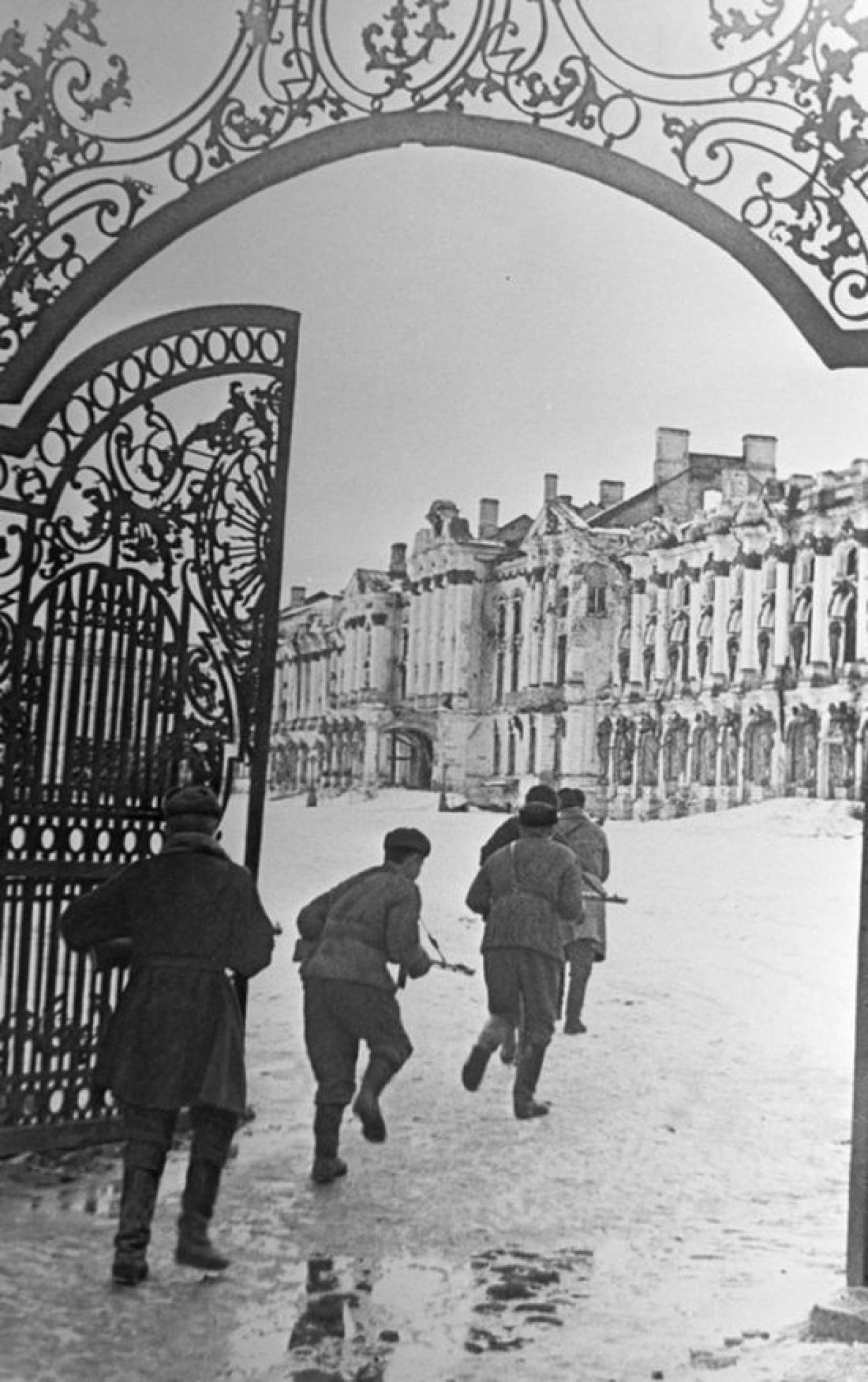
Sowjetische Soldaten bei Kämpfen um Puschkin, Januar 1944

- 14. Januar: Die sowjetische Leningrad-Nowgoroder Operation zur Aufhebung der Leningrader Blockade durch die Wehrmacht beginnt.
- 28. Januar: Die Rote Armee befreit die von der Wehrmacht eingekesselte Stadt Leningrad.
- 23. Februar: Generalkommissar Curt von Gottberg gründet die Weißruthenische Heimwehr. Sie soll unter dem Kommando von Franzischak Kuschal stehen, der bereits als Leiter des Weißruthenischen Selbstschutzkorps fungiert.
- 1. März: Nach der Leningrad-Nowgoroder Operation zieht sich die Wehrmacht auf die Panther-Stellung zurück.
- 4. März: An der Ostfront beginnt die Frühjahrsoffensive der Roten Armee: Das ist der Auftakt für den nach und nach nötigen Rückzug der deutschen Verbände aus der Ukrainischen SSR.
- 8. März: Adolf Hitler erlässt den Führerbefehl Nr 11 mit dem 29 Orte zu „Festen Plätzen“ bestimmt werden, die besonders hartnäckig verteidigt werden sollen.
- 8. April: Die Schlacht um die Krim beginnt. Nach zwei Tagen wird die deutsche Verteidigung durchbrochen.
- 13. April: Simferopol wird von sowjetischen Einheiten erobert.
- 17. April: Die Ende des Vorjahres begonnene Dnepr-Karpaten-Operation endet mit einem sowjetischen Sieg.
- 9. Mai: Die Rote Armee erobert Sewastopol. Die Schlacht um die Krim endet am 12. Mai.
- 18. Mai: Beginn der Deportation der Krimtataren von der Krim nach Zentralasien. Innerhalb weniger Tage (18. bis 20. Mai 1944) wurden etwa 189.000 Menschen unter fürchterlichen Bedingungen per Zug verfrachtet.

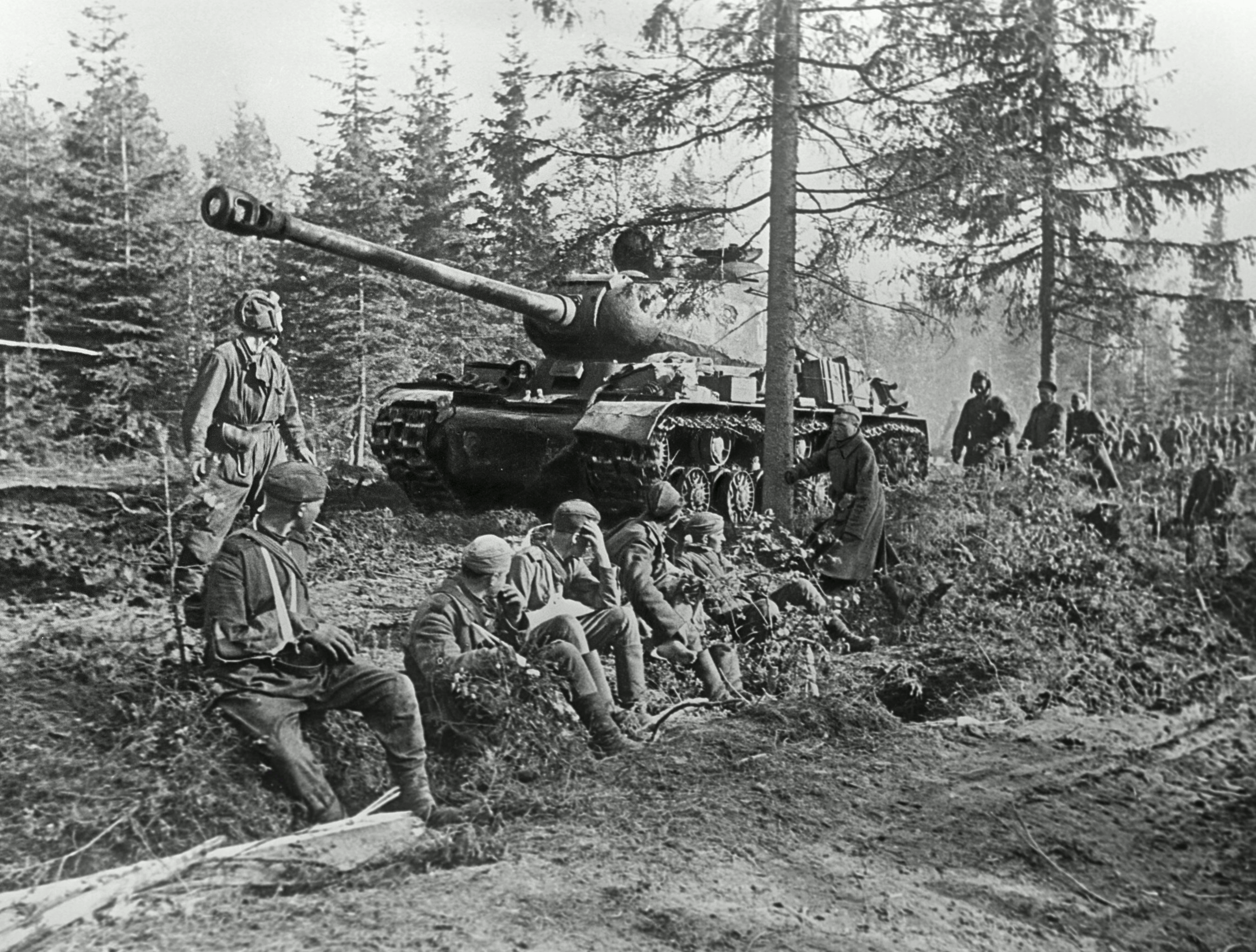
Sowjetische Truppen beim Vormarsch in den karelischen Wäldern

- 10. Juni: Die sowjetische Wyborg-Petrosawodsker Operation gegen die finnische Armee beginnt.
- 10. Juni: Beim Massaker von Distomo ermorden Angehörige eines Regimentes der 4. SS-Polizei-Panzergrenadier-Division im Zuge einer „Vergeltungsaktion“ 218 der – an Partisanenkämpfen unbeteiligten – rund 1800 Dorfbewohner der Ortschaft Distomo in Mittelgriechenland und brennen das Dorf nieder.

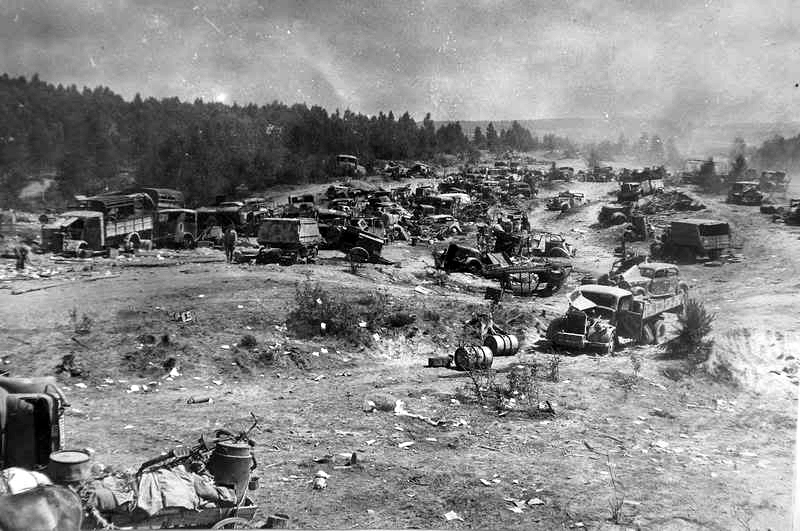
Aufgegebenes Kriegsmaterial der deutschen 9. Armee nahe Babrujsk (Weißrussland) Ende Juni 1944

- 22. Juni: Die sowjetische Sommeroffensive, in deren Verlauf die deutsche Heeresgruppe Mitte zerschlagen wird, beginnt.
- 25. Juni: Auf der Karelischen Landenge beginnt die Schlacht von Tali-Ihantala zwischen Streitkräften der Sowjetunion und den von Deutschland unterstützten finnischen Truppen.
- 3. Juli: Minsk wird von der sowjetischen Armee zurückerobert, 100.000 deutsche Soldaten geraten in Gefangenschaft.
- 13. Juli: Die Lwiw-Sandomierz-Operation beginnt.
- 17. Juli: 57.000 deutsche Kriegsgefangene werden in einem Triumphzug der Moskauer Bevölkerung vorgeführt.

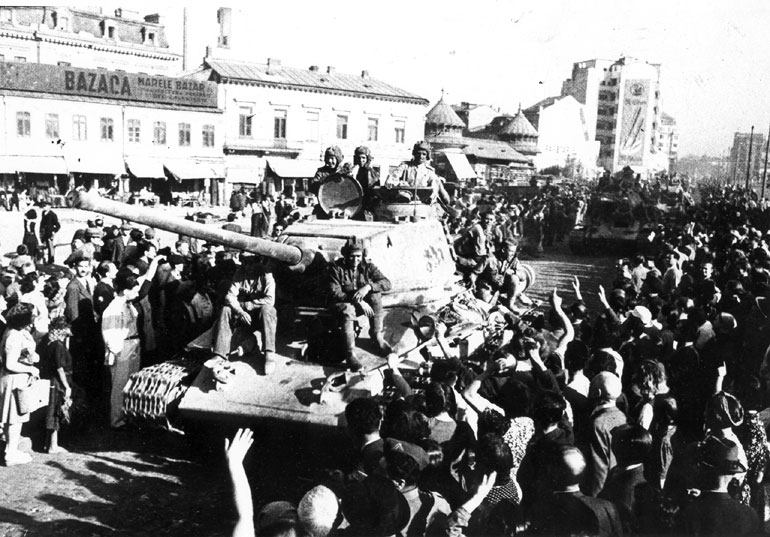
Die Rote Armee beim Einzug in Bukarest, Ende August 1944

- 20. bis 29. August: Die Operation Jassy-Kischinew, ein sowjetischer Großangriff auf dem Gebiet des früheren Bessarabiens und heutigen Republik Moldau zwischen den Städten Jassy und Kischinew, endet mit einem entscheidenden sowjetischen Sieg. Sowjetische Truppen erobern auf diese Weise in wenigen Tagen große Teile Rumäniens und reiben die gegnerischen deutschen Armeen in einer Kesselschlacht auf. Bei der Schlacht wird die deutsche 6. Armee größtenteils zerschlagen, nachdem sie südwestlich von Kischinew in einen Kessel geraten ist. Teile der 8. Armee können sich über die Karpaten nach Ungarn zurückziehen.
- 8. September: Die Ostkarpatische Operation beginnt.
- 14. September: Die Baltische Operation beginnt.
- 24. September: Die Belgrader Operation beginnt.
- 17. September: Partisanen der Jugoslawischen Volksbefreiungsarmee befreien zum zweiten Mal die bosnische Stadt Tuzla.
- September: Die Wehrmacht beginnt mit dem Rückzug aus Griechenland.
- 6. Oktober: Der Kampf um Ungarn beginnt.
- 7. bis 29. Oktober: Petsamo-Kirkenes-Operation
- 10. Oktober: Der Kurland-Kessel wird geschlossen.
- 10. Oktober: Die Rote Armee erreicht die deutsche Grenze in Ostpreußen.

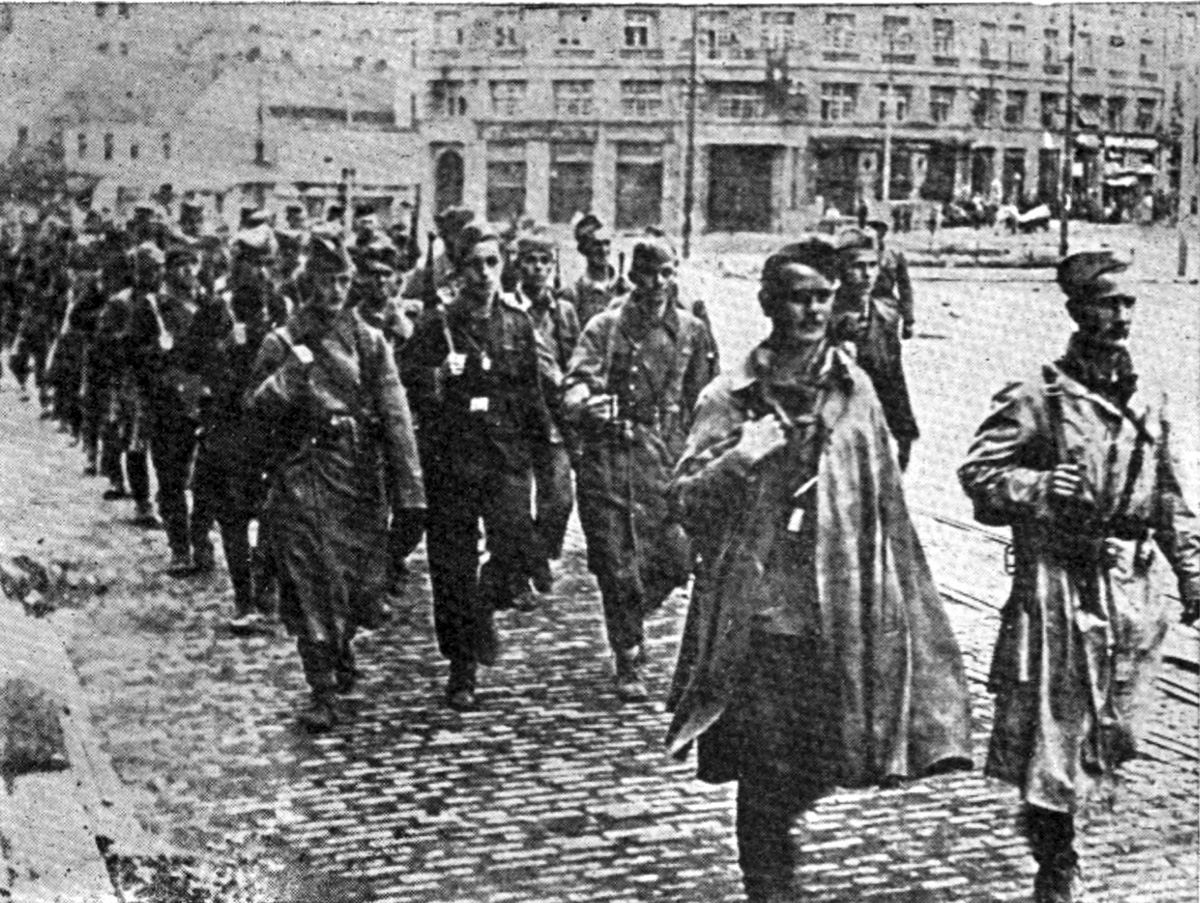
Jugoslawische Partisanen in der Innenstadt von Belgrad im Oktober 1944

- 20. Oktober: Belgrader Operation: Die Rote Armee nimmt Belgrad ein.

Propagandaschlagzeile in der Braunschweiger Tageszeitung vom 27. Oktober 1944

- 21. Oktober: Massaker von Nemmersdorf: die Rote Armee erobert für wenige Stunden das Dorf Nemmersdorf und erschießt mindestens 23 Zivilpersonen, in der Mehrzahl Frauen und Kinder. Dies gilt als das erste dokumentierte Verbrechen der Roten Armee auf deutschem Boden.
- 29. Oktober: Die Schlacht um Budapest beginnt.
- 29. November: Die Wehrmacht räumt mit Shkodra die letzte albanische Stadt; ganz Albanien ist befreit.
- 3. Dezember: Nach dem Ende der deutschen Besetzung Griechenlands bricht die Schlacht um Athen zwischen der zuvor im Widerstand aktiven linksgerichteten ELAS und den ab dem 15. Dezember von britischen Einheiten unterstützten Truppen der neuen Regierung unter Georgios Papandreou, Damaskinos Papandreou und Nikolaos Plastiras aus.

##### Italienfeldzug

Angriff über den Garigliano und am Rapido am 17. Januar

- 17. Januar: Mit der Schlacht um Monte Cassino beim historischen Kloster Montecassino an der deutschen Gustav-Linie in Italien beginnt eine der längsten und verlustreichsten Schlachten des Zweiten Weltkriegs.
- 22. Januar: Die bis 25. Mai dauernde Operation Shingle beginnt: westalliierte Verbände landen in Italien südlich von Rom überraschend im Rücken der deutschen Truppen. Sie wollen einen Brückenkopf erkämpfen und die deutsche Hauptverteidigungslinie in Mittelitalien (Gustav-Linie) umgehen, um den Vormarsch auf Rom zu beschleunigen.

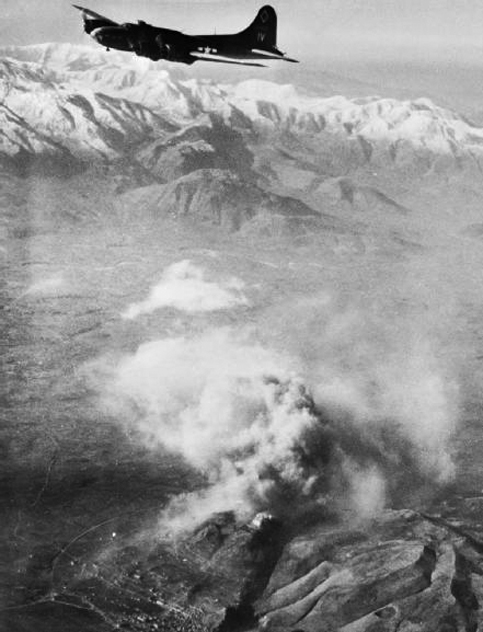
Die Zerstörung des Klosters am 15. Februar 1944

- 15. Februar: Ein alliiertes Bombardement trifft das Kloster Montecassino, Kämpfe um die Klosterruine blockieren den alliierten Vormarsch auf Rom.
- 4./5. Mai: Die Massaker von Fivizzano beginnen. Bis zum 13. September werden rund 400 Menschen von Einheiten der Waffen-SS, der Wehrmacht und der faschistischen paramilitärischen schwarzen Brigaden ermordet.
- 12. Mai: In Italien beginnt der Vorstoß alliierter Truppen auf Rom.

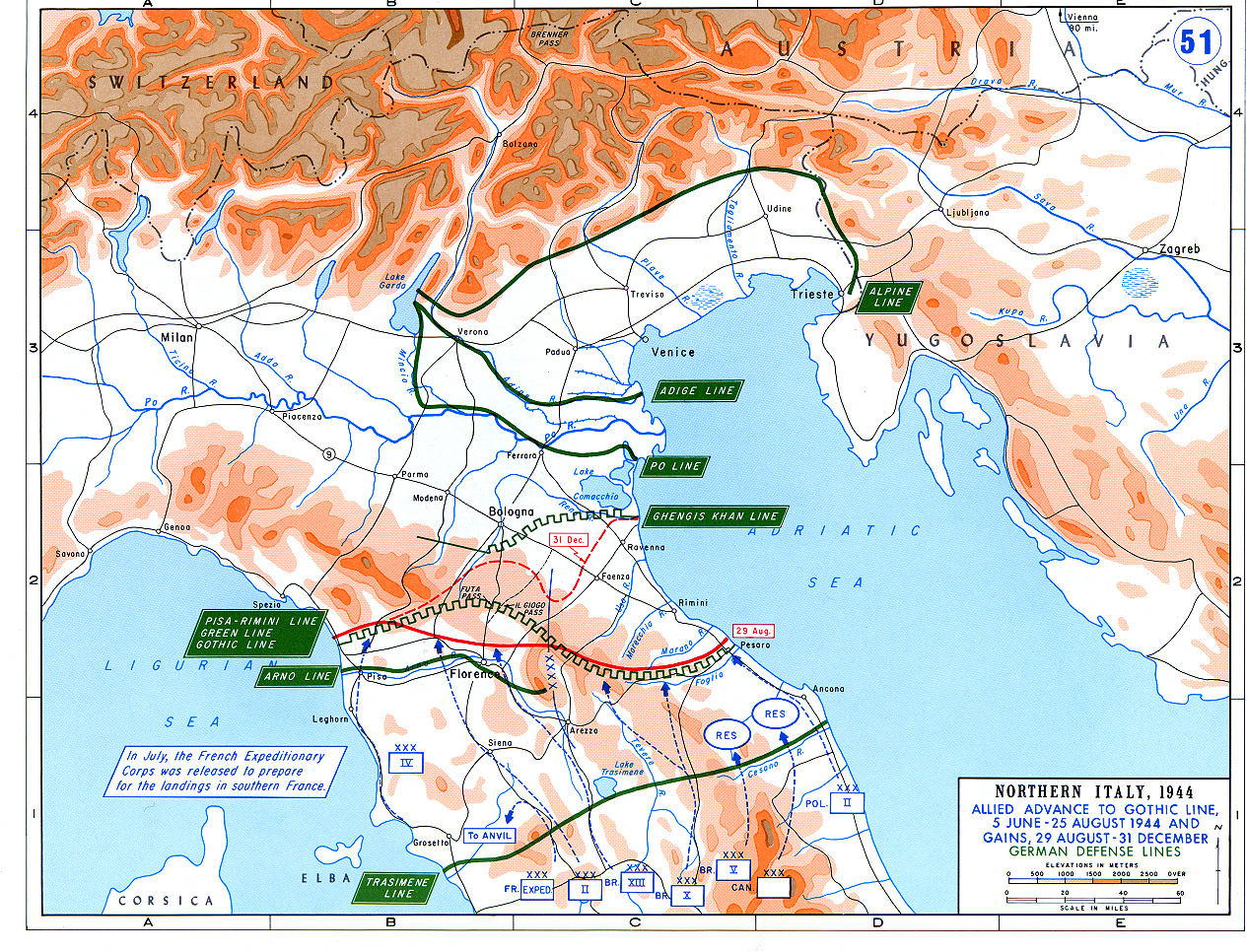
Entwicklung der Front zwischen Juni und Dezember 1944

- 4. Juni: Die Stadt Rom wird frei von faschistischer Beherrschung. Generalfeldmarschall Albert Kesselring, der deutsche Oberbefehlshaber in Italien, hat Rom zu offenen Stadt erklärt und den kampflosen Abzug der deutschen Wehrmachteinheiten angeordnet. Die 1. US-Panzerdivision rückt in Rom ein.
- 12. August: Vier Kompanien der Waffen-SS erschießen nach zahlreichen Partisanenangriffen fast alle Bewohner des italienischen Dorfs Sant’Anna di Stazzema, darunter 116 Kinder. Die meisten der übrigen 444 bis 560 Opfer sind Frauen.
- September: Den Westalliierten gelingt es in mehreren Angriffen nicht, die Mitte Mai in „Grüne Linie“ umbenannte Gotenstellung in Mittelitalien zu durchbrechen.
- 29. September bis 1. Oktober: Im Massaker von Marzabotto ermorden Wehrmacht und 16. SS-Panzergrenadier-Division „Reichsführer SS“ über 800 Zivilisten nahe Bologna. Sie deklarieren es als Vergeltungsaktion für Partisanenangriffe.

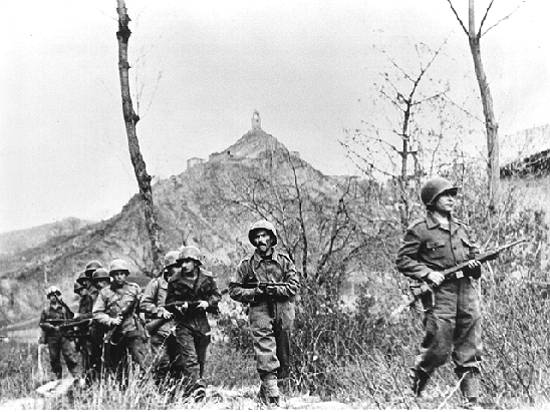
Brasilianische Soldaten in Monte Castello

- 25. November: Das brasilianische Expeditionskorps Força Expedicionária Brasileira in den Reihen der Alliierten im Zweiten Weltkrieg eröffnet mit einem Angriff auf Stellungen der Wehrmacht bei Bologna die Schlacht von Monte Castello.

##### Der Krieg im Westen

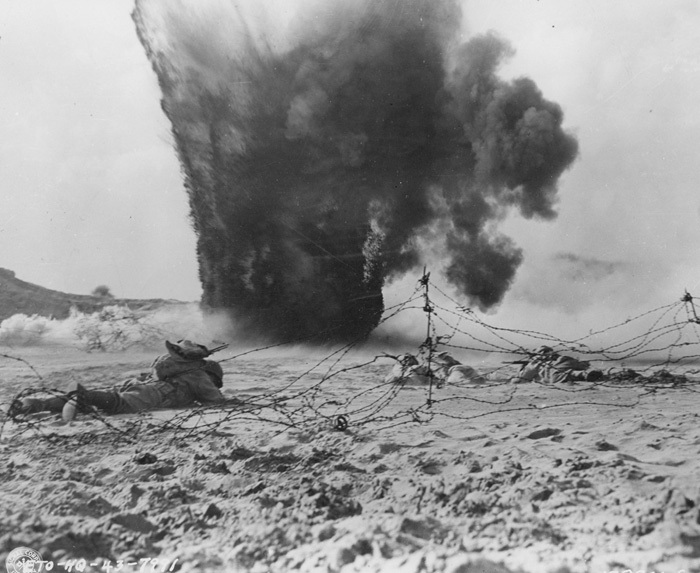
Invasionstraining an der englischen Küste – Manöver mit echter Munition

- Januar: Mit den ersten größeren Übungsmanövern beginnt die alliierte Operation Neptune.
- 8. Februar: Die alliierten Planungen zur Operation Overlord, der Landung in Frankreich, sind abgeschlossen.
- 22. bis 30. April: Bei der Exercise Tiger trainieren alliierte Einheiten die Landung in der Normandie. Kommunikations- und Koordinationsprobleme führen zu einem Unglück. Britische Soldaten beschießen zunächst aus Versehen US-amerikanische Soldaten. Zwei deutsche Schnellboote unter dem Kommando von Bernd Klug versenken am Folgetag zwei der Landungsboote. 946 US-Soldaten sterben. Die Ereignisse werden geheim gehalten.
- 12. Mai: Beginn der Alliierten Luftoffensive auf die deutsche Treibstoffindustrie

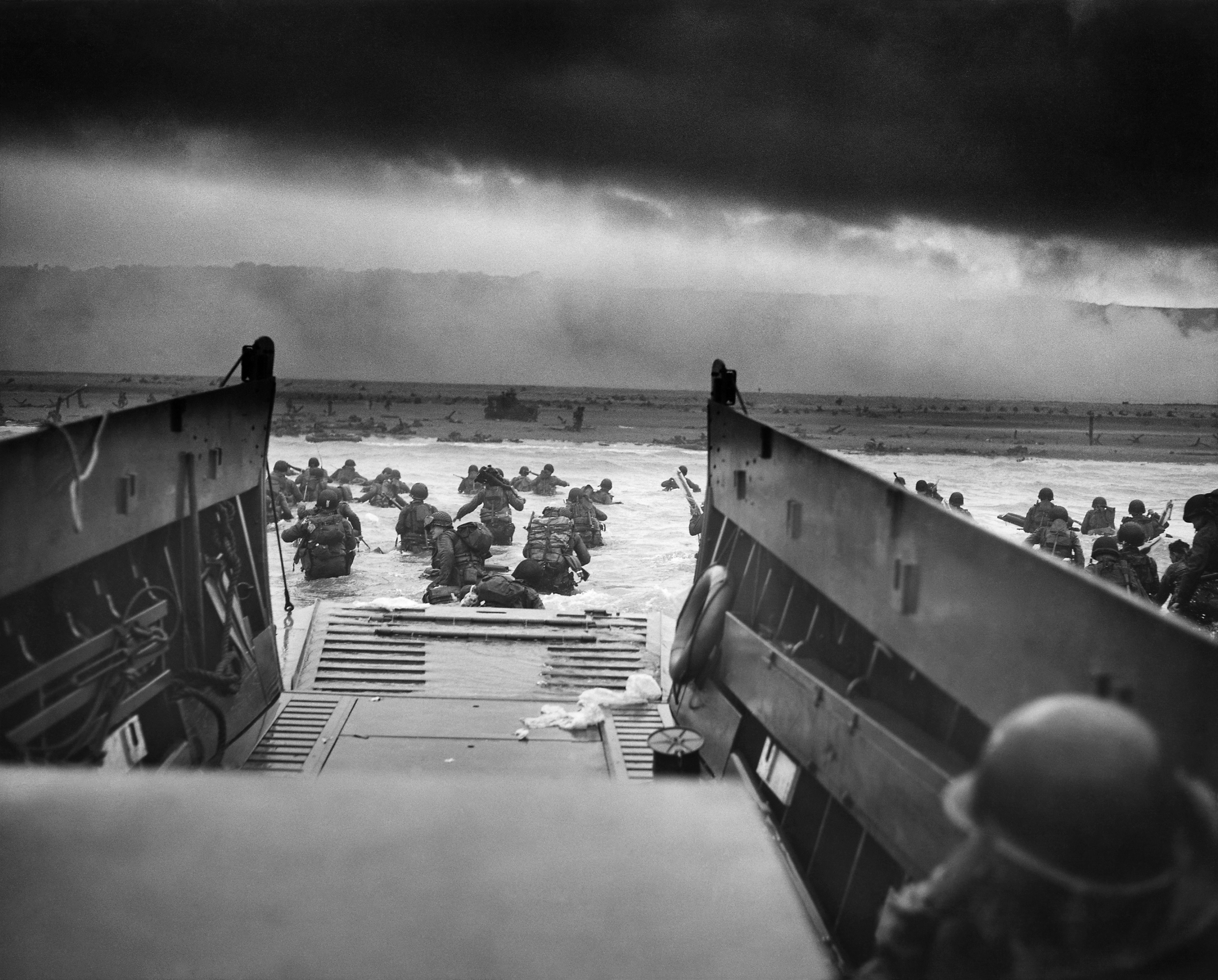
Into the Jaws of Death: Truppen der US-Armee landen am D-Day am Omaha Beach

- 6. Juni: Auf die Wettervorhersage für den 5. und 6. Juni 1944 im Ärmelkanal landen die Alliierten Streitkräfte der Anti-Hitler-Koalition am D-Day in der Normandie (siehe auch: Luftkrieg während der Operation Overlord, Seekrieg während der Operation Overlord; Situation der deutschen Streitkräfte in der Normandie im Jahr 1944). Aus Geheimhaltungsgründen erhalten nicht nur die einzelnen Operationen selbst und ihr Startdatum militärische Tarnbezeichnungen, sondern auch die für die Landung an der Küste der Halbinsel Cotentin vorgesehenen Strandabschnitte. Die 1. US-Armee landet an den Stränden Utah Beach bei Sainte-Mère-Église und Omaha Beach bei Saint-Laurent-sur-Mer. Die britische 2. Armee geht in den Abschnitten Gold Beach bei Arromanches und Sword Beach bei Ouistreham an Land, die Kanadier im Abschnitt Juno Beach bei Courseulles-sur-Mer.

Schlacht um Caen, 9. Juli

- 6. Juni: Die Schlacht um Caen beginnt. Trotz einer weitestgehend erfolgreichen Landung der ersten alliierten Angriffsverbände misslingt der Versuch, Caen im ersten Anlauf zu erobern. Es dauert bis zum 19. Juli, bis die gesamte Stadt sich in alliierter Hand befindet. Die Kämpfe dauern bis zum 15. August an.

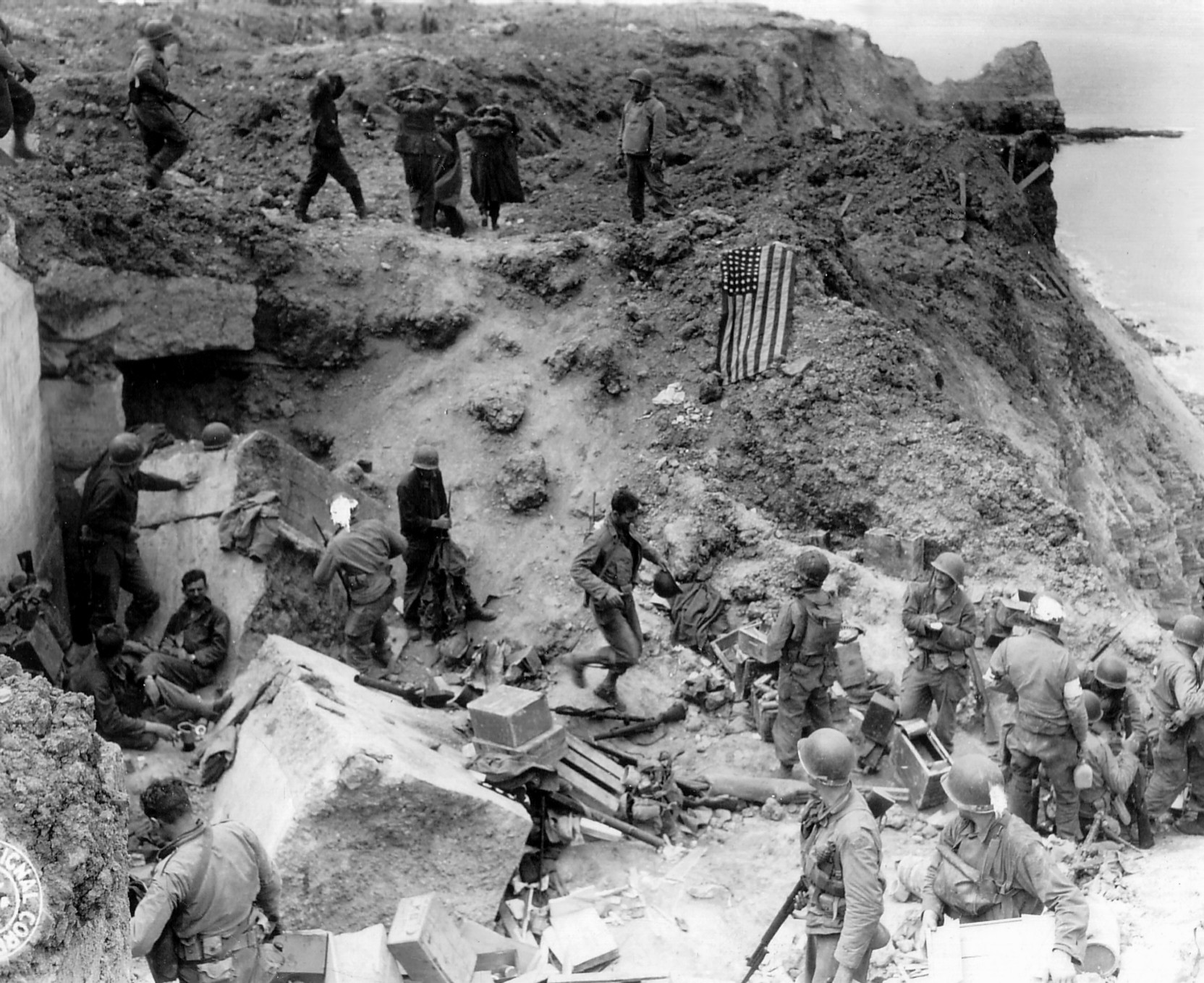
Ranger und deutsche Kriegsgefangene am 8. Juni auf der Pointe du Hoc

- 8. Juni: Nach zweitägigen Kämpfen erobert eine amerikanische Einheit die von den Deutschen verbissen verteidigte Pointe du Hoc. Am Ende des zweiten Tages ist die Einheit von mehr als 225 Männern auf 90 noch kampffähige Männer geschrumpft.
- 8. Juni: Die Schlacht um Carentan beginnt. Am 15. Juni kann die Stadt Carentan von den Alliierten eingenommen werden.
- 9. Juni: Angehörige der Waffen-SS ermorden im französischen Ort Tulle rund einhundert Menschen, nachdem die Stadt Tulle am Vortag von den Francs-tireurs et partisans eingenommen worden ist.
- 10. Juni: Eine Einheit der Waffen-SS richtet im südwestfranzösischen Ort Oradour-sur-Glane ein Massaker an: 642 Bewohner, davon 202 Kinder und 241 Frauen kommen dabei um.

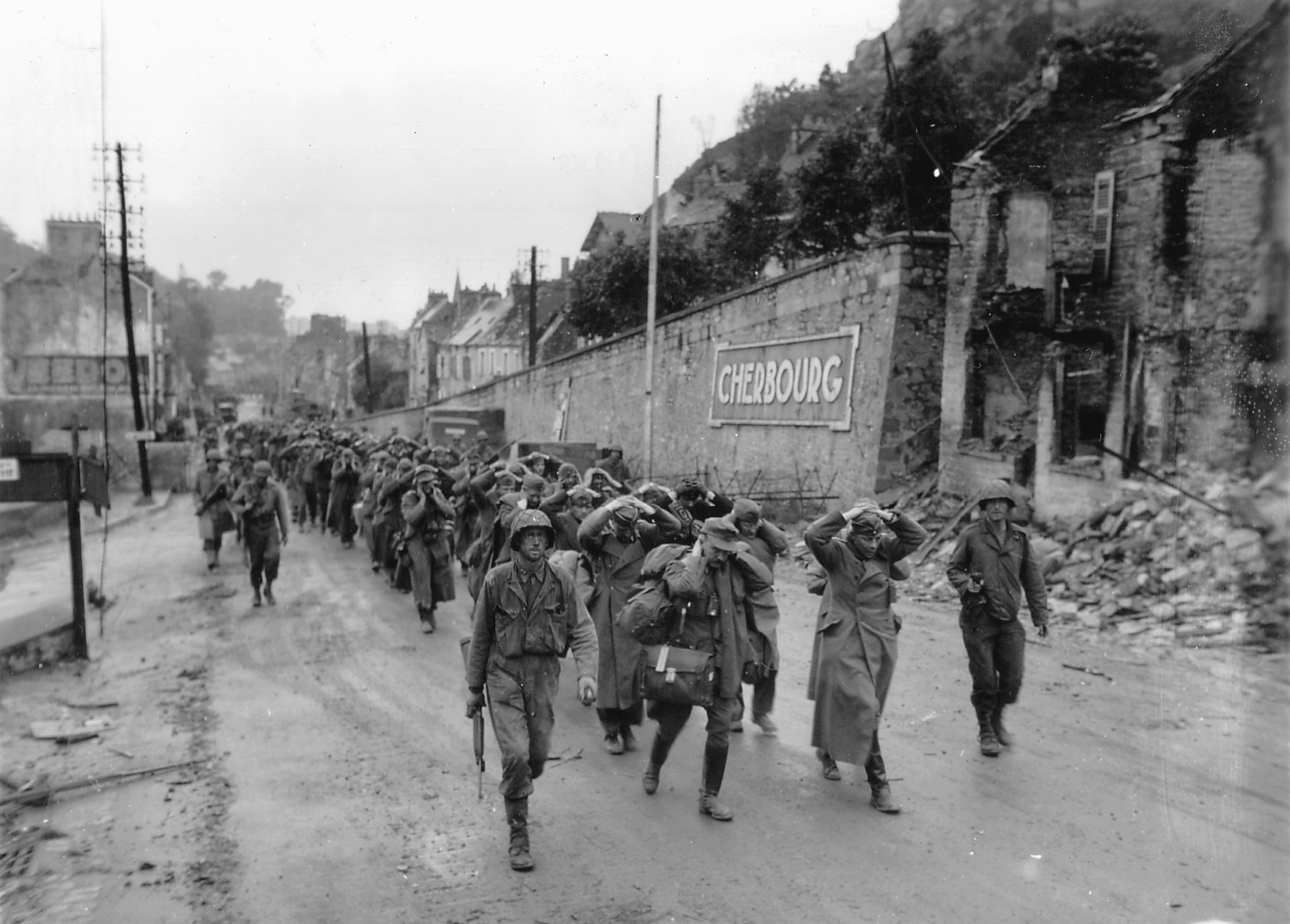
Deutsche Kriegsgefangene unter alliierter Bewachung in Cherbourg

- 14. Juni: Die Schlacht um Cherbourg beginnt. Aufgrund des hartnäckigen Widerstands der deutschen Truppen können die Alliierten Cherbourg jedoch erst am 27. Juni einnehmen.
- 3. Juli: Die Schlacht um Saint-Lô beginnt.
- 17. Juli: Rommel wird bei einem amerikanischen Jagdbomberangriff in Frankreich schwer verletzt.
- 25. Juli: Die Operation Cobra beginnt.
- 31. Juli: Nach der Panzerschlacht von Avranches gelingt der Durchbruch durch die deutsche Westfront (Operation Cobra).
- 31. Juli: Der Schriftsteller und Flieger Antoine de Saint-Exupéry startet zu einem Aufklärungsflug in Richtung Grenoble und wird dabei abgeschossen.
- 1. August: Die Schlacht um die Bretagne beginnt.
- 7. August: Das Unternehmen Lüttich beginnt.
- 12. August bis 21. August: Kessel von Falaise
- 15. August: In Südfrankreich gehen im Rahmen der Operation Dragoon amerikanische und französische Verbände zwischen Toulon und Cannes an Land, sie können ohne größeren Widerstand schnell ins Landesinnere vordringen.
- 25. August: Dietrich von Choltitz, der Stadtkommandant von Groß-Paris, kapituliert nahezu kampflos und missachtet damit den „Trümmerfeldbefehl“ von Adolf Hitler vom 23. August.
- 26. August: Befreiung von Paris
- 28. August: Im von ihnen besetzten Marseille kapitulieren nach einwöchigem Kampf die Einheiten der Wehrmacht gegenüber französischen Truppen.
- 4. September: Britische Truppen besetzen Antwerpen.

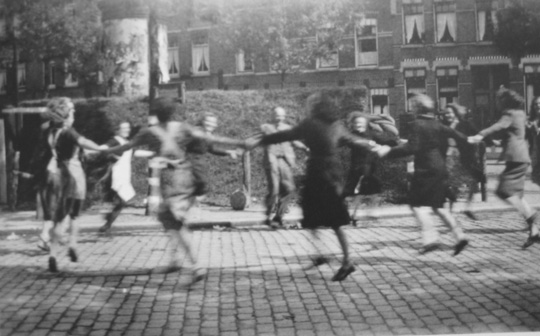
Dolle-Dinsdag-Feier (5. September 1944) bei Willebrordusplein, Rotterdam

- 5. September: Am Dolle Dinsdag gibt es in den Niederlanden Gerüchte über eine Befreiung durch die Alliierten. Es kommt zu landesweiten Arbeitsniederlegungen und die Straßen füllen sich mit der erwartungsvollen Bevölkerung. Bei den deutschen Besatzern und den Mitgliedern der niederländischen Nationalsozialisten NSB bricht Panik aus: In aller Eile werden Dokumente vernichtet, mehr als 30.000 NSB-Mitglieder fliehen mit ihren Familien aus den Niederlanden auf deutsches Gebiet. Da das Deutsche Reich auf den Streik vom 5. September mit einem Wirtschaftsembargo reagiert, kommt es ab Oktober zum sogenannten „Hongerwinter“, in dem rund 20.000 Niederländer an Mangelernährung sterben.
- 11. September: Amerikanische Einheiten überschreiten nordwestlich von Trier die deutsche Reichsgrenze.
- 12. September: Roetgen wird als erste Gemeinde auf deutschem Boden durch alliierte Streitkräfte besetzt.
- 14. September: Die Alliierten befreien mit Maastricht die erste niederländische Stadt.
- 16. September: Der deutsche Generalmajor Botho Henning Elster ergibt sich mit 18.850 Soldaten und 754 Offizieren auf der Loire-Brücke von Beaugency formell US-General Robert C. Macon von der 83. US-Infanteriedivision.
- 17. September: Mit der Operation Market Garden wird die größte Luftlandung der Geschichte gestartet. Sie endet am 27. September mit einem Misserfolg und dem Rückzug der Alliierten über den Rhein.
- 2. bis 21. Oktober: US-Truppen erobern nach fast dreiwöchigen Kämpfen als erste deutsche Großstadt Aachen.
- 2. Oktober: Die Schlacht an der Scheldemündung beginnt. Sie endet am 8. November mit einem alliierten Sieg.
- 6. Oktober: Die Schlacht im Hürtgenwald beginnt.
- 12. November: Die Kämpfe um Elsass und Lothringen beginnen mit Angriffen der US-Army.
- 16. November: Die Operation Queen beginnt.
- 8. November: Die am 2. Oktober im Zweiten Weltkrieg begonnene blutige Schlacht an der Scheldemündung ist zu Gunsten der kanadischen Streitkräfte entschieden. Die deutsche Wehrmacht muss das Gebiet von Antwerpen bis zur Maas den Alliierten überlassen.
- 22. November: Die US-Armee nimmt Metz ein.
- 16. Dezember: Die deutsche Ardennenoffensive wird gestartet, die das weitere Vorrücken der Alliierten verhindern soll.
- 17. Dezember: Eine Kampfgruppe der 1. SS-Panzer-Division unter dem Kommando von Joachim Peiper tötet im Malmedy-Massaker US-amerikanische Kriegsgefangene.
- 31. Dezember: Unternehmen Nordwind, die letzte deutsche Offensive an der Westfront, beginnt.

##### Bombenkrieg

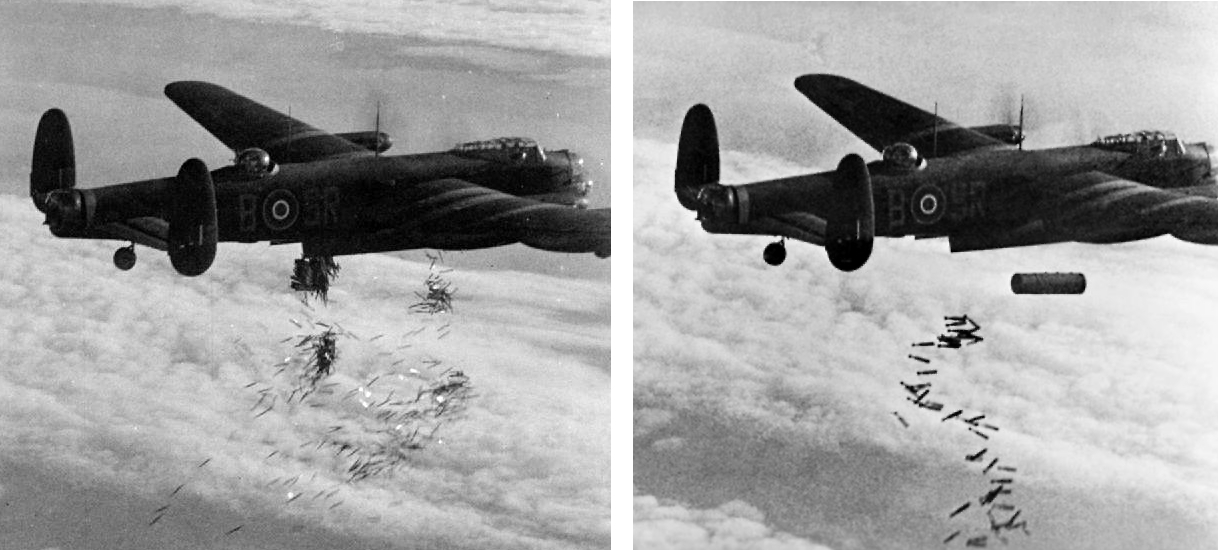
Britische Lancaster beim Bombenwurf. Abwurf von Radartäuschmittel (links), danach Abwurf von Brandbomben und einer Minenbombe „Cookie“ (rechts), 1944

- 1./2. Januar: 421 Lancaster-Bomber der britischen Luftwaffe (RAF) fliegen einen schweren Luftangriff auf Berlin.
- 2./3. Januar: 383 RAF-Flugzeuge greifen Berlin an. 27 Lancaster-Bomber werden abgeschossen.
- 21. Januar: Beginn des Unternehmens Steinbock, die Intensivierung der Luftangriffe auf England durch die deutsche Luftwaffe.
- 22. Februar: Ein Bombardement durch US-Flugzeuge bricht über die niederländische Stadt Nimwegen herein. Der etwa 800 Todesopfer fordernde Angriff hätte der deutschen Stadt Kleve gelten sollen.
- 18. März: Ein Luftangriff der Alliierten auf Frankfurt am Main richtet große Schäden in der Innenstadt an; die Paulskirche brennt vollkommen aus.
- 22. März: Ein weiterer schwerer Bombenangriff auf Frankfurt am Main löscht die historische Altstadt aus; unter anderem wird die Katharinenkirche zerstört, 1001 Menschen sterben.
- 1. April: Aufgrund eines Navigationsfehlers bombardieren US-Luftstreitkräfte Schaffhausen, mit vierzig Toten der folgenschwerste aller alliierten Bombenabwürfe auf die Schweiz im Zweiten Weltkrieg.

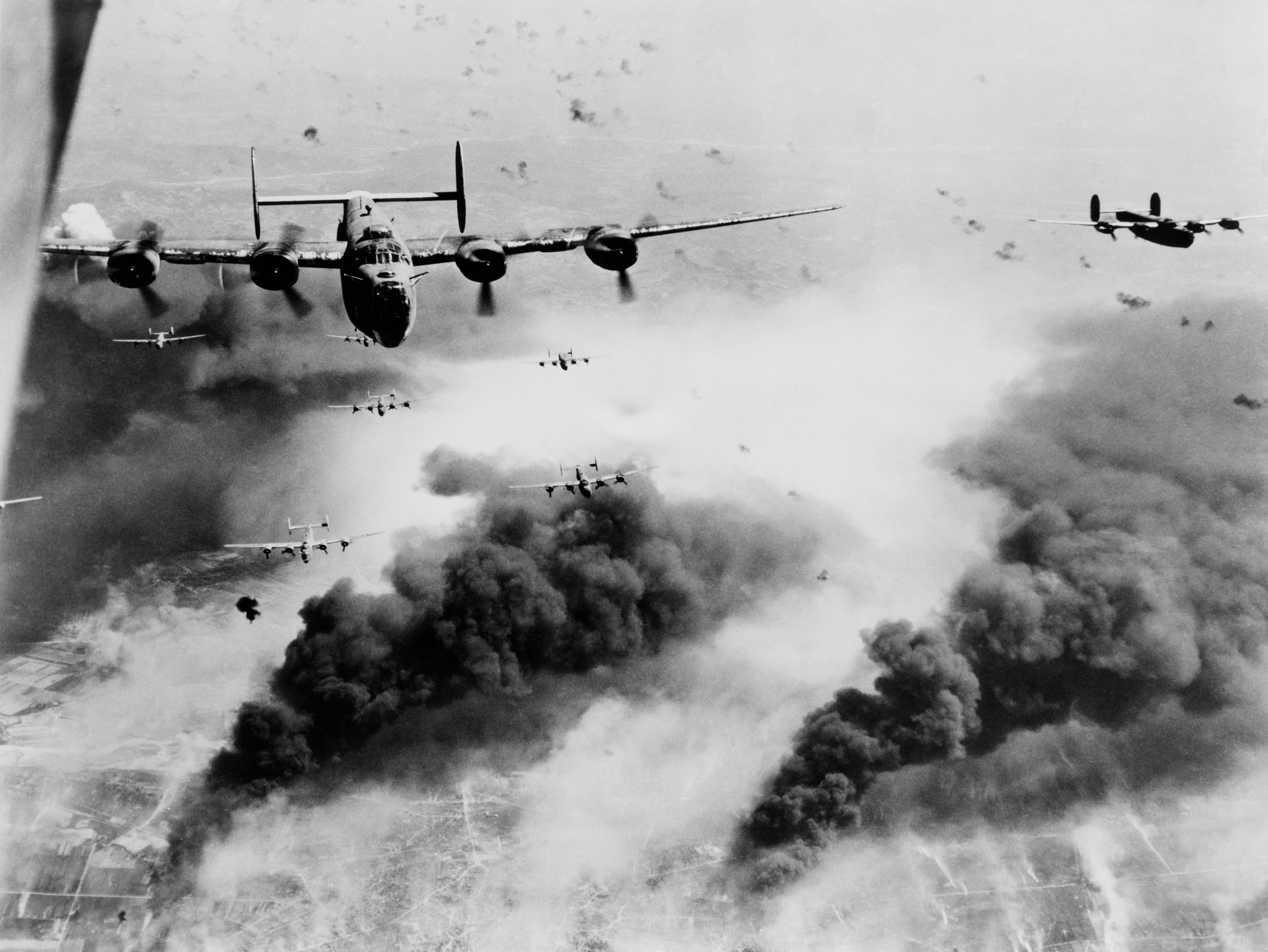
B-24-Bomber im Flakfeuer beim Abflug aus Ploiești, 31. Mai 1944

- Ab dem 5. April intensivieren die Alliierten ihre Luftangriffe auf Ploiești. Die Luftstreitkräfte der 15. US-Luftflotte unter dem Kommando von General Nathan F. Twining fliegen zwischen dem 5. April und dem 19. August 5674 Einsätze, werfen 13.559 Tonnen Bomben ab und verlieren hierbei 254 Flugzeuge.
- 11. April Die amerikanische 303rd Bombardment Group (Heavy) fliegt mit 33 Flugzeugen ihren Einsatz Nr. 134 auf Sorau. Dabei wird das dortige Focke-Wulf Flugzeugwerk getroffen.
- 12. Mai: Die US-Luftwaffe fliegt Angriffe auf die Leuna-Werke und auf Brüx, um Industrieanlagen zur Herstellung von synthetischem Treibstoff systematisch zu zerstören.
- 12. Juni: Die deutsche Luftwaffe beschießt erstmals London mit der V1.
- 13. Juni: Bei einem Testflug stürzt eine in Peenemünde gestartete A4-Rakete in Südschweden ab.
- 5. August: Ein schwerer alliierter Luftangriff auf Magdeburg tötet 683 Menschen und zerstört Wohnungen für etwa 13.000 Einwohner.
- 19. August: Die Alliierten fliegen ihre letzten Luftangriffe auf Ploiești mit seinen vom Deutschen Reich kontrollierten Ölförderanlagen als Vorbereitung auf den sowjetischen Einmarsch in Rumänien.

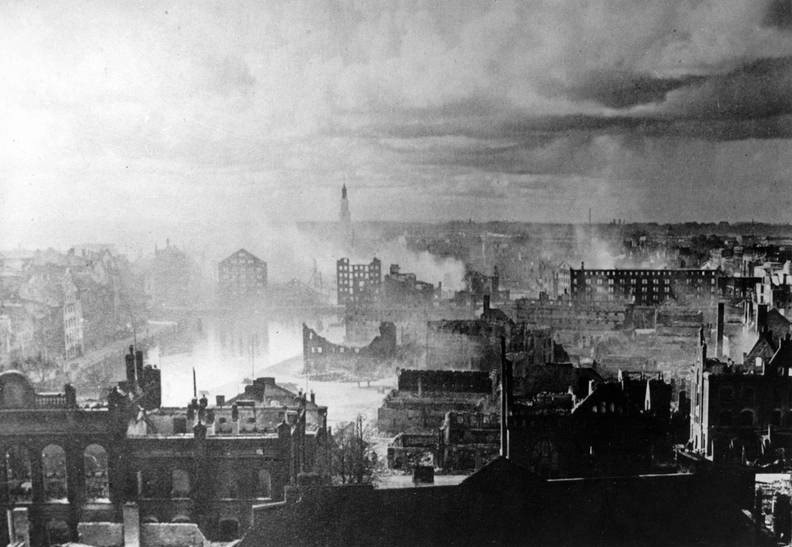
Königsberg Ende August 1944

- 26./27. August: In der Nacht erfolgt ein erster Bombenangriff auf Königsberg durch britische Bomber, leichte Zerstörungen in Königsberg.
- 29./30. August: Zweiter Nachtangriff britischer Bomber auf Königsberg, starke Zerstörungen in der Bombardierung von Königsberg, die Innenstadt wird durch phosphorgefüllte Stabbrandbomben und Sprengbomben fast vollständig in Schutt und Asche gelegt.
- 6. September: Bombereinheiten zerstörten rund 80 Prozent der Innenstadt von Emden, der U-Bootbau ist kaum betroffen.

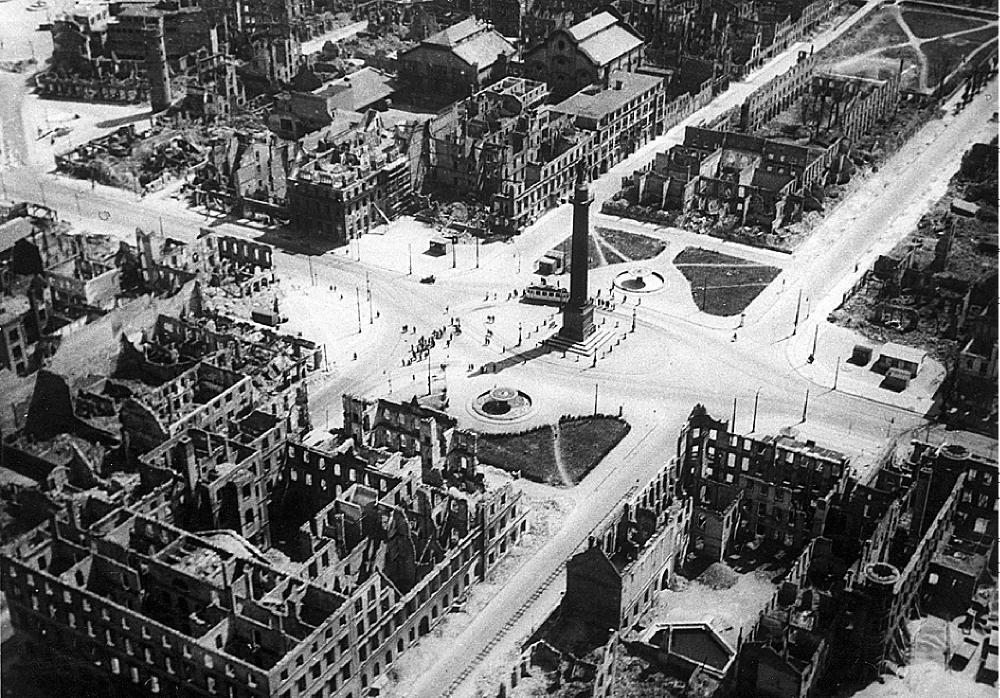
Der Darmstädter Luisenplatz nach der Bombardierung

- 11. September: In der Nacht vom 11. auf den 12. September zerstören englische und amerikanische Einheiten mit einem Luftangriff weite Teile der Stadt Darmstadt.
- 11. September: Ein herannahender Pulk von 36 US-Bombern wird von einem deutschen Jagdgeschwader in die Luftschlacht über dem Erzgebirge verwickelt. Nach dem ersten deutschen Angriff auf die Bombenflugzeuge liefern nachfolgende US-Jagdflugzeuge vom Typ Mustang dem Geschwader Luftkämpfe.
- 5. Oktober: In der Bombennacht vom 5. Oktober 1944 fallen in Saarbrücken in nur einer halben Stunde 2.500 Sprengbomben und mehr als 350.000 Stabbrandbomben, dabei sterben 361 Menschen und mehr als 3800 Häuser und 18.000 Wohnungen werden zerstört, 45.000 Einwohner werden obdachlos. Es war der schwerste Bombenangriff, den die saarländische Landeshauptstadt je erlebte.
- 7. Oktober: Kleve wird durch zwei britische Bombenangriffe zu etwa 80 % zerstört. Die Altstadt mitsamt der Schwanenburg und ihren Kirchen wird fast vollständig zerstört. Das etwa zehn Kilometer entfernt liegende Emmerich wird durch Brand- und Sprengbomben zu mehr als 95 % zerstört.

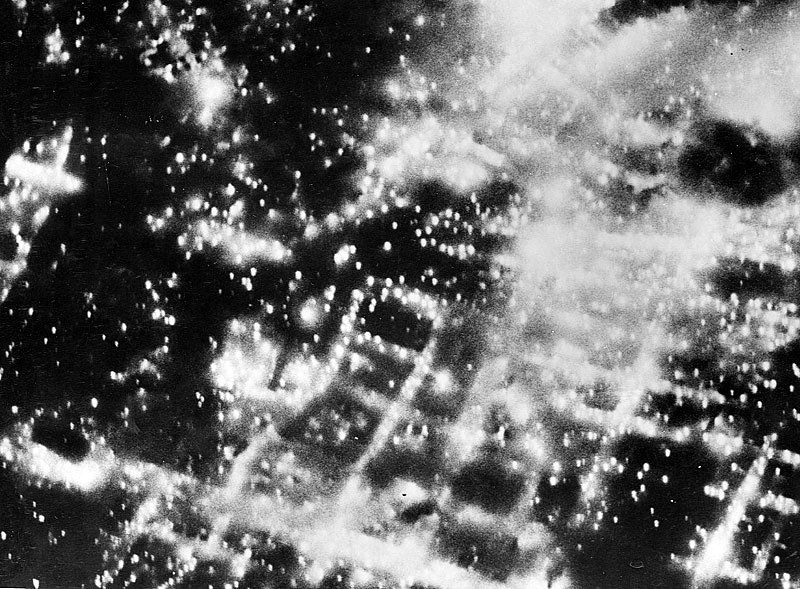
Bombenangriff auf Braunschweig am 15. Oktober 1944

- 15. Oktober: Ein verheerender Bombenangriff der Royal Air Force trifft Braunschweig.
- 18. Oktober: Der erste schwere Luftangriff auf die Stadt Bonn verwüstet die Innenstadt vollständig.
- 31. Oktober: Bei einem britischen Luftangriff auf die Gestapozentrale Aarhus werden 39 Gestapo-Mitarbeiter getötet. 12 Gefangenen aus dem dänischen Widerstand gelingt die Flucht. Aufgrund dieser Erfahrung werden kurz darauf von den Deutschen Gefangene aus dem Vestre-Gefängnis ins Dachgeschoss des Shellhauses, der Gestapozentrale in Kopenhagen, verlegt.
- 6. November: die Royal Air Force fliegt einen Luftangriff auf Koblenz und zerstört die Stadt damit nahezu vollständig.
- 16. November: Bombardierung der rheinischen Städte Heinsberg, Jülich, Euskirchen und Düren im Rahmen der wenig erfolgreichen Operation Queen. Dabei werden vor allem die Städte Euskirchen und Düren schwer zerstört.
- 24. November: Die USA beginnen mit einer Reihe schwerer Luftangriffe auf Tokio.
- 4. Dezember: Bei einem Luftangriff auf Heilbronn sterben 6.500 Menschen.

##### U-Boot-Krieg im Atlantik und im Indischen Ozean
- 12. Februar: Bei der Versenkung des britischen Truppentransporters Khedive Ismail im Indischen Ozean nahe der Malediven durch das japanische U-Boot I-27 sterben 1.297 Menschen, 214 werden gerettet. Ein Teil der Schiffbrüchigen stirbt wahrscheinlich durch die Detonationen der von den Geleitschiffen bei der Jagd auf das U-Boot abgeworfenen Wasserbomben. „I-27“ wird durch den Zerstörer Petard mit der gesamten Besatzung von 99 Mann versenkt.
- 13. Februar: In der Bucht von Hustadvika wird der Hurtigruten-Passagierdampfer Irma durch zwei Motortorpedoboote der norwegischen Marine versenkt, 61 Menschen sterben.
- 24. November: Das unbewaffnete schwedische Passagierschiff Hansa wird vor der Insel Gotland ohne Vorwarnung von einem sowjetischen U-Boot versenkt. 84 Zivilisten sterben.
- 24. Dezember: Der belgische Truppentransporter Léopoldville wird im Ärmelkanal nahe Cherbourg von einem deutschen U-Boot versenkt, 736 Menschen sterben dabei.

##### Südostasien und Pazifikkrieg
- 21. Januar: Der chinesische Arzt Albert Kwok wird mit rund 170 weiteren Kämpfern gegen die japanische Besatzung Borneos bei Kampung Petagas ermordet.
- 3. Februar: US-amerikanische Truppen siegen im Pazifikkrieg am Ende der Schlacht um Kwajalein. Mit dem Atoll der Marshallinseln wird erstmals in diesem Krieg eine Insel innerhalb des japanischen Hoheitsgebietes von Soldaten der Vereinigten Staaten eingenommen.
- 29. Februar: Alliierte Truppen unter Führung von US-General Douglas MacArthur beginnen mit der Eroberung der Admiralitätsinseln, die die Japaner im Pazifikkrieg besetzt haben.
- 15. Juni: Im Pazifikkrieg beginnt die Schlacht um die Marianen-Inseln. Die Kampfhandlungen setzen mit der Schlacht um Saipan ein.
- 21. Juli: Die Schlacht von Guam beginnt. Amerikanische Marineinfanteristen und Armeetruppen landen auf Guam und stoßen dort auf heftigen japanischen Widerstand, bis die Insel am 10. August als gesichert gemeldet werden kann.
- 5. August: Im Internierungslager beim australischen Cowra gelingt japanischen Kriegsgefangenen der vermutlich historisch größte Gefangenenausbruch. 231 Japaner und vier Wachleuten sterben dabei; 108 Japaner werden verwundet. Alle Geflohenen sind neun Tage später wieder in militärischem Gewahrsam.
- 15. September: Die Schlacht um Peleliu beginnt.
- 23. Oktober: Die See- und Luftschlacht im Golf von Leyte beginnt. Die Kaiserlich Japanische Marine versucht, die alliierte Landungsoperation auf den Philippinen abzuwehren.
- 26. Oktober: Im philippinischen Golf von Leyte endet die See- und Luftschlacht zwischen japanischen Verbänden und US-amerikanisch-australischen Truppen mit einem Sieg der Alliierten. Die dreitägige Auseinandersetzung ist die bislang größte Seeschlacht in der Geschichte.
- 25. November: Die Schlacht um Peleliu endet mit einer Niederlage der Japaner und 10.695 Gefallenen auf japanischer Seite.

##### Vernichtungslager/Widerstand gegen den Nationalsozialismus
- 7. März: Emanuel Ringelblum, polnisch-jüdischer Historiker, Politiker, Publizist und Leiter des Untergrundarchivs Oneg Schabbat im Warschauer Ghetto, wird mit seiner Frau, seinem kleinen Sohn und anderen Untergetauchten in seinem Versteck aufgestöbert und verhaftet; wenige Tage später werden alle gemeinsam mit ihren polnischen Beschützern im Warschauer Pawiak-Gefängnis ermordet.
- 16. Mai: Aufstand der Sinti und Roma im KZ-Auschwitz-Birkenau gegen die geplante Massen-Vergasung; die SS muss die angelaufene Liquidierung des so genannten Zigeuner-Lagers bis zum Juli 1944 abbrechen.
- 20. Juli: Gescheitertes Attentat auf Hitler durch Stauffenberg u. a. (siehe auch 20. Juli 1944)
- 21. Juli: Im Hof des Bendlerblocks in Berlin werden einige der Beteiligten am Attentat vom 20. Juli hingerichtet.
- 23. Juli: Das Konzentrations- und Vernichtungslager Lublin-Majdanek wird wegen des raschen Vorrückens der Roten Armee auf Lublin von der SS aufgelöst. Vor dem Abtransport der Gefangenen werden alle Dokumente vernichtet und die Gebäude samt dem großen Krematorium in Brand gesetzt. Angehörige der Roten Armee finden im Lager noch 1000 kranke sowjetische Kriegsgefangene vor. Die meisten anderen Gefangenen sind zuvor von der SS abtransportiert worden. Bereits im August gelangen westliche Journalisten zu einer Besichtigung nach Majdanek. Daraufhin werden Darstellungen des Massenmords auf die Titelseiten US-amerikanischer Zeitungen und in US-Zeitschriften gesetzt. Das Magazin Life berichtete am 28. August erstmals in einem ganzseitigen Artikel über Majdanek und eine Gedenkfeier vom 6. August mit der Überschrift: Begräbnis in Lublin. Russen ehren Juden, die von Nazis massenweise vergast und verbrannt wurden.

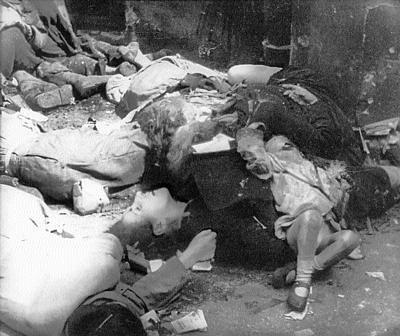
Polnische Zivilisten von SS ermordet, Warschau, August 1944

- 1. August: Der Warschauer Aufstand der Polnischen Heimatarmee beginnt.
- 3. August: Mit der Ermordung der letzten Häftlinge endet die Auflösung des von den Nationalsozialisten als „Zigeunerlager Auschwitz“ bezeichneten Abschnitts des Vernichtungslagers Auschwitz-Birkenau.
- 5. August: Warschauer Aufständische befreien 348 jüdische Zwangsarbeiter aus einem Arbeitslager.
- 22. August: Die Verhaftungswelle Aktion Gitter startet im gesamten Reich, dabei werden viele ehemalige politische Gegner verhaftet und interniert.
- 2. Oktober: Der Warschauer Aufstand endet – ohne Unterstützung durch die in der Nähe aktive sowjetische Armee – nach 64 Tagen mit der Kapitulation der Polnischen Heimatarmee und der fast völligen Zerstörung der Stadt durch die Deutschen.
- 7. Oktober: Im KZ Auschwitz-Birkenau findet ein Aufstand des jüdischen Sonderkommandos (die Häftlinge, die die Gaskammern und Krematorien bedienen müssen) statt. Weibliche Gefangene haben Sprengstoff von einer Waffenfabrik eingeschmuggelt und das Krematorium IV wird damit teilweise zerstört. Anschließend folgt der Versuch einer Massenflucht, aber alle 250 Flüchtigen werden von den Bewachern kurz darauf gefasst und ermordet.
- 16. Oktober: Unter den 1500 Deportierten eines Transportes vom Ghetto Theresienstadt in das KZ Auschwitz sind die Komponisten Viktor Ullmann, Gideon Klein, Pavel Haas und Hans Krása.
- 19. Oktober: Die von Adolf Hitler befohlene Zerstörung Warschaus beginnt.

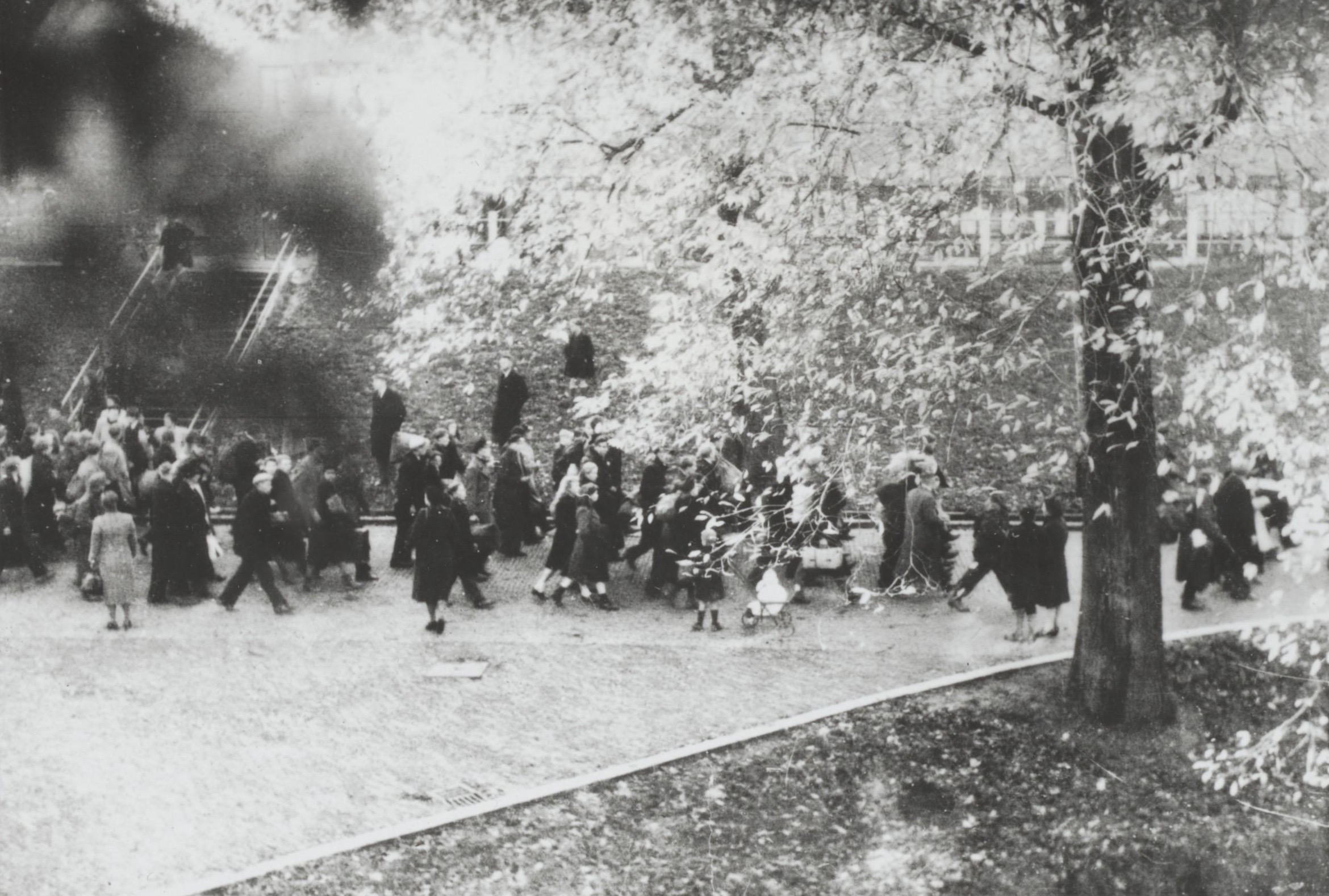
Abführung der Männer am 10. November

- 10./11. November: Bei der Razzia von Rotterdam werden rund 54.000 Männer zwischen 17 und 40 Jahren in Rotterdam und dessen Vorort Schiedam festgenommen und zur Zwangsarbeit in den Osten der Niederlande und nach Deutschland deportiert.

#### Weitere Ereignisse weltweit

##### Amerika
- 23. September: US-Präsident Franklin D. Roosevelt hält eine Wahlkampfrede, in der er unter anderem auf Vorwürfe bezüglich seines Hundes Fala eingeht.
- 7. November: Bei der US-Präsidentschaftswahl wird Amtsinhaber Franklin D. Roosevelt für eine vierte Amtszeit wiedergewählt. Die Republikaner waren mit ihrem Kandidaten Thomas E. Dewey unterlegen.
- 1. bis 7. Dezember: internationale Zivilluftfahrtkonferenz in Chicago: 54 Staaten (Alliierte, Verbündete, Neutrale) einigen sich auf die Grundlagen des Zivilen Luftverkehrs und unterzeichnen das Abkommen über die internationale Zivilluftfahrt sowie zwei Zusatzabkommen, mit denen „Freiheiten“ der Luft begründet werden.

##### Europa
- 1. Januar: Walther Stampfli wird Bundespräsident der Schweiz.
- 6. April: Helen Duncan wird als letzte Person nach dem Witchcraft Act von 1735 ins Gefängnis gesperrt.
- 17. Juni: In Þingvellir wird nach einer Volksabstimmung die Republik Island ausgerufen und damit die Realunion mit dem Königreich Dänemark beendet. Sveinn Björnsson wird als erster Staatspräsident auf die neue Verfassung vereidigt.

##### Naher Osten
- 6. November: Der britische Nahost-Minister Lord Moyne wird mit seinem Fahrer in Kairo von zwei Aktivisten der zionistischen Untergrundgruppe Lechi getötet. Der Minister lehnte einen jüdischen Staat in Palästina ab.

### Wirtschaft
- 1. Januar: Im Deutschen Reich werden die Postleitzahlen durch das Reichspostministerium eingeführt.
- 1. bis 22. Juli: Zum Abschluss der Bretton-Woods-Konferenz wird für die Zeit nach Beendigung des Zweiten Weltkriegs eine internationale Währungsordnung mit Wechselkursbandbreiten sowie die Gründung von Weltbank und Internationalem Währungsfonds beschlossen.
- 16. November: Die schwedische Boulevardzeitung Expressen wird gegründet.
- 18. Dezember: Die französische Tageszeitung Le Monde erscheint mit ihrer Erstausgabe.

### Wissenschaft und Technik

#### Kriegstechnik
- 6. Mai: Der experimentelle US-Bomber Douglas XB-42 absolviert seinen Erstflug.

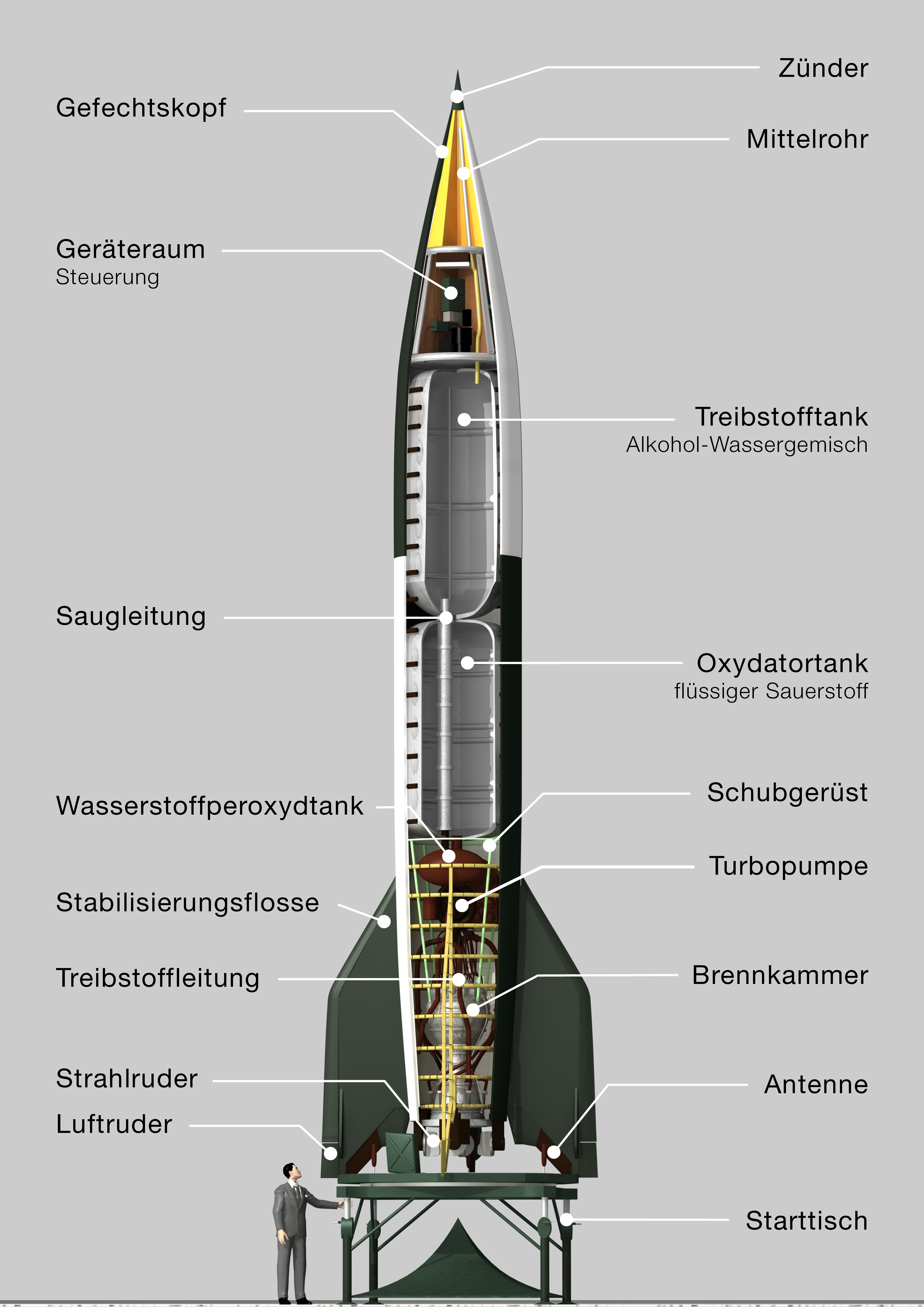
Aufbau der Rakete Aggregat 4

- 20. Juni: Die von Wernher von Braun entwickelte und Aggregat 4-Rakete überschreitet mit dem von der Heeresversuchsanstalt Peenemünde auf der Greifswalder Oie durchgeführten Flug MW 18014 als erstes von Menschen konstruiertes Objekt mit einer Höhe von rund 175 km die Kármán-Linie, die international anerkannte Grenze zum Weltraum. Sie erreicht allerdings keine Orbitalgeschwindigkeit und schlägt daher westlich von Zingst wieder auf der Erde auf. Somit ist der Senkrechtschuss der erste suborbitale Flug.
- 12. August: Zur Kraftstoffversorgung der Westalliierten während der Invasion in der Normandie wird eine erste unterseeisch verlaufende Pipeline von Großbritannien durch den Ärmelkanal nach Frankreich verlegt.

#### Lehre und Forschung
- 11. September: In der mexikanischen Stadt Xalapa wird die Universidad Veracruzana gegründet.
- 15. Oktober: Nach zwei Jahren Forschung gelingt in den Frankfurter Hoechst-Werken die erste Serienfertigung von Penicillin-Ampullen, allerdings nur in geringen Mengen. Eine umfangreichere Produktion erfolgte aufgrund von diversen Bombardements der Alliierten nicht mehr.
- 23. Oktober: Im polnischen Lublin wird die Maria-Curie-Skłodowska-Universität gegründet.

#### Sonstiges
- Oswald Theodore Avery weist nach, dass die DNA und nicht die Proteine Träger der genetischen Information ist.
- Die Klöckner-Humboldt-Deutz AG aus Köln entwickelt einen Dieselmotor mit Luftkühlung zur Serienreife. Damit werden später die Nutzfahrzeuge der Marke Magirus-Deutz sowie Traktoren und Baumaschinen zahlreicher weiterer Hersteller angetrieben.
- Im New York Institute of Social Research erscheint Dialektik der Aufklärung von Max Horkheimer und Theodor W. Adorno unter dem Titel Philosophische Fragmente. Die unter Mitwirkung von Gretel Adorno entstandene Sammlung von Essays gilt als eines der grundlegenden und meistrezipierten Werke der Kritischen Theorie der Frankfurter Schule.

### Kultur
- 24. August: Joseph Goebbels verfügt den „Totalen Kriegseinsatz der Kulturschaffenden“. Das hat mit Inkrafttreten der Verfügung am 1. September die Schließung fast aller deutschen und österreichischen Theater und Kulturbetriebe zur Folge. Künstler, die nicht auf der sogenannten Gottbegnadeten-Liste stehen, werden auch zu sogenannten „kriegswichtigen Tätigkeiten“ herangezogen. Nicht betroffen sind z. B. das Wiener Konzerthaus, die Berliner Philharmoniker und die Wiener Philharmoniker. Das Kabarett Simpl in Wien profitiert von seinem Luftschutzkeller und darf den Betrieb aufrechterhalten.

#### Bildende Kunst
- Kunst im Nationalsozialismus: Unter dem Eindruck der Luftangriffe vom 15. Oktober malt Walther Hoeck Das brennende Braunschweig.
- Sir William Burrell vermacht der Stadt Glasgow seine Kunstsammlung
- Die Große Deutsche Kunstausstellung findet zum 8. und letzten Mal statt.

#### Film
- 1. Januar: Uraufführung des Spielfilms Destination Tokio in den USA
- 28. Januar: Uraufführung des Films Die Feuerzangenbowle mit Heinz Rühmann in Berlin
- 6. September: Uraufführung des Film-noir-Meisterwerks Frau ohne Gewissen (Regie: Billy Wilder) in den USA
- 23. September: In den USA kommt Arsenic and Old Lace (Arsen und Spitzenhäubchen), Frank Capras schwarze Komödie nach dem gleichnamigen Bühnenstück von Joseph Kesselring, in die Kinos. Die Hauptrollen spielen Cary Grant, Josephine Hull und Jean Adair, das Drehbuch stammt von Julius J. Epstein.

#### Musik und Theater
- 18. April: Am Ballet Theatre im Metropolitan Opera House in New York wird das Ballett Fancy Free von Jerome Robbins (Choreografie und Libretto) nach der Musik von Leonard Bernstein uraufgeführt.
- 27. Mai: Am Théâtre du Vieux-Colombier im immer noch von Deutschland besetzten Paris wird Jean-Paul Sartres Theaterstück Huis clos (Geschlossene Gesellschaft) uraufgeführt.
- 2. Juli: Die Uraufführung der Komischen Oper Die Hochzeit des Jobs von Joseph Haas erfolgt an der Staatsoper in Dresden. Das Libretto schrieb Ludwig Strecker der Jüngere unter dem Pseudonym Ludwig Andersen. Es basiert auf der von Carl Arnold Kortum verfassten Jobsiade.
- 1. November: Die Komödie Mein Freund Harvey von Mary Chase wird mit großem Erfolg am 48th Street Theatre in New York City uraufgeführt. Das Stück läuft rund fünf Jahre am Broadway, erreicht 1775 Aufführungen und erhält 1945 den Pulitzerpreis.
- 26. Dezember: Die Glasmenagerie, ein „Spiel der Erinnerungen“ von Tennessee Williams, wird am Civic Theater in Chicago uraufgeführt.
- 28. Dezember: On the Town, das erste Musical von Leonard Bernstein, erfolgt am Adelphi Theatre in New York City. Das Buch und die Liedtexte stammen von Betty Comden und Adolph Green. Als Grundlage dient das im selben Jahr uraufgeführte Ballett Fancy Free von Jerome Robbins. Regie führt George Abbott.

### Katastrophen

#### Erdbeben und Vulkanausbrüche
- 15. Januar: Bei einem Erdbeben der Stärke 7,8 in der Provinz Mendoza in Argentinien kommen rund 8.000 Menschen ums Leben.
- 1. Februar: Ein Erdbeben der Stärke 7,4 in der Türkei fordert ca. 2800 Tote.

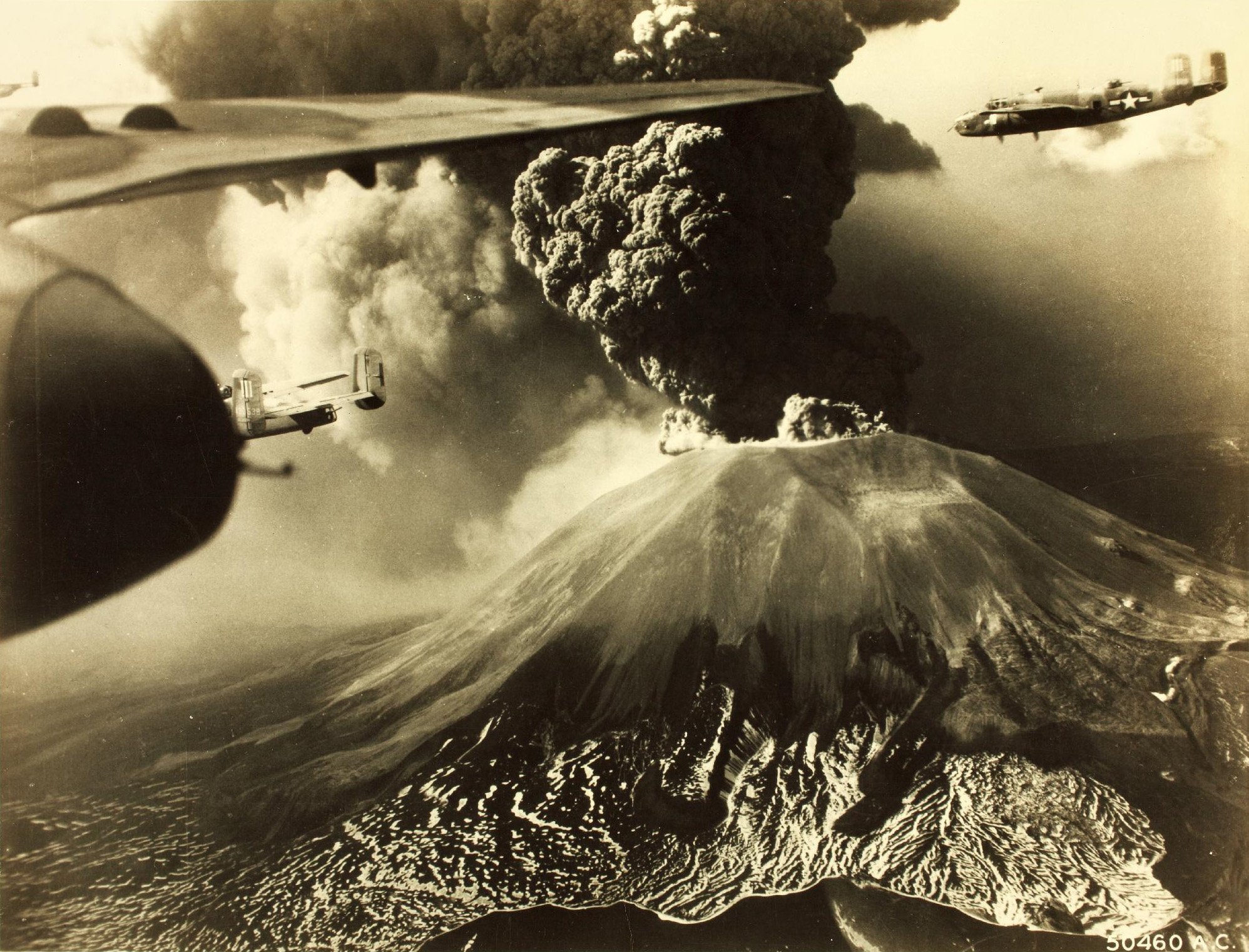
Vesuv während seines letzten Ausbruchs im März 1944

- 18. bis 29. März: Beim vorläufig letzten großen Ausbruch des Vesuvs werden die Orte Massa und San Sebastiano zum wiederholten Mal unter Lavamassen begraben. Trotz Evakuierung von 12.000 Personen finden 26 Menschen dabei den Tod.
- 7. Dezember: Bei einem Erdbeben der Stärke 8,1 in Tonankai, Japan, sterben 1.223 Menschen.

#### Explosionen
- 3. April: Eine Schlagwetterexplosion in der Zeche Sachsen kostet im westfälischen Heessen 169 Bergleute, darunter 113 russische Zwangsarbeiter, das Leben.

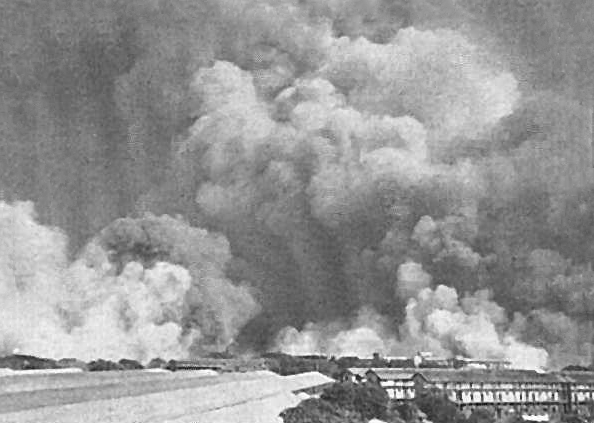
Die Explosion der Fort Stikine

- 14. April: Der unter anderem mit Sprengstoff und Munition beladene britische Frachter Fort Stikine explodiert im Hafen von Bombay. Die Folgen sind 1500 Tote und Vermisste, 3000 Verletzte, die Zerstörung von 13 Schiffen und ein Gesamtschaden von rund 1 Milliarde US-Dollar.
- 20. April: Im Hafen von Bergen explodiert ein mit 120 Tonnen Sprengstoff beladenes niederländisches Frachtschiff. Bei der Explosion werden Teile der historischen Stadt zerstört, 150 Menschen kommen ums Leben.
- 17. Juli: Die beiden Transportschiffe E. A. Bryan und Quainault Victory 7.606 BRT (USA) explodieren bei der Munitionsübernahme in Port Chicago im Norden der Bucht von San Francisco; 320 Tote. Darauf gibt es eine Marine-Meuterei.

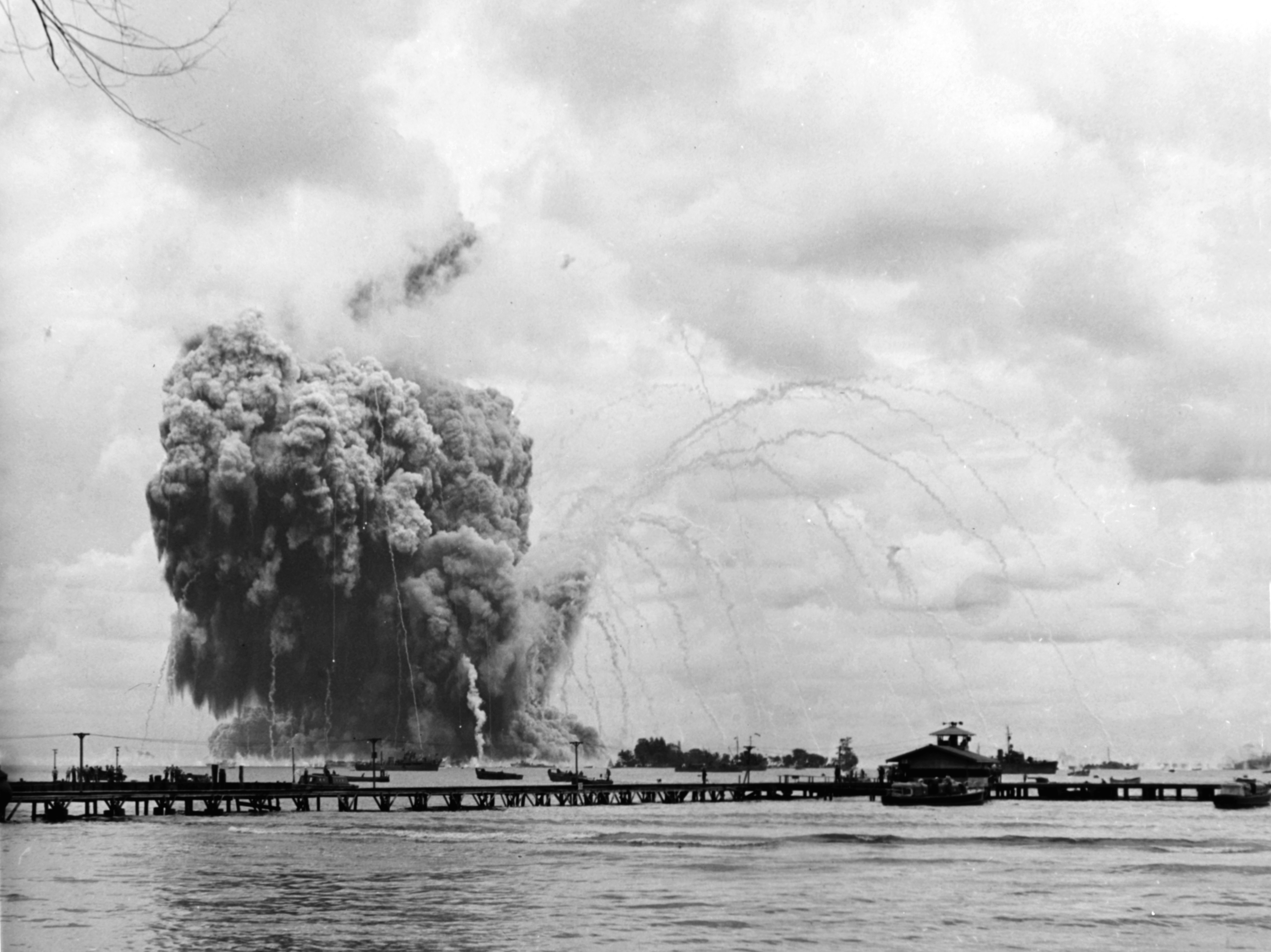
Explosion der Mount Hood

- 10. November: Der Munitionstransporter Mount Hood der US-Marine explodiert im Marinestützpunkt Seeadler Harbor auf der Insel Manus im Bismarck-Archipel. Vom Schiff werden nur noch Trümmerteile aufgefunden, das größte davon misst 5 mal 3 Meter und liegt am Grund des Explosionskraters. Von den 350 Mann Besatzung der Mount Hood und der längsseits liegenden Fahrzeuge werden keine Überreste gefunden. Im Umkreis von fast 2.000 Metern um die Mount Hood werden Schiffe durch herumfliegende Trümmerteile und die Druckwelle beschädigt. Auf dem Reparaturschiff Mindanao sterben 82 Besatzungsmitglieder, im gesamten Hafengebiet werden 371 Seeleute verletzt.

#### Hungerkatastrophen
- Im Frühjahr kommt es in der Nordvietnamesischen Provinz Tonkin durch Dürre und Insektenbefall zu einem ersten Ausfall der Ernte des fünften Monats von rund 10 Prozent. Die Ernte des zehnten Monats wird durch Tropenstürme beeinträchtigt. Im Oktober beginnt in Vietnam eine Hungersnot, die bis Mai 1945 etwa 1,3 Millionen Menschenleben fordert.
- Winter 1944/1945: Hongerwinter in den Niederlanden

#### Stürme
- 18. Dezember: Im Taifun Cobra sinken vor der Insel Luzon (Philippinen) drei Zerstörer der US-Marine, 28 weitere Schiffe werden beschädigt (davon neun schwer), 146 Flugzeuge werden zerstört. 790 Tote und mindestens 80 Verletzte

#### Weitere Katastrophen
- 20. Januar: Durch den Eisenbahnunfall an der Porta Westfalica, bei dem ein Schnellzug auf einen per Notbremse angehaltenen zweiten Schnellzug auffährt, kommen 79 Menschen ums Leben.
- 6. Juli: Beim Brand eines Zirkuszeltes in Hartford (Connecticut) sterben hunderte Menschen, darunter viele Kinder.

Kleinere Unglücksfälle sind in den Unterartikeln von Katastrophe und in der Liste von Katastrophen aufgeführt.

## Nobelpreise
- Physik: Isidor Isaac Rabi

- Chemie: Otto Hahn

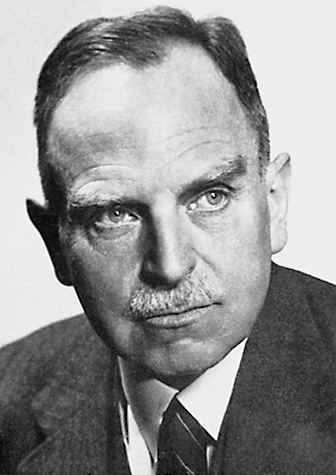
Otto Hahn

- Medizin: Joseph Erlanger und Herbert Spencer Gasser
- Literatur: Johannes V. Jensen
- Friedensnobelpreis: Internationales Komitee vom Roten Kreuz

## Geboren

### Januar
- 01. Januar: Franco Agostinelli, italienischer Bischof
- 01. Januar: Umar al-Baschir, Staatschef des Sudan
- 01. Januar: Zafarullah Khan Jamali, pakistanischer Politiker († 2020)
- 02. Januar: Arpat Avanesjan, armenischer Politiker
- 02. Januar: Karlheinz Küting, deutscher Betriebswirt und Hochschullehrer († 2014)
- 03. Januar: David Atherton, britischer Dirigent
- 03. Januar: Raewyn Connell, australische Soziologin
- 04. Januar: Reinhard Breymayer, deutscher Philologe († 2017)
- 04. Januar: Beate Krais, deutsche Soziologin
- 04. Januar: Judy Winter, deutsche Theater- und Filmschauspielerin
- 05. Januar: Jo Ann Kelly, britische Blues-Sängerin und Gitarristin († 1990)
- 05. Januar: Carolyn McCarthy, US-amerikanische Politikerin († 2025)
- 05. Januar: Edward Rendell, Gouverneur von Pennsylvania
- 05. Januar: Jan de Vries, niederländischer Motorradrennfahrer († 2021)
- 06. Januar: Ørnulf Andresen, norwegischer Radrennfahrer
- 06. Januar: Regina Bätz, deutsche Kostümbildnerin
- 06. Januar: Helmut Digel, deutscher Handballspieler, Sportwissenschaftler und Sportfunktionär
- 06. Januar: Jens Johler, deutscher Schriftsteller
- 06. Januar: Alan Stivell, bretonischer Musiker und Sänger
- 06. Januar: Rolf Zinkernagel, Professor für experimentelle Immunologie
- 07. Januar: Mario Bertini, italienischer Fußballspieler
- 07. Januar: Ursula Männle, deutsche Politikerin und MdL
- 07. Januar: Mike McGear, britischer Musiker, jüngerer Bruder von Paul McCartney
- 07. Januar: Hans-Joachim Grubel, deutscher Schauspieler († 2004)
- 07. Januar: Rainer Kuhlen, deutscher Universitätsprofessor für Informationswissenschaft
- 08. Januar: Terry Brooks, US-amerikanischer Schriftsteller
- 08. Januar: Gudrun Mebs, deutsche Schriftstellerin

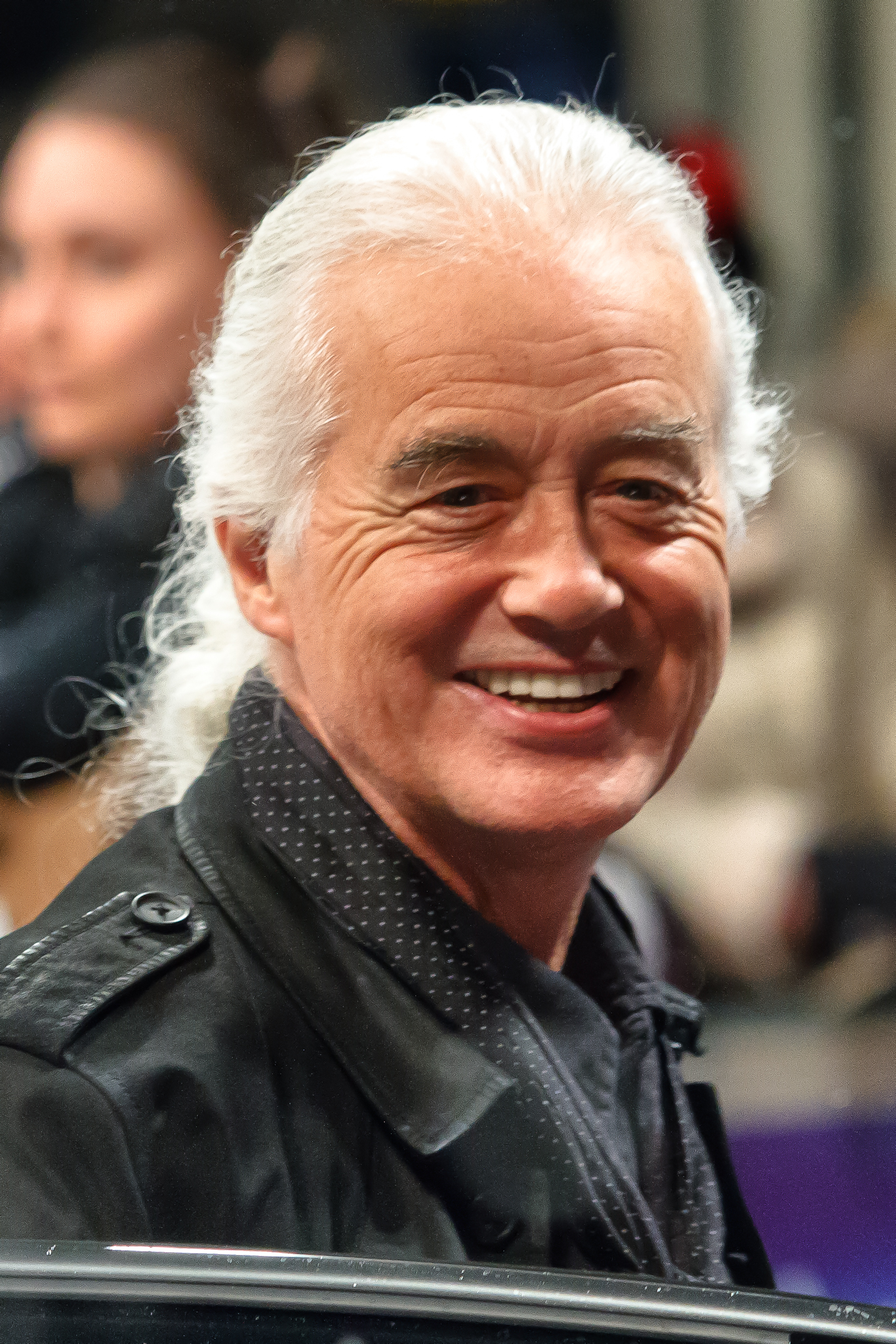
Jimmy Page (2013)

- 09. Januar: Jimmy Page, britischer Musiker, Gitarrist
- 10. Januar: Rory Byrne, südafrikanischer Designer von Rennwagen
- 10. Januar: John Cernuto, US-amerikanischer Pokerspieler († 2025)
- 10. Januar: Frank Sinatra junior, US-amerikanischer Pianist, Schauspieler, Sänger und Entertainer († 2016)
- 11. Januar: Gerd Böckmann, deutscher Schauspieler und Regisseur
- 11. Januar: Shibu Soren, indischer Politiker († 2025)
- 12. Januar: Dieter Anders, deutscher Jurist († 2023)
- 12. Januar: Hans Henning Atrott, deutscher Politologe († 2018)
- 12. Januar: Joe Frazier, US-amerikanischer Schwergewichtsboxer († 2011)

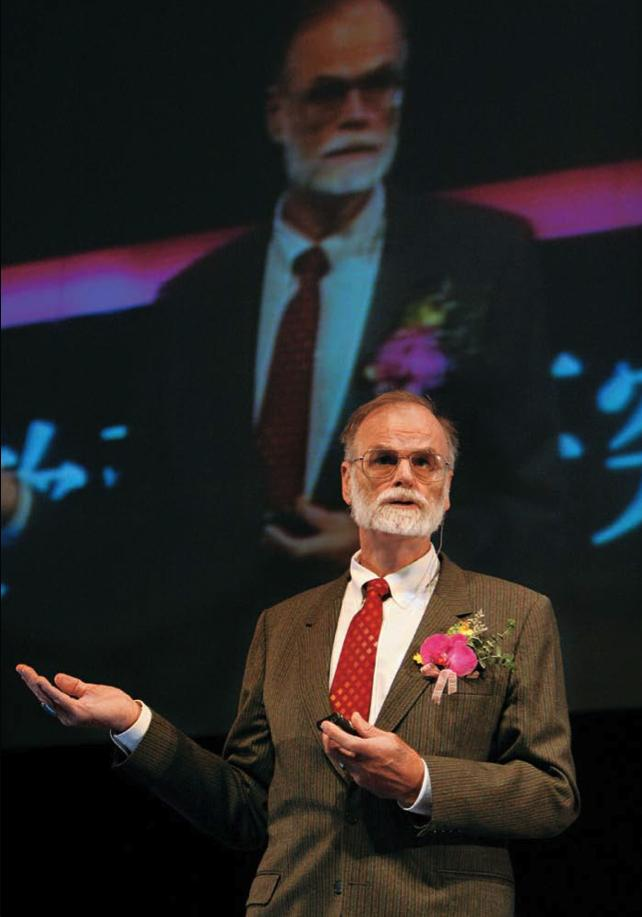
James N. Gray

- 12. Januar: James N. Gray, US-amerikanischer Informatiker (verschollen 2007)
- 12. Januar: Vlastimil Hort, tschechisch-deutscher Schachspieler († 2025)
- 12. Januar: Fatos Kongoli, albanischer Schriftsteller
- 12. Januar: Wiktorija Postnikowa, russische Pianistin
- 12. Januar: Inge Viett, deutsche Terroristin († 2022)
- 12. Januar: Klaus Wedemeier, Bürgermeister von Bremen
- 13. Januar: Michael Gartenschläger, Fluchthelfer und Grenzopfer († 1976)
- 13. Januar: Herbert Gronen, deutscher Fußballspieler († 2023)
- 13. Januar: Helmut Swiczinsky, österreichischer Architekt († 2025)
- 13. Januar: Marti Webb, britische Sängerin
- 14. Januar: Peter Fechter, Maueropfer († 1962)
- 14. Januar: Luise F. Pusch, deutsche Sprachwissenschaftlerin
- 14. Januar: John Rea, kanadischer Komponist
- 15. Januar: Lothar Abend, deutscher Boxer
- 15. Januar: Olga Szwajgier, polnische Sängerin, Komponistin und Musikpädagogin
- 16. Januar: Thomas Fritsch, deutscher Schauspieler († 2021)
- 16. Januar: Jim Stafford, US-amerikanischer Country- und Popsänger
- 17. Januar: Jan Guillou, schwedischer Journalist und Romanautor
- 17. Januar: Françoise Hardy, französische Schlagersängerin, Texterin, Komponistin und Filmschauspielerin († 2024)
- 17. Januar: Roland Hetzer, deutscher Arzt und Wissenschaftler
- 17. Januar: Beatriz Lockhart, uruguayische Komponistin († 2015)
- 17. Januar: Einar Schleef, deutscher Schriftsteller und Regisseur († 2001)
- 18. Januar: Paul Keating, australischer Premierminister
- 18. Januar: Gunnar Kvaran, isländischer Cellist und Kammermusiker
- 18. Januar: Alexander Van der Bellen, österreichischer Politiker und Wirtschaftswissenschaftler
- 19. Januar: Shelley Fabares, US-amerikanische Sängerin
- 19. Januar: Laurie London, britischer Sänger
- 19. Januar: Pehr Henrik Nordgren, finnischer Komponist († 2008)
- 19. Januar: Dan Reeves, US-amerikanischer American-Football-Trainer und -Spieler († 2022)
- 19. Januar: Thom Mayne, US-amerikanischer Architekt
- 20. Januar: Günther Bott, deutscher Jurist und Richter am Bundesarbeitsgericht
- 20. Januar: Volker Hassemer, ehemaliger deutscher CDU-Politiker
- 20. Januar: Wolfgang Scherzinger, österreichischer Zoologe, Ethologe und Ökologe
- 21. Januar: Jack Henry Abbott, US-amerikanischer Kapitalverbrecher und Schriftsteller († 2002)
- 21. Januar: Neely Bruce, US-amerikanischer Komponist, Dirigent, Pianist, Musikwissenschaftler und -pädagoge
- 21. Januar: Hasso Plattner, deutscher Unternehmer
- 22. Januar: Jürgen W. Falter, deutscher Politikwissenschaftler
- 22. Januar: Carl Friedrich Gethmann, deutscher Philosoph
- 22. Januar: Lothar Trolle, deutscher Dramatiker und Hörspielautor († 2025)
- 22. Januar: Angela Winkler, deutsche Schauspielerin
- 23. Januar: Hugo Achugar, uruguayischer Schriftsteller, literarischer Essayist und Dozent
- 23. Januar: Sergei Alexandrowitsch Below, russischer Basketballspieler († 2013)
- 23. Januar: Rutger Hauer, niederländischer Schauspieler († 2019)
- 23. Januar: Gerd Nobbe, Richter am Bundesgerichtshof († 2019)
- 24. Januar: Bob Degen, US-amerikanischer Jazz-Pianist
- 24. Januar: David Gerrold, US-amerikanischer Schriftsteller von Fantasy-Romanen
- 24. Januar: Klaus Nomi, deutscher Countertenor († 1983)
- 24. Januar: Giselher Schubert, deutscher Musikwissenschaftler
- 25. Januar: Paule Constant, französische Schriftstellerin
- 25. Januar: Alfred Gulden, deutscher Schriftsteller, Lieder- und Filmemacher
- 25. Januar: Tom Koenigs, deutscher Politiker

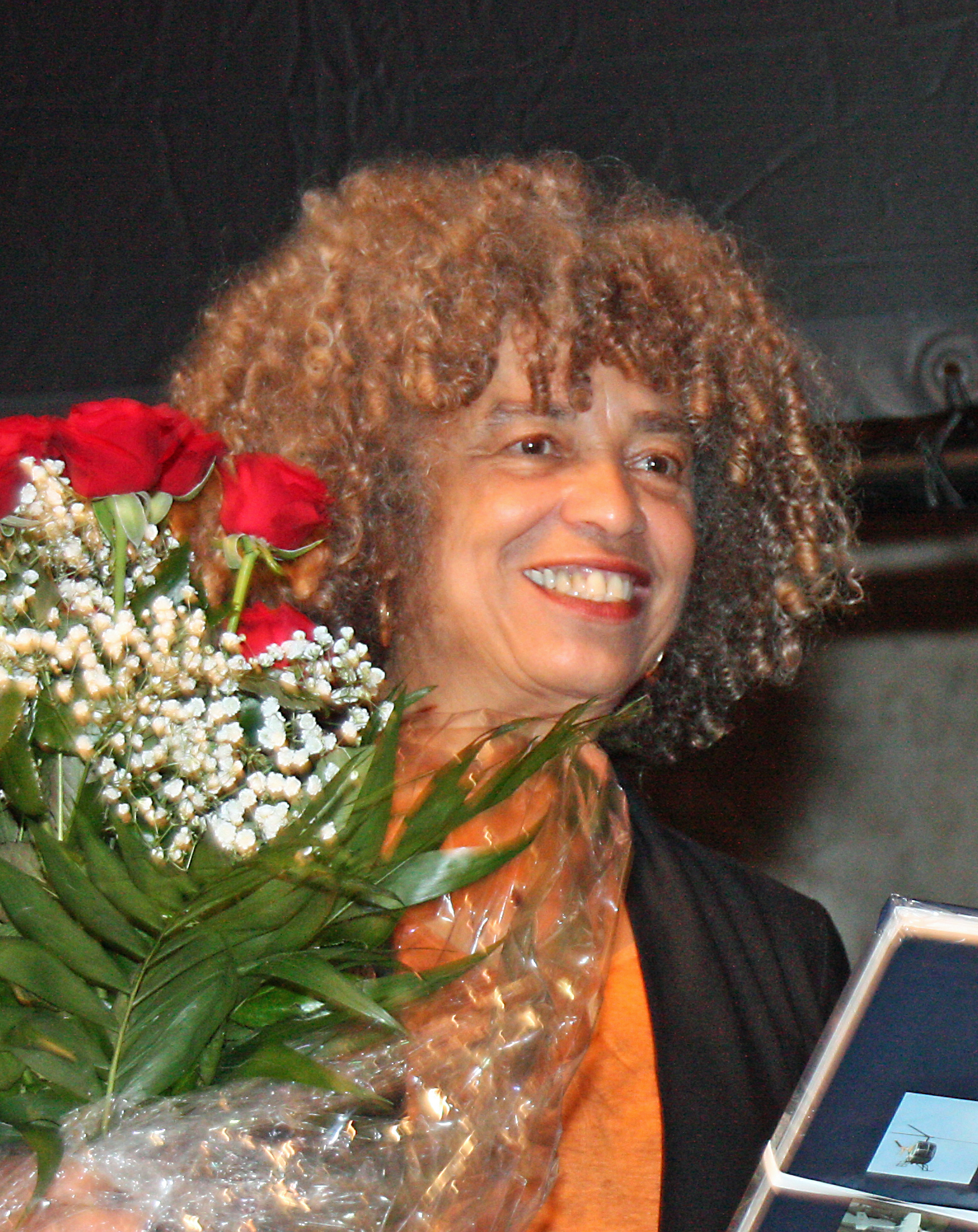
Angela Davis

- 26. Januar: Angela Davis, US-amerikanische Bürgerrechtlerin, Soziologin und Schriftstellerin
- 26. Januar: Jürgen Kleditzsch, deutscher Arzt und Politiker
- 27. Januar: Peter Jasper Akinola, nigerianischer Primas der anglikanischen Church of Nigeria und Erzbischof
- 27. Januar: Mairead Corrigan, Aktivistin der Nordirischen Friedensbewegung, Friedensnobelpreisträgerin 1976
- 27. Januar: Kevin Coyne, britischer Rockmusiker, Maler und Autor († 2004)
- 27. Januar: Ulrich Dürr, deutscher Jurist
- 27. Januar: Ina Martell, deutsche Sängerin uns Schauspielerin
- 27. Januar: Nicholas Berkeley Mason, britischer Musiker
- 28. Januar: Alister Allan, britischer Sportschütze
- 28. Januar: Susan Howard, US-amerikanische Schauspielerin
- 28. Januar: Achim Reichel, deutscher Musiker, Komponist und Produzent
- 28. Januar: John Tavener, britischer Komponist († 2013)
- 29. Januar: Syed Mohammed Arif Saahab, indischer Badmintonspieler
- 29. Januar: Andrew Loog Oldham, Musiker und Manager der Rolling Stones
- 30. Januar: Wolfgang Gerhard Antes, deutscher Politiker
- 30. Januar: Daisy Door, deutsche Schlagersängerin
- 30. Januar: Jógvan við Keldu, färöischer Politiker und Innenminister
- 30. Januar: Stephan Reimers, Bevollmächtigter des Rates der EKD
- 30. Januar: Wolfgang Rudolph, deutscher Fernsehmoderator
- 30. Januar: Wolfgang Steguweit, deutscher Numismatiker
- 30. Januar: Roberto Tancredi, italienischer Fußballspieler
- 30. Januar: Beatrice Weber-Dürler, Schweizer Rechtswissenschafterin
- 31. Januar: Uwe Kockisch, deutscher Schauspieler
- 31. Januar: Spartaco Landini, italienischer Fußballspieler († 2017)
- 31. Januar: Heidi Mahler, deutsche Volksschauspielerin
- 31. Januar: Charlie Musselwhite, US-amerikanischer Bluesmusiker

### Februar
- 01. Februar: Uriah Ashley, panamaischer Geistlicher und Weihbischof († 2020)
- 01. Februar: Ari Brown, US-amerikanischer Jazz-Saxophonist
- 01. Februar: Hans-Joachim Sachau, deutscher Brigadegeneral
- 01. Februar: Christine Schorn, deutsche Schauspielerin
- 01. Februar: Johann P. Tammen, deutscher Schriftsteller
- 02. Februar: Hubert Reitterer, österreichischer Historiker, Altphilologe und Lexikograf
- 03. Februar: Gunter Armonat, deutscher Politiker
- 03. Februar: Fethi Heper, türkischer Fußballspieler († 2025)
- 04. Februar: El Anatsui, ghanaischer Bildhauer
- 04. Februar: Wolfgang Eisenmenger, deutscher Rechtsmediziner
- 04. Februar: Michael Herrmann, deutscher Kulturmanager
- 04. Februar: Candida Höfer, deutsche Fotografin
- 05. Februar: Meinhard Ade, deutscher Verwaltungsjurist
- 05. Februar: Bill Mays, US-amerikanischer Jazzpianist

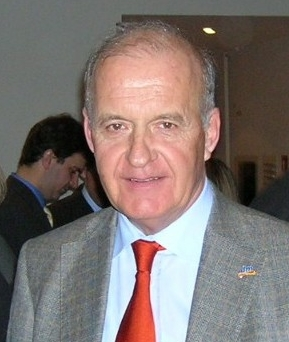
Götz Werner

- 05. Februar: Götz Werner, deutscher Unternehmer und Honorarprofessor († 2022)
- 05. Februar: Thekla Carola Wied, deutsche Schauspielerin
- 06. Februar: Hans-Georg Atzinger, deutscher Offizier
- 06. Februar: Gert Audring, deutscher Althistoriker
- 08. Februar: Sebastião Salgado, brasilianischer Fotograf und Fotoreporter († 2025)
- 09. Februar: Bernd Albani, evangelischer Pfarrer, Aktivist der Friedensbewegung der DDR
- 09. Februar: Štěpán Neuwirth, tschechischer Schriftsteller und Publizist
- 09. Februar: Alice Walker, US-amerikanische Schriftstellerin
- 10. Februar: Petra Adam-Ferger, deutsche Politikerin
- 10. Februar: Peter Allen, australischer Komponist und Entertainer († 1992)
- 10. Februar: Kurt Binder, österreichischer Physiker († 2022)
- 10. Februar: Jean Daniel Cadinot, französischer Filmregisseur und -produzent († 2008)
- 10. Februar: Galli, eigentlich Anna-Gabriele Müller, deutsche Künstlerin
- 10. Februar: Frank Keating, US-amerikanischer Politiker
- 10. Februar: Niklot Klüßendorf, deutscher Numismatiker, Archivar
- 10. Februar: Volkert Merl, deutscher Automobilrennfahrer
- 10. Februar: Rufus Reid, US-amerikanischer Jazz-Bassist
- 11. Februar: Wolf-Dieter Ahlenfelder, deutscher Fußballschiedsrichter († 2014)
- 11. Februar: Martin Drew, britischer Jazzschlagzeuger und Bandleader († 2010)
- 11. Februar: Hubert Kalf, deutscher Mathematiker
- 11. Februar: Michael Oxley, US-amerikanischer Politiker († 2016)
- 11. Februar: Bernardin Schellenberger, deutscher Philosoph, katholischer Theologe, Schriftsteller und Übersetzer
- 12. Februar: Ortwin Runde, deutscher Politiker
- 13. Februar: Stockard Channing, US-amerikanische Schauspielerin
- 13. Februar: Michael Ensign, britisch-amerikanischer Schauspieler
- 13. Februar: Gerhard Langemeyer, deutscher Politiker
- 13. Februar: Yoram Paporisz, deutsch-israelischer Komponist († 1992)
- 13. Februar: Jerry Springer, US-amerikanischer Talkmaster († 2023)
- 14. Februar: Carl Bernstein, US-amerikanischer Journalist
- 14. Februar: Nicolas Bührer, Schweizer Unternehmer und Automobilrennfahrer
- 14. Februar: Ros Drinkwater, britische Schauspielerin, Tänzerin und Fotojournalistin
- 14. Februar: Walter Dury, deutscher Jurist und Sportrechtler
- 14. Februar: Alan Parker, britischer Filmregisseur († 2020)
- 14. Februar: Peter Rapp, österreichischer Moderator, Fernsehunterhalter und Quizmaster († 2025)
- 15. Februar: Dschochar Mussajewitsch Dudajew, tschetschenischer Präsident († 1996)
- 15. Februar: Sigurd Hofmann, deutscher Physiker († 2022)
- 15. Februar: Heinz Werner Schimanko, österreichischer Nachtclubbesitzer († 2005)
- 15. Februar: Alexander Alexandrowitsch Serebrow, sowjetischer Kosmonaut († 2013)
- 15. Februar: Henry Threadgill, US-amerikanischer Jazzmusiker
- 15. Februar: Paul Vestey, 3. Baronet, britischer Adeliger und Automobilrennfahrer
- 16. Februar: Dieter Brenninger, deutscher Fußballspieler
- 16. Februar: Richard Ford, US-amerikanischer Schriftsteller
- 16. Februar: Sigiswald Kuijken, belgischer Geiger, Gambenspieler und Dirigent
- 16. Februar: António Mascarenhas Monteiro, kapverdischer Präsident († 2016)
- 17. Februar: Freddy Ginebra, dominikanischer Kulturmanager, Schriftsteller und Journalist
- 17. Februar: Karl Jenkins, walisischer Keyboarder, Oboist, Saxofonist und Komponist
- 19. Februar: Dieter Ahlert, deutscher Professor für Betriebswirtschaftslehre
- 19. Februar: Hubert Doppmeier, deutscher Politiker († 1992)
- 19. Februar: Jürgen Gansäuer, deutscher Politiker
- 19. Februar: Carey Harrison,  englischer Romanautor, Dramatiker, Drehbuch- und Hörspielautor, Übersetzer und Hochschullehrer († 2025)
- 19. Februar: Elsa Justel,  argentinische Komponistin
- 20. Februar: Adam Lisewski, polnischer Fechter († 2023)

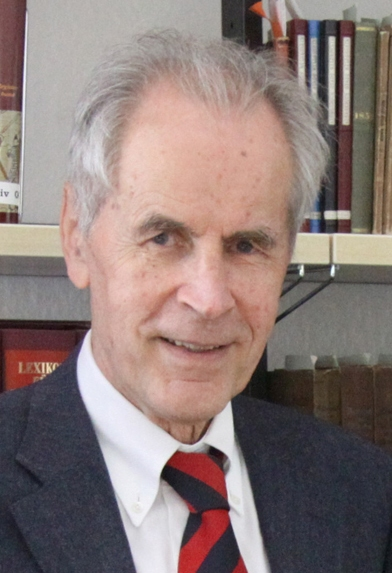
Christian Pfeiffer

- 20. Februar: Christian Pfeiffer, deutscher Kriminologe, Justizminister des Landes Niedersachsen
- 20. Februar: Lew Soloff, US-amerikanischer Jazztrompeter († 2015)
- 21. Februar: Richard François Aeschlimann, Schweizer Maler, Grafiker, Zeichner und Objektkünstler
- 21. Februar: Ingomar von Kieseritzky, deutscher Schriftsteller († 2019)
- 21. Februar: Lajos Sătmăreanu, rumänischer Fußballspieler und -trainer († 2025)
- 21. Februar: Kitty Winn, US-amerikanische Schauspielerin
- 22. Februar: Jorge de Bagration, spanisch-georgischer Motorsportler († 2008)

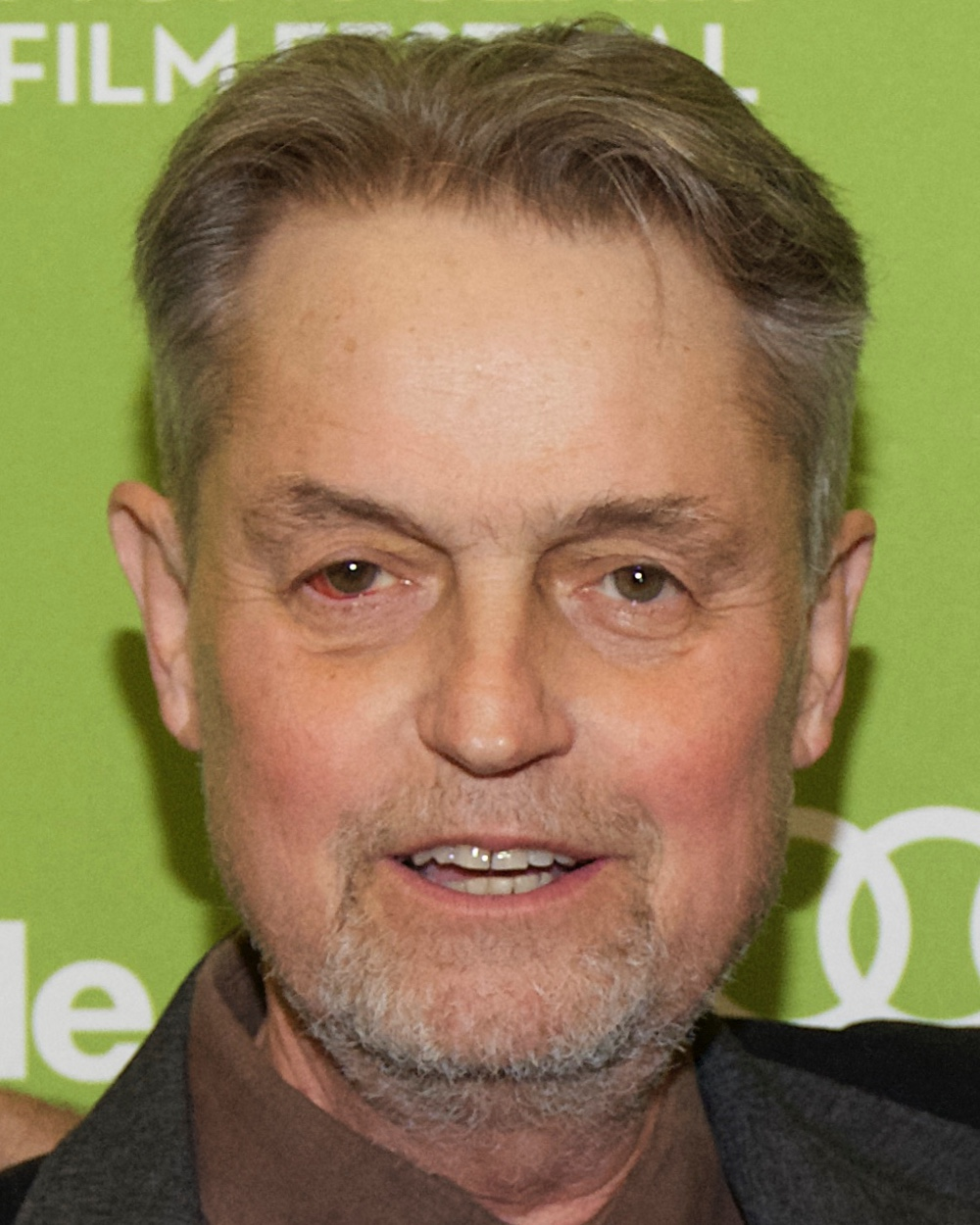
Jonathan Demme

- 22. Februar: Jonathan Demme, US-amerikanischer Filmregisseur († 2017)
- 22. Februar: Tom Okker, niederländischer Tennisspieler
- 22. Februar: Felice Picano, US-amerikanischer Schriftsteller und Verleger († 2025)
- 22. Februar: Jean-Louis Ricci, französischer Automobilrennfahrer († 2001)
- 22. Februar: Tucker Smallwood, US-amerikanischer Schauspieler und Autor
- 23. Februar: Karin Achatz, österreichische Politikerin
- 23. Februar: Bernard Cornwell, britischer Schriftsteller
- 23. Februar: Florian Fricke, deutscher Elektronikmusik-Pionier († 2001)
- 23. Februar: Pierre Mignot, kanadischer Kameramann
- 23. Februar: Gerhard Neukum, deutscher Planetenforscher († 2014)
- 23. Februar: Johnny Winter, US-amerikanischer Bluesmusiker († 2014)
- 24. Februar: Rolf Henrich, Rechtsanwalt, Autor und prominenter Regimekritiker der DDR
- 24. Februar: Nicky Hopkins, britischer Rockmusiker, Pianist († 1994)
- 24. Februar: Heidemarie Unterreiner, österreichische Politikerin († 2025)
- 25. Februar: Campbell Armstrong, britischer Drehbuchautor, Hochschullehrer und Autor († 2013)
- 25. Februar: François Cevert, französischer Automobilrennfahrer († 1973)
- 25. Februar: Jeff Kline, US-amerikanischer Automobilrennfahrer
- 26. Februar: Wolfgang „Brauni“ Braun, deutscher Handballspieler
- 26. Februar: Maria Creuza, brasilianische Sängerin
- 26. Februar: Charles Lillard, kanadischer Dichter und Historiker († 1997)
- 28. Februar: Kelly Bishop, US-amerikanische Schauspielerin
- 28. Februar: Loek Dikker, niederländischer Filmmusikkomponist und Jazzmusiker
- 28. Februar: Sepp Maier, deutscher Fußballspieler Sepp Maier

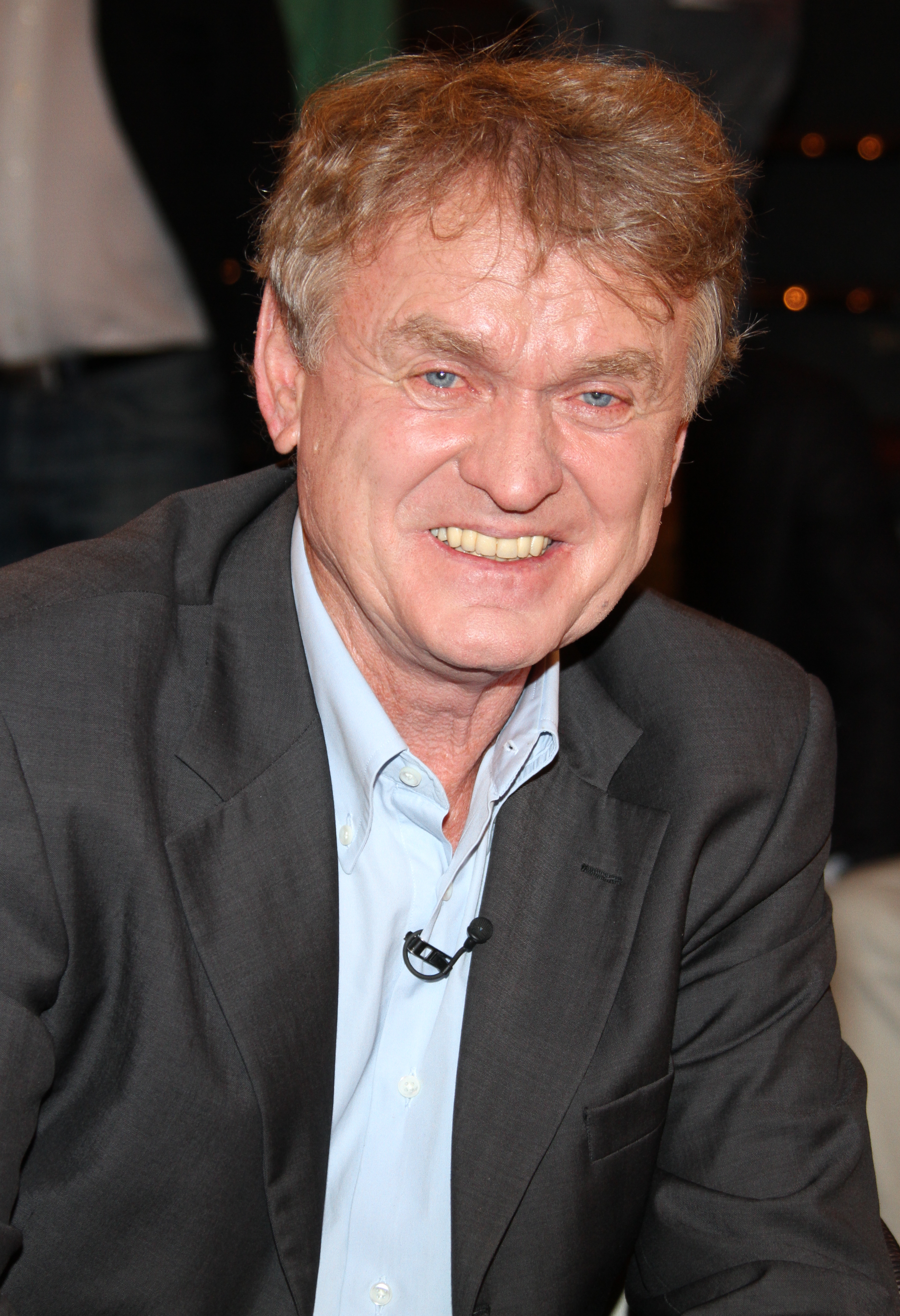
Sepp Maier

- 29. Februar: Dennis Farina, US-amerikanischer Schauspieler († 2013)
- 29. Februar: Erwin Kessler, Schweizer Tierschützer († 2021)
- 29. Februar: Oleksandr Moros, ukrainischer Politiker
- 29. Februar: John Niland, US-amerikanischer American-Football-Spieler
- 29. Februar: Max Steller, deutscher Rechtspsychologe
- 29. Februar: Bernd Witthüser, deutscher Folkmusiker († 2017)

### März

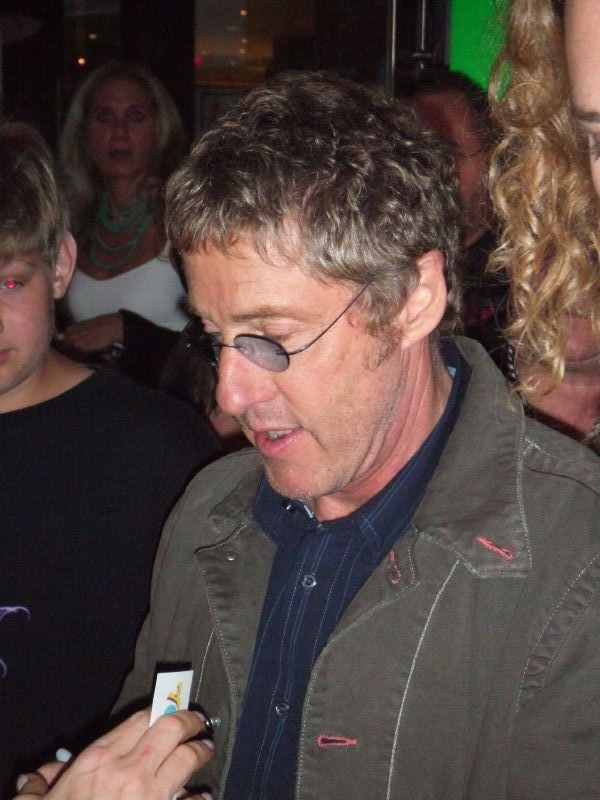
Roger Daltrey

- 01. März: Roger Daltrey, britischer Musiker
- 01. März: Árni Johnsen, isländischer Politiker († 2023)
- 01. März: John O’Steen, US-amerikanischer Automobilrennfahrer

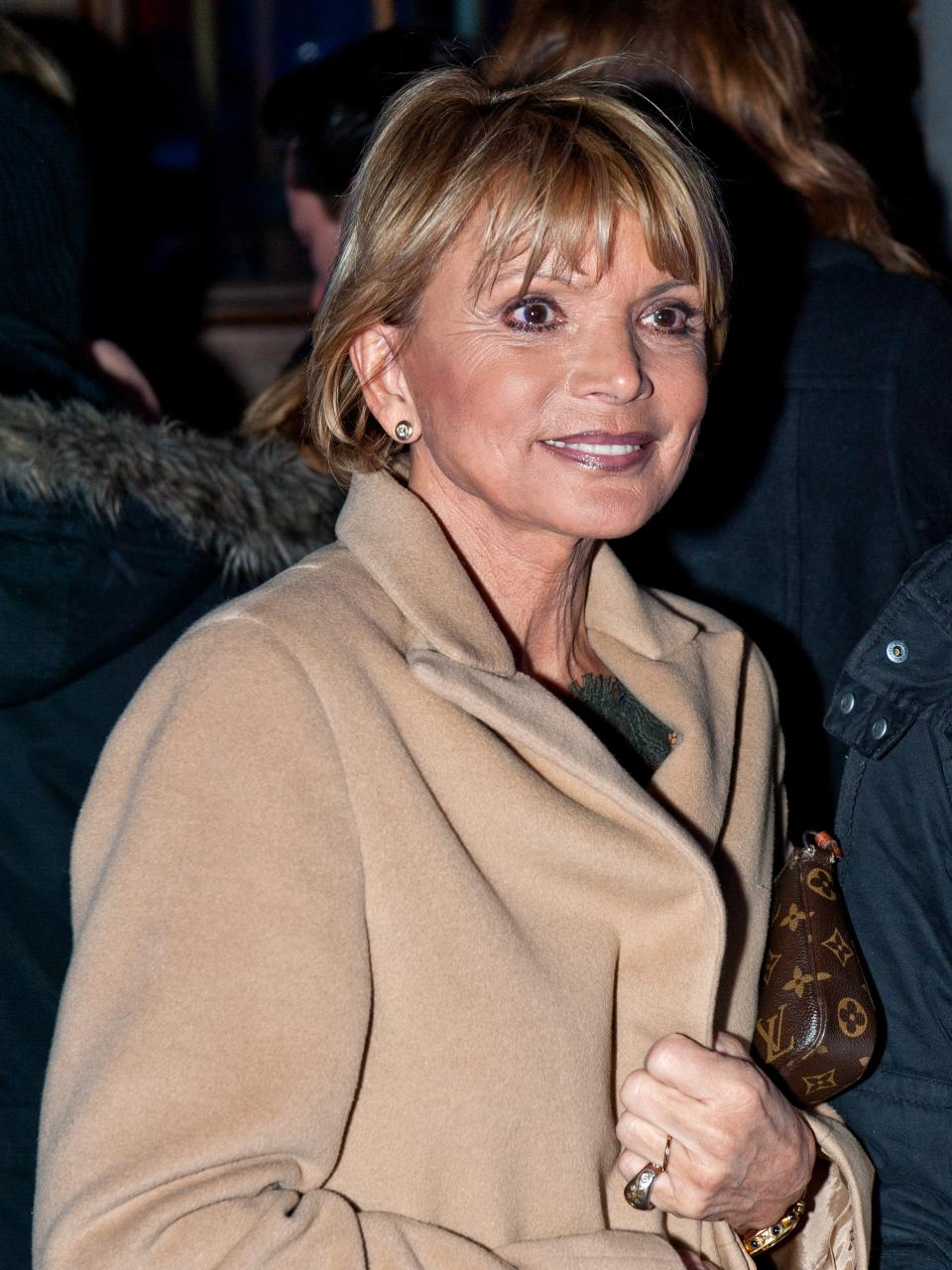
Uschi Glas (2012)

- 02. März: Uschi Glas, deutsche Schauspielerin
- 02. März: Brian Packer, britischer Boxer († 2021)
- 03. März: Eva Astor, österreichische Schauspielerin, Schlagersängerin und Astrologin († 2020)
- 03. März: Lee Holdridge, US-amerikanischer Komponist
- 03. März: Rita Hovink, niederländische Jazz-, Chanson- und Schlagersängerin († 1979)
- 03. März: Tatja Seibt, deutsche Schauspielerin
- 04. März: Glen Baxter, britischer Cartoonist
- 04. März: Ulrich Roski, deutscher Liedermacher († 2003)
- 05. März: Élisabeth Badinter, französische Philosophin
- 05. März: Charly Grosskost, französischer Radrennfahrer († 2004)
- 06. März: Wolf Aßmus, deutscher Experimentalphysiker
- 06. März: Peter Dietrich, deutscher Fußballspieler
- 06. März: David F. Hendry, britischer Ökonometriker
- 06. März: Mickey Jupp, britischer Musiker
- 06. März: Norbert Steger, österreichischer Politiker und Rechtsanwalt
- 06. März: Kiri Te Kanawa, neuseeländische Opernsängerin (Sopran)
- 06. März: Mary Wilson, US-amerikanische Soul-Sängerin († 2021)
- 07. März: Ranulph Fiennes, britischer Forscher und Inhaber mehrerer Ausdauerrekorde
- 07. März: Tina Schwichtenberg, deutsche Bildhauerin
- 07. März: Jürgen Theobaldy, deutscher Schriftsteller
- 07. März: Townes Van Zandt, US-amerikanischer Songwriter († 1997)
- 08. März: Pepe Romero, spanischer Gitarrist
- 08. März: Alexander Ziegler, Schweizer Schauspieler, Publizist und Schriftsteller († 1987)
- 08. März: Regina Ziegler, deutsche Filmproduzentin
- 09. März: Camille Zaidan, libanesischer Geistlicher († 2019)
- 10. März: David Friedman, US-amerikanischer Jazzmusiker
- 10. März: Karl Heinz Gasser, deutscher Politiker († 2023)
- 10. März: Martin Mann, deutscher Schlagersänger
- 11. März: Manuel Hilario de Céspedes y García Menocal, kubanischer römisch-katholischer Bischof († 2025)
- 11. März: Lutz Werner Mackensy, deutscher Schauspieler und Synchronsprecher
- 11. März: Richard McGeagh, US-amerikanischer Schwimmer († 2021)
- 11. März: Wolfgang Reiniger, Oberbürgermeister von Essen
- 12. März: Jürgen Michael Meisel, deutscher Romanist
- 12. März: Peter Orloff, deutscher Schlagersänger, Komponist, Texter, Produzent und Schauspieler
- 13. März: Holger Henze, deutscher Gastwirt und Comicautor
- 13. März: Chris Roberts, deutscher Schlagersänger und Schauspieler († 2017)
- 14. März: Sigi Rothemund, deutscher Filmregisseur und Drehbuchautor († 2024)
- 14. März: Peter-Paul Zahl, deutscher Schriftsteller († 2011)
- 15. März: Günther Bahr, österreichischer Radiosprecher († 2011)
- 15. März: Chi Cheng, taiwanische Leichtathletin und Olympionikin
- 15. März: Emmerich Danzer, österreichischer Eiskunstläufer
- 15. März: Elmar Ferber, deutscher Filmemacher, Autor und Verleger († 2008)
- 15. März: Josef Joffe, deutscher Journalist
- 15. März: Joachim Kühn, deutscher Musiker
- 15. März: Klaus-Jürgen Melullis, deutscher Rechtswissenschaftler und ehemaliger Richter am Bundesgerichtshof
- 15. März: Elisabeth Plessen, deutsche Schriftstellerin und Übersetzerin
- 17. März: Franz Fiedler, österreichischer Rechnungshofpräsident
- 17. März: Alan Stephen Hopes, römisch-katholischer Bischof in Großbritannien
- 17. März: Anthony Monn, deutscher Sänger, Komponist und Musikproduzent
- 17. März: August Oetker, deutscher Unternehmer
- 17. März: Jürgen Peters, deutscher Gewerkschaftsfunktionär
- 17. März: John Sebastian, US-amerikanischer Rockmusiker
- 17. März: Juan Ramón Verón, argentinischer Fußballspieler († 2025)
- 18. März: Dieter Birr, deutscher Sänger, Gitarrist und Komponist der Rockband Puhdys
- 18. März: Jan Olsson, schwedischer Fußballspieler und -trainer († 2023)
- 19. März: Joseph Celli, US-amerikanischer Komponist und Oboist
- 19. März: Tom Constanten, US-amerikanischer Musiker
- 19. März: Uwe Holtz, deutscher Politologe
- 20. März: Bob Lay, australischer Sprinter († 2022)

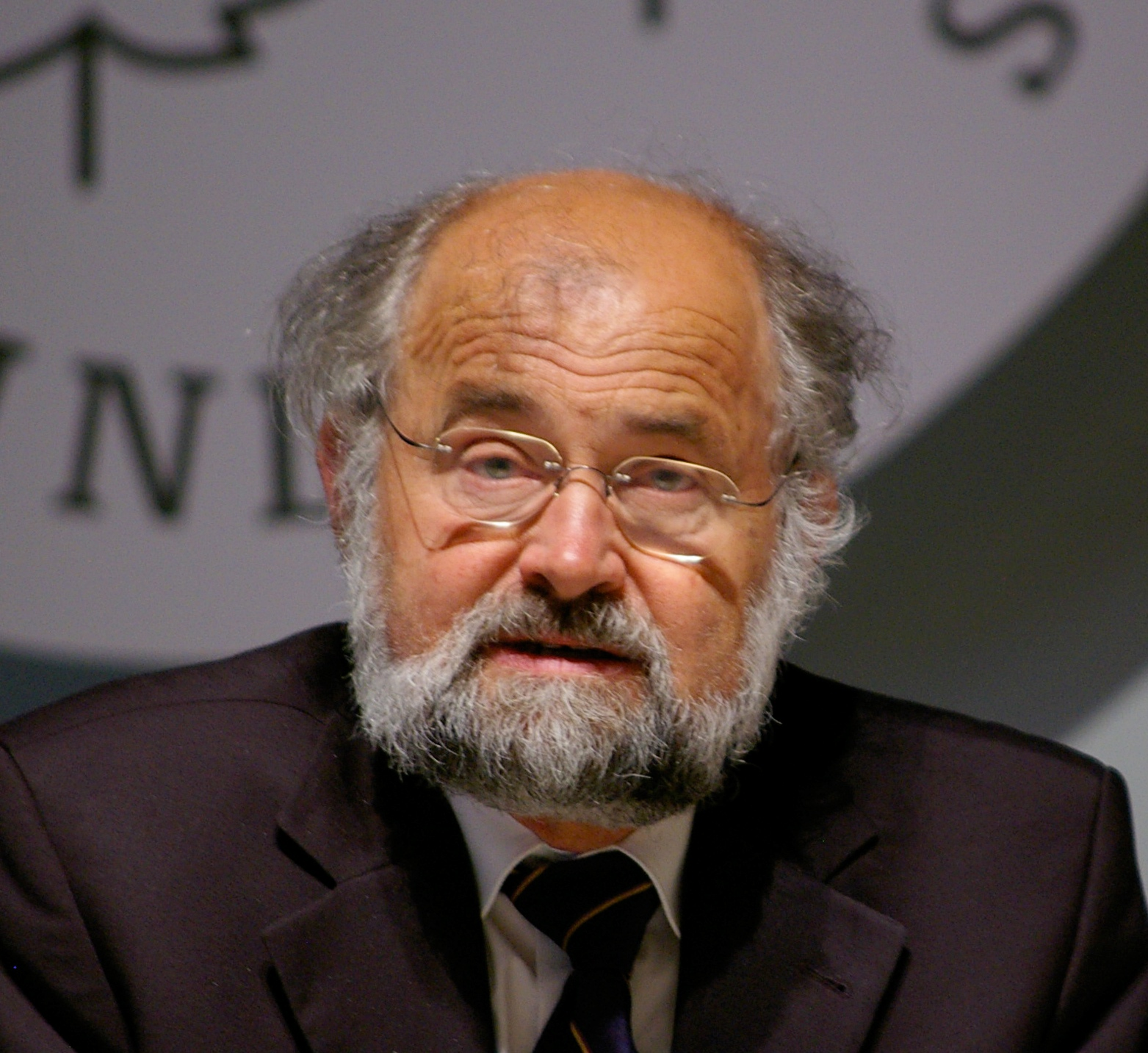
Erwin Neher

- 20. März: Erwin Neher, deutscher Wissenschaftler und Nobelpreisträger
- 20. März: Dieter Wolst, deutscher Jurist
- 21. März: Marie-Christine Barrault, französische Schauspielerin
- 21. März: Ulrich Keppler, deutscher Brigadegeneral
- 21. März: Jamary Oliveira, brasilianischer Komponist († 2020)
- 21. März: Heidemarie Schneider, deutsche Schauspielerin († 2024)
- 21. März: Wilhelm Josef Sebastian, deutscher Politiker und MdB
- 21. März: Gila von Weitershausen, deutsche Schauspielerin
- 22. März: Tony McPhee, britischer Blues-Gitarrist und Sänger († 2023)
- 23. März: Wolfgang R. Assmann, deutscher Politiker
- 23. März: Michael Nyman, britischer Filmmusikkomponist
- 24. März: Detlef Bartvogt, deutscher Brigadegeneral († 2019)
- 24. März: R. Lee Ermey, US-amerikanischer Schauspieler († 2018)
- 24. März: Walter Hellmich, deutscher Fußball-Funktionär
- 24. März: Rebecca Horn, deutsche Bildhauerin und Filmemacherin († 2024)
- 24. März: Vojislav Koštunica, serbischer Politiker, Präsident von Jugoslawien und Premierminister von Serbien
- 25. März: Hans-Jürgen Walter, Begründer der Gestalttheoretischen Psychotherapie
- 26. März: Reinhold Andert, deutscher Liedermacher und satirischer Autor
- 26. März: Peter Hely, australischer Jurist und Bundesrichter († 2005)

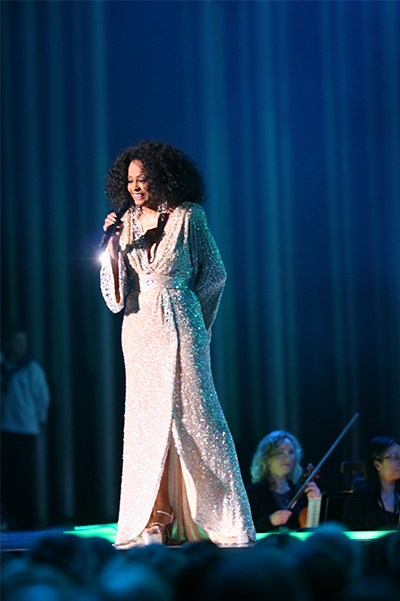
Diana Ross (2008)

- 26. März: Diana Ross, US-amerikanische Sängerin
- 27. März: Enrique Barón Crespo, spanischer Politiker und EU-Politiker
- 27. März: Jesse Brown, US-amerikanischer Politiker († 2002)
- 28. März: Rick Barry, US-amerikanischer Basketballspieler
- 28. März: Gisela Kallenbach, deutsche Europaabgeordnete
- 28. März: Peter Banjo Meyer, deutscher Jazzmusiker († 2025)
- 29. März: Nana Addo Dankwa Akufo-Addo, ghanaischer Rechtsanwalt und Politiker
- 29. März: Abbas Attar, iranisch-französischer Fotojournalist († 2018)
- 29. März: Terry Jacks, kanadischer Sänger und Musikproduzent
- 30. März: Ahmad Schah Ahmadzai, afghanischer Politiker († 2021)
- 30. März: Gabrielle Drake, britische Schauspielerin
- 30. März: Gert Heidenreich, deutscher Schriftsteller, Journalist und Fernsehsprecher
- 31. März: Rod Allen, britischer Gitarrist und Sänger († 2008)
- 31. März: Till Meyer, deutscher Terrorist und MfS-Agent
- 31. März: Mick Ralphs, britischer Gitarrist († 2025)
- 00. März: Heiner Boehncke, deutscher Autor

### April
- 01. April: Dagmar Beiersdorf, deutsche Filmemacherin und Malerin († 2025)
- 03. April: Lamberto Bava, italienischer Regisseur, Drehbuchautor und Filmproduzent
- 03. April: Harry Palmer, US-amerikanischer Autor sowie Gründer und Geschäftsführer
- 03. April: Jaroslav Škarvan, tschechoslowakischer Handballtorwart († 2022)
- 04. April: Magdalena Godelieve Hilda Aelvoet, belgische Politikerin
- 04. April: Yehudit Naot, israelische Politikerin († 2004)
- 04. April: Craig T. Nelson, US-amerikanischer Schauspieler
- 04. April: Robert Schindel, österreichischer Schriftsteller, Lyriker und Regisseur
- 04. April: Bassam Tibi, deutscher Politikwissenschaftler syrischer Herkunft
- 05. April: Willy Geertje van Ammelrooij, niederländische Schauspielerin
- 05. April: Willy Planckaert, belgischer Radrennfahrer
- 05. April: Barclay Wade, australischer Ruderer († 2021)
- 06. April: Philippe Carron, Schweizer Automobilrennfahrer
- 06. April: Florin Gheorghiu, rumänischer Schachspieler
- 06. April: Viveca Lärn, schwedische Kinderbuchautorin und Schriftstellerin
- 06. April: Christine Lucyga, deutsche Politikerin
- 06. April: Charles Sobhraj, französischer Serienmörder
- 06. April: Bernd Spier, deutscher Schlagersänger († 2017)
- 07. April: Noëlle Cordier, französische Sängerin
- 07. April: Marianne Hoepfner, französische Automobilrennfahrerin
- 07. April: Theodor Ickler, deutscher Germanistikprofessor
- 07. April: Detlef Kobjela, sorbischer Komponist und Musikwissenschaftler († 2018)
- 07. April: Ernst Küchler, deutscher Politiker

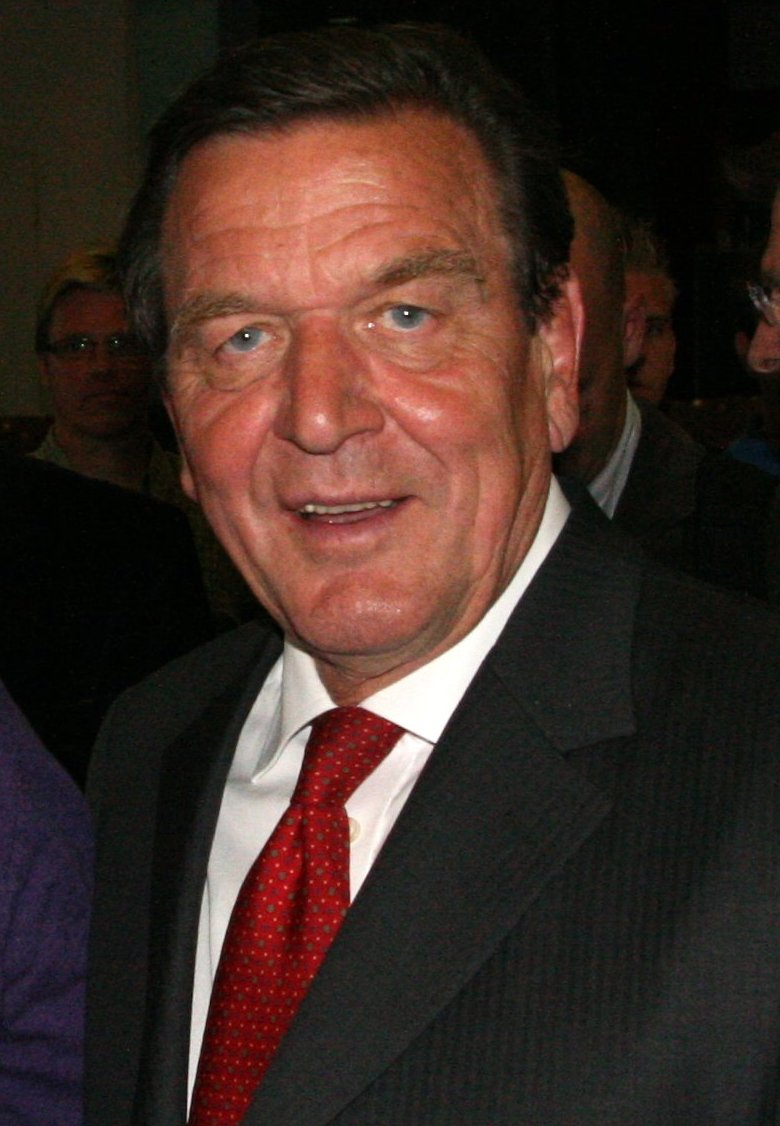
Gerhard Schröder

- 07. April: Gerhard Schröder, deutscher Politiker, Bundeskanzler
- 08. April: Michael Aschbacher, US-amerikanischer Mathematiker
- 08. April: Jean Benguigui, französischer Schauspieler
- 08. April: Keef Hartley, britischer Rockmusiker, Schlagzeuger († 2011)
- 08. April: Christoph Hein, deutscher Schriftsteller, Übersetzer und Essayist
- 08. April: Odd Nerdrum, norwegischer Maler
- 08. April: Jiří Datel Novotný, tschechischer Schauspieler und Dokumentarfilmer († 2017)
- 08. April: Hans Pretterebner, österreichischer Journalist († 2024)
- 09. April: Lars Norén, schwedischer Dramatiker und Theaterregisseur († 2021)
- 09. April: Silvia Sommer, österreichische Komponistin und Pianistin
- 09. April: Ludwig Stiegler, deutscher Politiker
- 10. April: Thüring Bräm, Schweizer Dirigent und Komponist
- 10. April: Ladislav Chvalkovský, tschechischer Bassgitarrist und Rocksänger († 2024)
- 10. April: Detlev Spangenberg, deutscher Politiker
- 11. April: Liza Cody, englische Krimiautorin
- 11. April: Nicoletta, französische Chansonsängerin
- 11. April: Ernst-Erich Stender, deutscher Kirchenmusiker und Organist
- 12. April: Andrew Arbuckle, schottischer Politiker
- 13. April: Francesco Arese, italienischer Leichtathlet, Unternehmer und Sportfunktionär
- 13. April: Jochen Brand, deutscher Handballspieler
- 13. April: Hans Christoph Buch, deutscher Schriftsteller und Journalist
- 13. April: Hans-Jörg Bullinger, deutscher Arbeitswissenschaftler
- 13. April: Jack Casady, US-amerikanischer Blues- und Rockmusiker und Bassist
- 13. April: John Paul DeJoria, US-amerikanischer Unternehmer und Milliardär
- 13. April: Elisabeth Trissenaar, österreichische Schauspielerin († 2024)
- 14. April: José María Guelbenzu, spanischer Schriftsteller und Literaturkritiker († 2025)
- 14. April: Felix Kamphausen, deutscher Schriftsteller
- 14. April: Hubert Raase, Präsident des KSC
- 14. April: Manfred Weber, deutscher Fußballspieler
- 15. April: Dave Edmunds, walisischer Gitarrist und Sänger
- 16. April: Dennis Russell Davies, US-amerikanischer Opern- und Konzert-Dirigent, Pianist und Kammermusiker
- 16. April: Elmar Wepper, deutscher Schauspieler und Synchronsprecher († 2023)
- 18. April: Robert Philip Hanssen, Mitarbeiter des FBI, mehr als 20 Jahre lang Spion für die Sowjetunion und später Russland († 2023)
- 18. April: Albin Planinc, jugoslawischer Schachspieler († 2008)

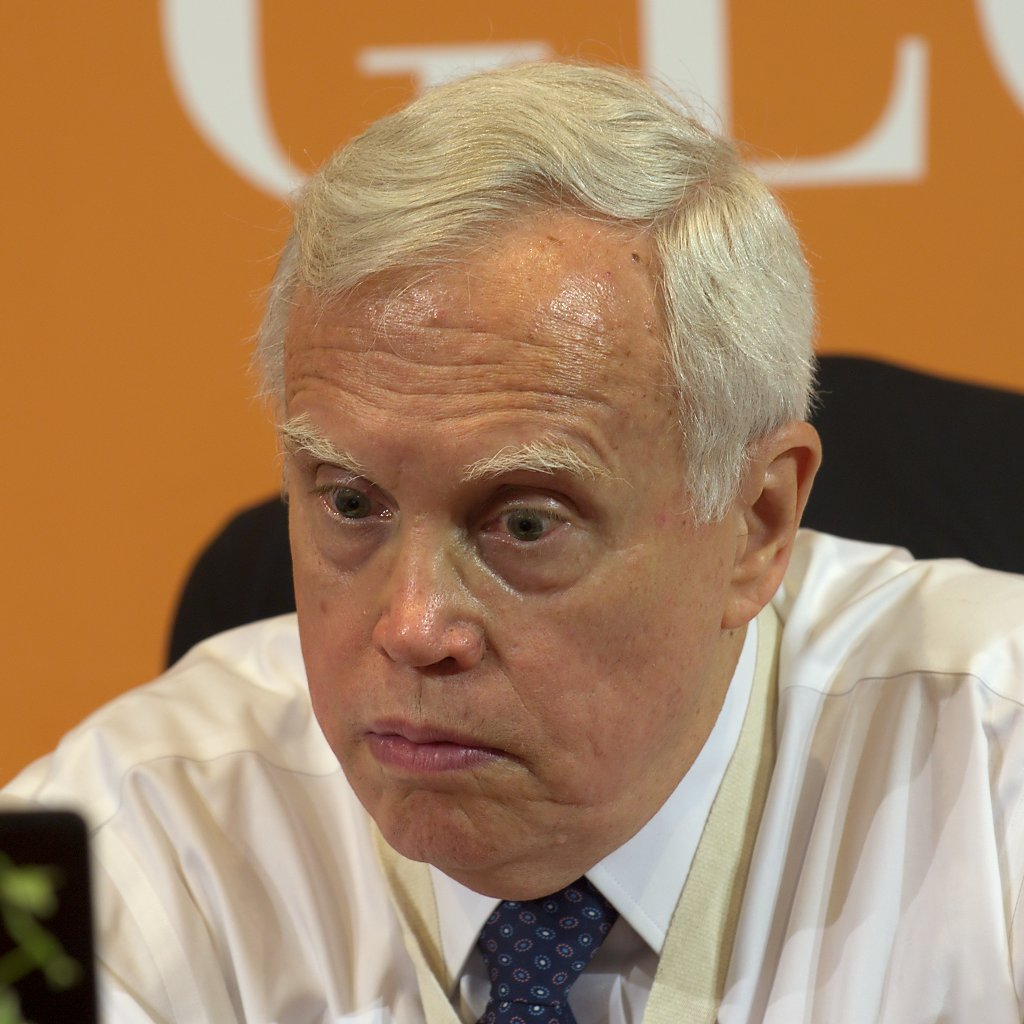
James Heckman

- 19. April: James Heckman, US-amerikanischer Ökonom, Nobelpreisträger
- 19. April: Klaus Miebach, deutscher Jurist und Richter am Bundesgerichtshof
- 19. April: Lothar Romain, deutscher Journalist und Kunstwissenschaftler († 2005)
- 19. April: Bernie Worrell, US-amerikanischer Musiker († 2016)
- 20. April: Konrad Feilchenfeldt, schweizerisch-deutscher Literaturwissenschaftler
- 20. April: Michael Mendl, deutscher Schauspieler
- 20. April: Raúl Vale, mexikanischer Sänger, Komponist und Schauspieler († 2003)
- 21. April: Russell Boyd, australischer Kameramann
- 21. April: Peter Kowald, deutscher Kontrabassist und Tubist († 2002)
- 22. April: Damien Broderick, australischer Autor († 2025)
- 22. April: Steve Fossett, US-amerikanischer Flugpionier und Regattasegler († 2007)
- 22. April: Joshua Rifkin, US-amerikanischer Dirigent und Musikwissenschaftler
- 23. April: Wolfgang Sauer, deutscher Brigadegeneral
- 23. April: Niklaus Schilling, Filmregisseur, Kameramann und Autor († 2016)

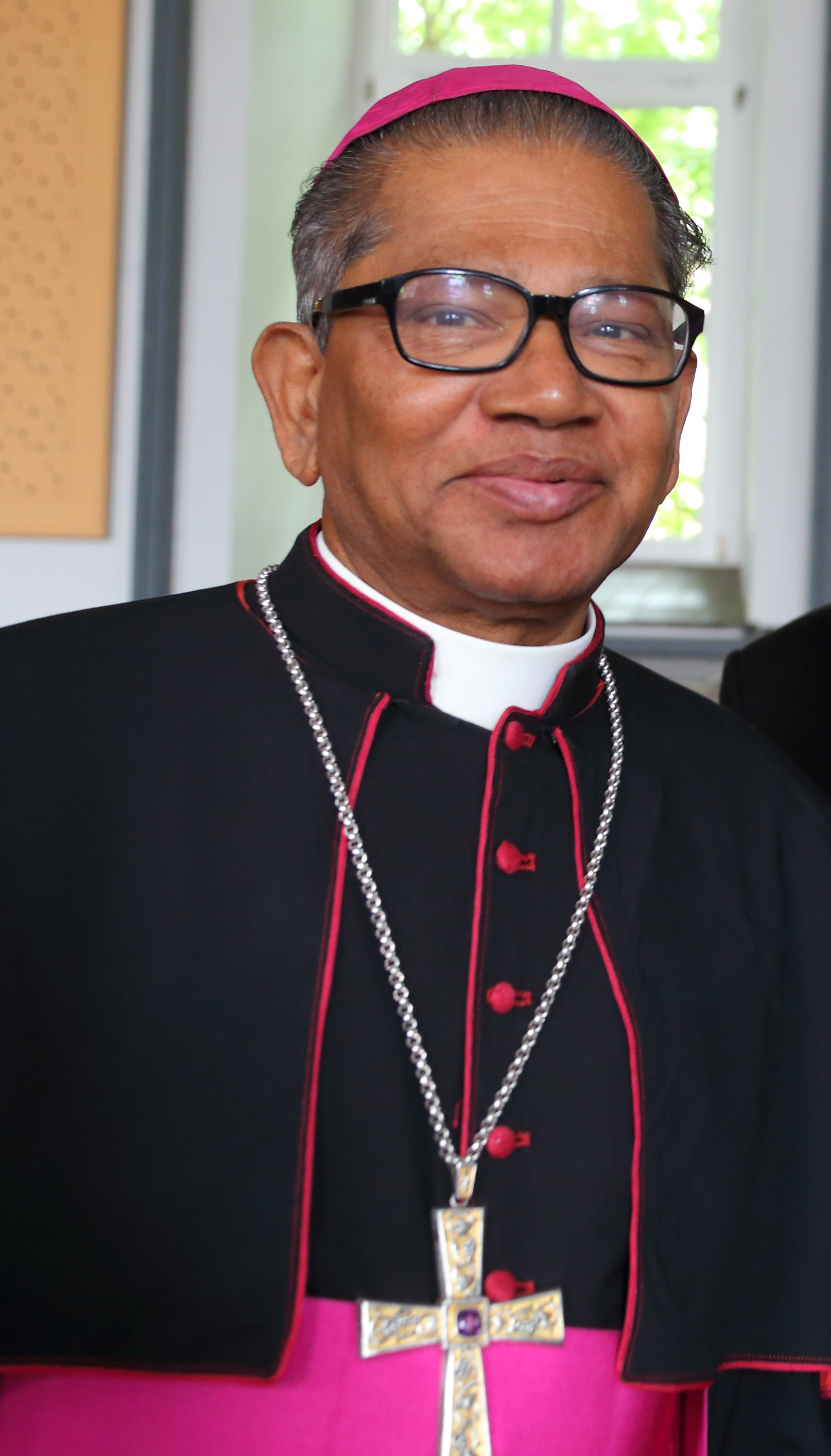
Thumma Bala

- 24. April: Thumma Bala, Erzbischof von Hyderabad († 2024)
- 24. April: Manfred Josel, österreichischer Musiker († 2025)
- 24. April: Gustl Wilke, deutscher Handballspieler und -trainer († 2013)
- 25. April: Mete Aslan, türkischer Politiker
- 25. April: Berit Berthelsen, norwegische Leichtathletin († 2022)
- 25. April: Julio Montero Castillo, uruguayischer Fußballspieler
- 26. April: José Dolhem, französischer Automobilrennfahrer († 1988)
- 26. April: Martha Rockwell, US-amerikanische Skilangläuferin
- 27. April: Walter Kolbow, deutscher Politiker († 2024)
- 27. April: Bassam Salih Kubba, stellvertretender irakischer Außenminister († 2004)
- 27. April: Heikki Westerinen, finnischer Schachspieler
- 28. April: Pieter Baas, niederländischer Botaniker († 2024)
- 28. April: Doris Quarella, Schweizer Fotografin († 1998)
- 28. April: Günter Verheugen, deutscher Politiker, EU-Kommissar
- 29. April: Werner Nekes, deutscher Filmregisseur († 2017)
- 29. April: Hermann Scheer, deutscher Politiker und Verfechter der Solarenergie († 2010)
- 30. April: Rudi Assauer, deutscher Fußballmanager († 2019)
- 30. April: Andy Kulberg, US-amerikanischer Rockmusiker († 2002)

### Mai
- 01. Mai: Anna-Lena, schwedische Schlagersängerin († 2010)
- 01. Mai: Peter Bayerlein, deutscher Archäologe und Historiker

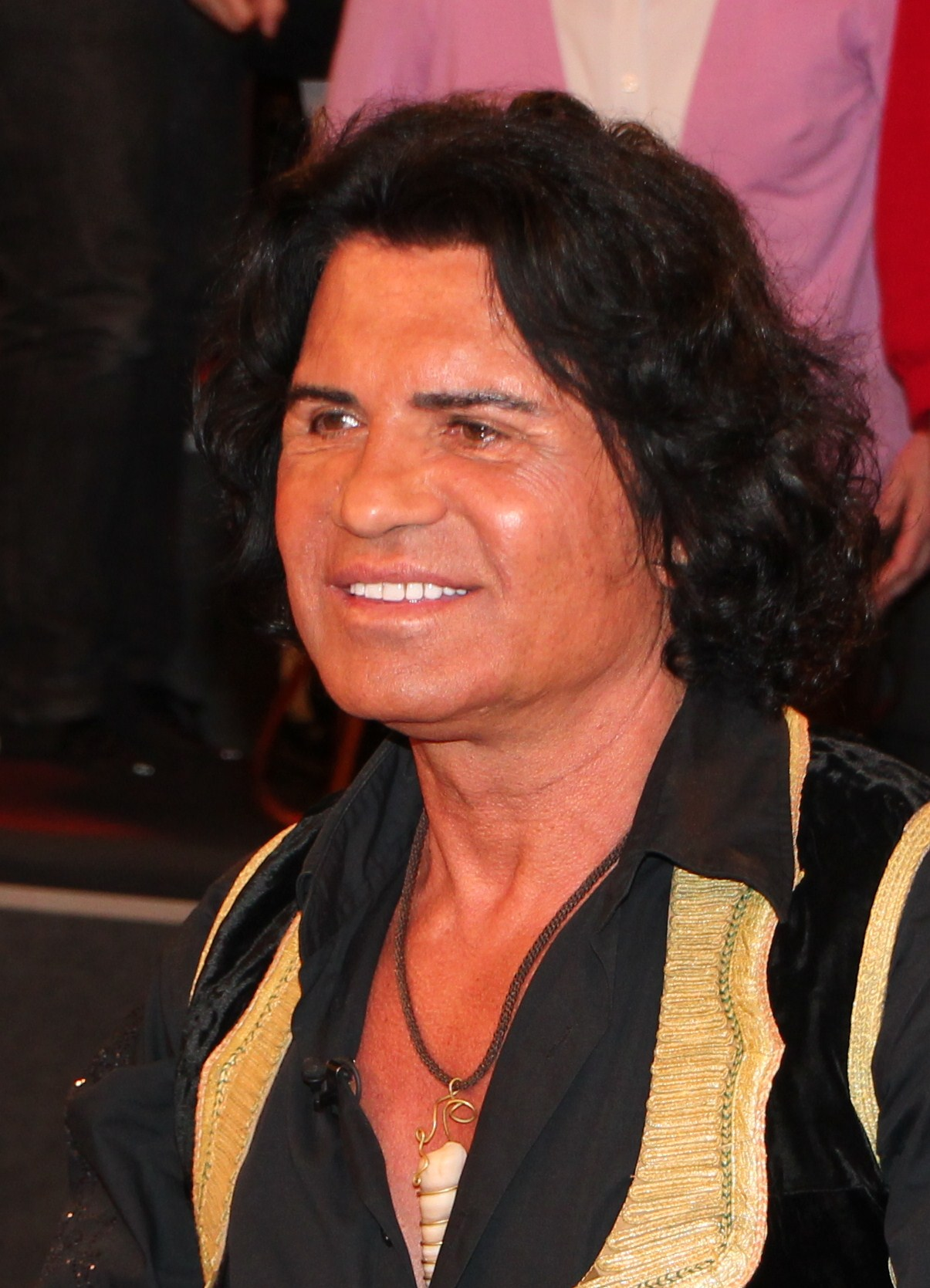
Costa Cordalis (2011)

- 01. Mai: Costa Cordalis, griechischer Sänger deutscher Schlager († 2019)
- 01. Mai: Józef Serafin, polnischer Organist und Musikpädagoge
- 01. Mai: Peter Smith, britischer Radrennfahrer († 2021)
- 02. Mai: Franz Innerhofer, österreichischer Schriftsteller († 2002)
- 02. Mai: Eugen Strähl, Schweizer Unternehmer und Automobilrennfahrer
- 03. Mai: Renate Blume, deutsche Schauspielerin
- 03. Mai: Gernot Erler, deutscher Politiker

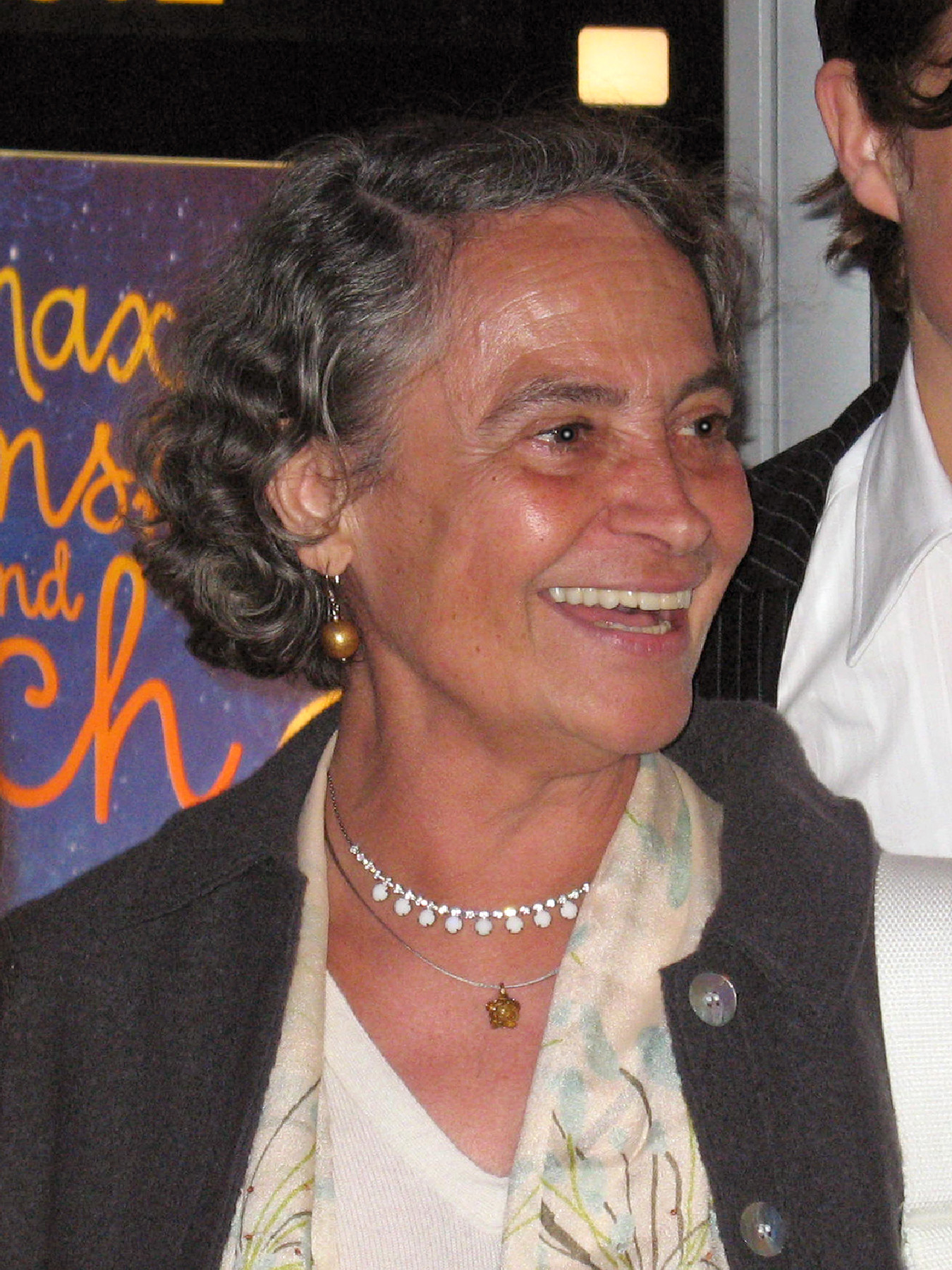
Monica Bleibtreu

- 04. Mai: Monica Bleibtreu, österreichische Schauspielerin († 2009)
- 04. Mai: Dave, niederländischer Sänger und Fernsehmoderator
- 04. Mai: Russi Taylor, US-amerikanische Synchronsprecherin († 2019)
- 04. Mai: Edmund Wnuk-Lipiński, polnischer/kaschubischer Soziologe und Science-Fiction-Autor († 2015)
- 04. Mai: Lothar Zechlin, deutscher Staatsrechtler und Rektor
- 05. Mai: Roman Dzindzichashvili, US-amerikanischer Schachspieler georgischer Herkunft
- 05. Mai: Bo Larsson, schwedischer Fußballspieler († 2023)
- 05. Mai: Hans-Peter Mayer, deutscher Europaabgeordneter
- 05. Mai: Christian de Portzamparc, französischer Architekt
- 05. Mai: John Rhys-Davies, britischer Schauspieler und Schriftsteller
- 06. Mai: Carl I. Hagen, norwegischer Politiker
- 08. Mai: Wilfried Dziallas, deutscher Schauspieler († 2021)
- 08. Mai: Gary Glitter, britischer Rock-’n’-Roll-Musiker
- 09. Mai: Veli Küçük, türkischer Brigadegeneral
- 09. Mai: Manfred Oberdörffer, deutscher Sänger und Komponist
- 09. Mai: Petra Roth, deutsche Politikerin
- 09. Mai: Heidemarie Steiner, deutsche Eiskunstläuferin
- 09. Mai: Willi Voss, deutscher Schriftsteller
- 10. Mai: Jim Abrahams, US-amerikanischer Regisseur, Produzent und Drehbuchautor († 2024)
- 10. Mai: Gunnar Asmussen, dänischer Radrennfahrer
- 10. Mai: Jürgen Knobloch, deutscher Tropenmediziner († 2008)
- 10. Mai: Marie-France Pisier, französische Schauspielerin († 2011)
- 11. Mai: Roy Blumenfeld, US-amerikanischer Rockmusiker
- 11. Mai: Jirō Yoneyama, japanischer Automobilrennfahrer
- 12. Mai: Eva Demski, deutsche Schriftstellerin
- 12. Mai: Ada Isensee, deutsche Malerin
- 12. Mai: Hans-Peter Kemper, deutscher Politiker und MdB
- 12. Mai: Chris Patten, britischer Politiker, Gouverneur von Hongkong und EU-Kommissar
- 12. Mai: Włodzimierz Trams, polnischer Basketballspieler († 2021)
- 13. Mai: Hacıbala Abutalıbov, aserbaidschanischer Politiker und Physiker
- 13. Mai: Robert Crawford junior, US-amerikanischer Schauspieler und Filmproduzent
- 13. Mai: Armistead Maupin, US-amerikanischer Schriftsteller
- 13. Mai: Wilhelm Schmidt, deutscher Politiker und MdB
- 14. Mai: Francesca Annis, britische Schauspielerin

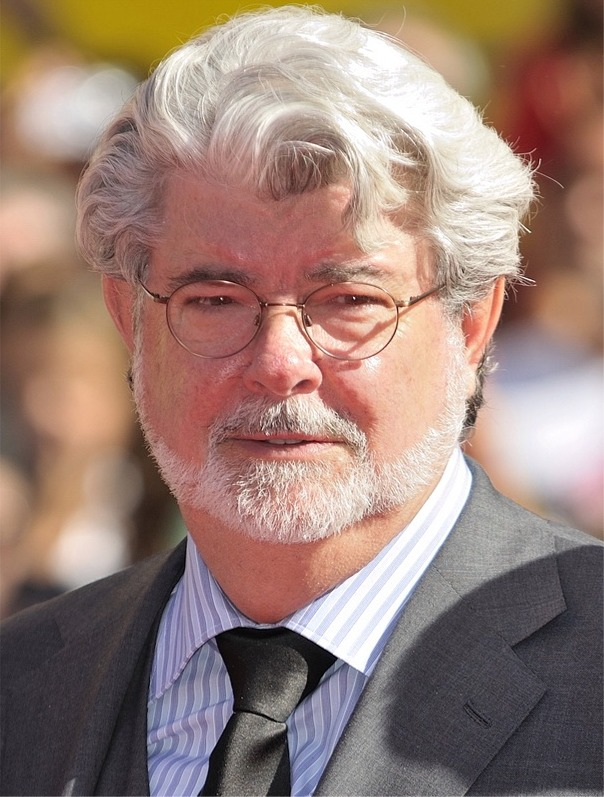
George Lucas (2009)

- 14. Mai: George Lucas, US-amerikanischer Regisseur und Produzent
- 15. Mai: Ulrich Beck, deutscher Soziologe († 2015)
- 16. Mai: Achim Bröger, deutscher Kinder- und Jugendbuchautor
- 16. Mai: Billy Cobham, panamaischer Jazz-Schlagzeuger und -Komponist
- 16. Mai: Friedrich Schorlemmer, deutscher Theologe († 2024)
- 16. Mai: Danny Trejo, US-amerikanischer Schauspieler
- 16. Mai: Gert Weisskirchen, deutscher Politiker und MdB
- 17. Mai: Wolf-Dietrich Berg, deutscher Schauspieler und Synchronsprecher († 2004)
- 17. Mai: David Kelly, britischer Mikrobiologe, Biowaffenexperte († 2003)
- 17. Mai: Eva-Maria Kurz, deutsche Diplom-Psychologin und Schauspielerin († 2023)
- 18. Mai: James Arthur, kanadischer Mathematiker
- 18. Mai: Stephen Athipozhiyil, indischer Bischof († 2022)
- 18. Mai: Justus Frantz, deutscher Pianist und Dirigent
- 18. Mai: Richard Grégoire, kanadischer Komponist
- 18. Mai: Albert Hammond, britischer Singer-Songwriter und Musikproduzent
- 18. Mai: Rolf Schönstedt, deutscher Kirchenmusiker, Professor und Hochschulrektor
- 18. Mai: W. G. Sebald, deutscher Schriftsteller († 2001)
- 19. Mai: Frank Pellegrino, US-amerikanischer Schauspieler und Gastronom († 2017)
- 20. Mai: Marilyn Black, australische Leichtathletin und Olympionikin
- 20. Mai: Walter Cikan, deutscher Musikproduzent († 2025)

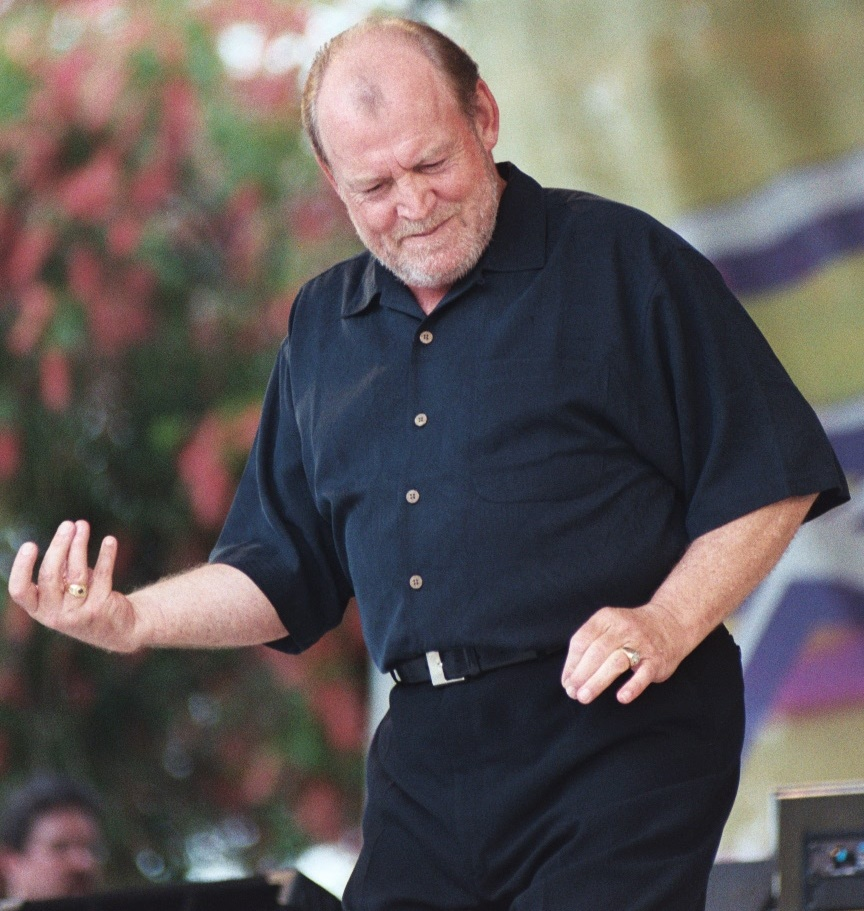
Joe Cocker (2003)

- 20. Mai: Joe Cocker, britischer Rhythm-and-Blues-Sänger († 2014)
- 20. Mai: Dietrich Mateschitz, österreichischer Unternehmer, Erfinder und Anteilseigner von Red Bull († 2022)
- 21. Mai: Haleh Afshar, Baroness Afshar, iranisch-britische Professorin für Politik († 2022)
- 21. Mai: Mary Robinson, Präsidentin von Irland und UN-Hochkommissarin für Menschenrechte
- 21. Mai: Harald Schliemann, deutscher Jurist und Politiker
- 23. Mai: John Newcombe, australischer Tennisspieler
- 24. Mai: Patti LaBelle, US-amerikanische Sängerin
- 24. Mai: Dominique Lavanant, französische Schauspielerin
- 24. Mai: Peter Teicher, deutscher Wasserballspieler
- 25. Mai: Joachim Brehmer, deutscher Hörspielautor
- 26. Mai: Jürgen Hohl, oberschwäbischer Heimatkundler und Restaurator
- 26. Mai: Rune Lindström, schwedischer Skirennläufer
- 26. Mai: Sam Posey, US-amerikanischer Automobilrennfahrer
- 27. Mai: Rudolf G. Ardelt, österreichischer Historiker
- 28. Mai: Nick Faure, britischer Automobilrennfahrer
- 28. Mai: Rudy Giuliani, US-amerikanischer Politiker, Bürgermeister von New York City
- 28. Mai: Gladys Knight, US-amerikanische Sängerin und Schauspielerin
- 28. Mai: Jean-Pierre Léaud, französischer Schauspieler
- 28. Mai: Lutz Mohr, deutscher Historiker und Publizist
- 28. Mai: Patricia Quinn, nordirische Schauspielerin und Sängerin
- 28. Mai: Gary Stewart, US-amerikanischer Countrymusiker und Liedtexter († 2003)
- 29. Mai: Helmut Berger, österreichischer Filmschauspieler († 2023)
- 29. Mai: Maurice Bishop, Premierminister von Grenada († 1983)
- 29. Mai: Dagmar Chidolue, deutsche Schriftstellerin
- 31. Mai: Peter Mattli, Schweizer Unternehmer, Politiker und Automobilrennfahrer
- 31. Mai: Volker Reiche, deutscher Comic-Zeichner
- 31. Mai: Klaus Schneemann, deutscher Brigadegeneral

### Juni
- 01. Juni: Jean-Jacques Andrien, belgischer Filmregisseur, Drehbuchautor und Filmproduzent
- 01. Juni: Björn Pätzoldt, deutscher Politologe und Verleger
- 01. Juni: Robert Powell, britischer Schauspieler
- 02. Juni: Marvin Hamlisch, US-amerikanischer Komponist († 2012)
- 02. Juni: Poul Høj Jensen, dänischer Regattasegler und Bootsbauer
- 02. Juni: Gerd Welz, deutscher Handballspieler und Handballtrainer
- 02. Juni: Garo Yepremian, US-amerikanischer American-Football-Spieler († 2015)
- 03. Juni: Brigitte Kölsch, deutsche CDU-Politikerin
- 03. Juni: Edith McGuire, US-amerikanische Leichtathletin und Olympiasiegerin
- 03. Juni: Eddy Ottoz, italienischer Leichtathlet
- 04. Juni: Yossi Abolafia, israelischer Autor und Illustrator
- 04. Juni: Astrid Bless, deutsche Synchronsprecherin und Schauspielerin († 2009)
- 04. Juni: Marianne Gruber, österreichische Schriftstellerin
- 04. Juni: Ricky Shayne, französisch-libanesischer Schlagersänger († 2024)
- 05. Juni: Whitfield Diffie, US-amerikanischer Mathematiker und Kryptologe
- 05. Juni: Richard Dindo, Schweizer Dokumentarfilmer († 2025)
- 05. Juni: Hartmut Esslinger, deutsch-US-amerikanischer Produktdesigner
- 05. Juni: Christopher Finnegan, britischer Boxer, Olympiasieger 1968 († 2009)
- 05. Juni: Reinhard Günzel, Brigadegeneral a. D. der Bundeswehr
- 05. Juni: Jaromír Klempíř, tschechischer Pianist und Komponist († 2016)
- 05. Juni: Lis Nilheim, schwedische Schauspielerin († 2025)
- 05. Juni: Rainer Ortleb, deutscher Politiker
- 06. Juni: Edgar Froese, deutscher Pionier der Elektronischen Musik († 2015) Edgar Froese

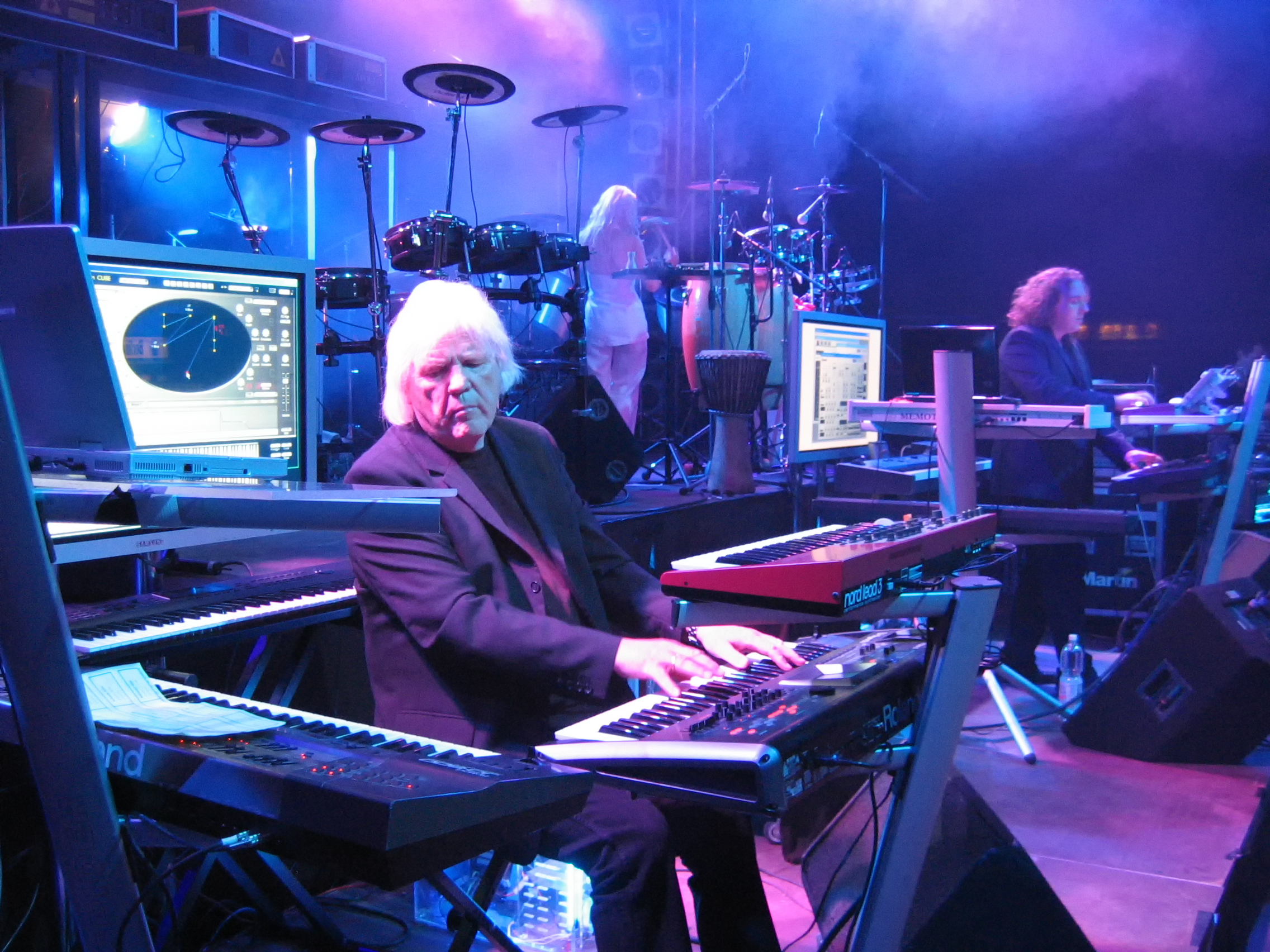
Edgar Froese

- 06. Juni: Alberto Matos, portugiesischer Leichtathlet († 2021)
- 06. Juni: Bernd Schroeder, deutscher Schriftsteller († 2023)
- 06. Juni: Tommie Smith, US-amerikanischer Leichtathlet und Olympiasieger
- 06. Juni: Harald Wohlrapp, deutscher Philosoph
- 07. Juni: Sulochana Gadgil, indische Mathematikerin und Meteorologin († 2025)
- 07. Juni: Miguel Ríos, spanischer Musiker und Rocksänger
- 07. Juni: Clarence White, US-amerikanischer Bluegrass-Musiker († 1973)
- 07. Juni: Konrad Zdarsa, deutscher römisch-katholischer Bischof
- 08. Juni: Anna Jonas, deutsche Schriftstellerin († 2013)
- 08. Juni: Jack Morava, US-amerikanischer Mathematiker († 2025)
- 08. Juni: Marc Kardinal Ouellet, Erzbischof von Québec
- 08. Juni: Boz Scaggs, US-amerikanischer Musiker
- 08. Juni: Wolfgang Schnur, deutscher Jurist und Politiker († 2016)
- 08. Juni: Verena Wohlleben, deutsche Politikerin
- 09. Juni: Janric Craig, britischer Peer und Wirtschaftsprüfer († 2025)
- 09. Juni: Christine Goitschel, französische Skirennläuferin
- 10. Juni: Georg Barfuß, bayerischer Politiker und Bürgermeister
- 11. Juni: Karl-Heinz Daehre, deutscher Politiker
- 11. Juni: Jens-Peter Kurzwelly, deutscher Jurist
- 11. Juni: Marcel Mignot, französischer Automobilrennfahrer
- 11. Juni: Karsten Porezag, deutscher Historiker
- 12. Juni: Nelson Bonifacio Acosta López, chilenisch-uruguayischer Fußballspieler und -trainer
- 12. Juni: David Weir, US-amerikanischer Automobilrennfahrer († 2012)
- 13. Juni: Ban Ki-moon, achter Generalsekretär der Vereinten Nationen Ban Ki-Moon

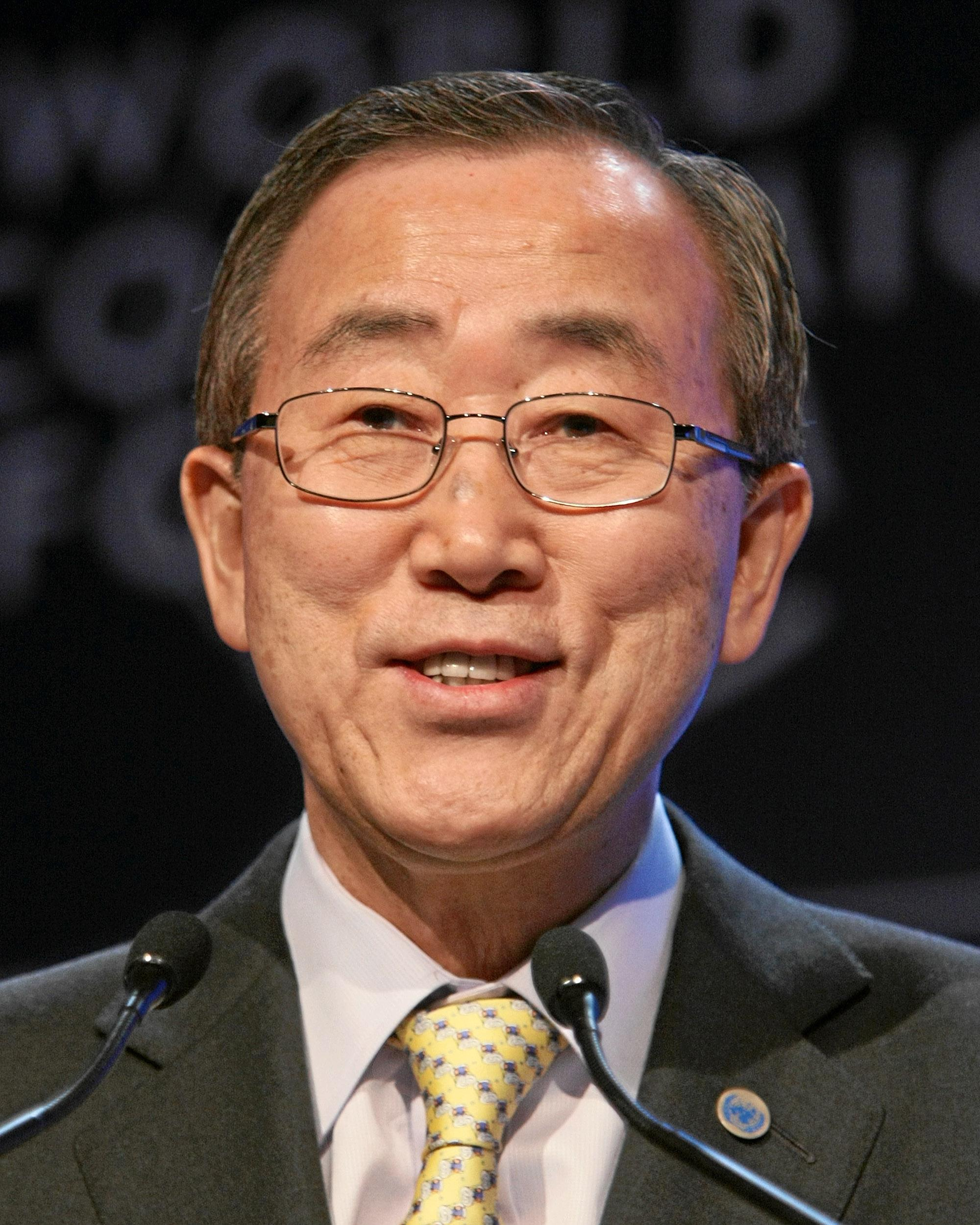
Ban Ki-Moon

- 13. Juni: Robert W. Field, US-amerikanischer Chemiker
- 13. Juni: Edelgard Wendorf, deutsche Handballtrainerin und Handballtorhüterin
- 15. Juni: Antônio Brasileiro, brasilianischer Schriftsteller
- 15. Juni: Christopher Dowling, maltesischer Schwimmer und Wasserballspieler († 2022)
- 16. Juni: Annie Famose, französische Skirennläuferin
- 16. Juni: Takamiyama Daigoro, japanisch-hawaiischer Sumoringer
- 16. Juni: Károly Vass, ungarischer Handballspieler († 2021)
- 17. Juni: Mohammed Atef, ägyptischer Terrorist († 2001)
- 17. Juni: Lucien Guitteny, französischer Automobilrennfahrer
- 17. Juni: Rainer Holzschuh, deutscher Journalist († 2021)
- 17. Juni: Jörn Ipsen, deutscher Rechtswissenschaftler
- 18. Juni: Rainer Arbogast, deutscher Chirurg
- 18. Juni: Hermann Kinder, deutscher Schriftsteller und Literaturwissenschaftler († 2021)
- 18. Juni: Salvador Sánchez Cerén, salvadorianischer Politiker
- 19. Juni: Chico Buarque, brasilianischer Sänger, Komponist und Schriftsteller
- 19. Juni: Lothar Maier, deutscher Politiker
- 20. Juni: Edmund Czihak, deutscher Motorradrennfahrer
- 21. Juni: Ray Davies, britischer Musiker
- 21. Juni: Jon Hiseman, britischer Schlagzeuger († 2018)
- 21. Juni: Tony Scott, britischer Filmregisseur- und Produzent († 2012)
- 22. Juni: Brigitte Adler, deutsche Politikerin († 2004)
- 22. Juni: Edna Arbel, israelische Juristin und Richterin
- 22. Juni: Peter Asher, englischer Gitarrist, Sänger, Musikmanager und -produzent
- 22. Juni: Eduard Berger, evangelischer Theologe und Bischof der Pommerschen Landeskirche
- 22. Juni: Helmut Dietl, deutscher Filmregisseur und Drehbuchautor († 2015)
- 22. Juni: Volker Koepp, deutscher Regisseur von Dokumentarfilmen
- 22. Juni: Gérard Mourou, französischer Physiker
- 22. Juni: Michael Schneider, deutscher Historiker und Politikwissenschaftler
- 23. Juni: Peter Bieri, Pseudonym: Pascal Mercier, Schweizer Philosoph und Schriftsteller († 2023)
- 23. Juni: Hildebrecht Braun, deutscher Politiker
- 23. Juni: Monika Woytowicz, deutsche Schauspielerin
- 24. Juni: Jeff Beck, britischer Gitarrist († 2023)
- 24. Juni: Julian Holloway, britischer Schauspieler († 2025)
- 24. Juni: Götz Steinle, deutscher Brigadegeneral († 2019)
- 24. Juni: Chris Wood, britischer Rockmusiker († 1983)
- 25. Juni: Prince Amartey, ghanaischer Boxer († 2022)
- 25. Juni: Erich Sixt, deutscher Unternehmer
- 26. Juni: Volkhard Buchter, deutscher Ruderer
- 26. Juni: Arthur Doyle, US-amerikanischer Jazzmusiker († 2014)
- 26. Juni: Gennadi Andrejewitsch Sjuganow, russischer Politiker und Vorsitzender der KPRF
- 26. Juni: Wolfgang Weber, deutscher Fußballspieler
- 27. Juni: Patrick Sercu, belgischer Radrennfahrer († 2019)
- 28. Juni: Rudi Lins, österreichischer Automobilrennfahrer
- 28. Juni: Klaus Middendorf, deutscher Literaturagent und Schriftsteller († 2017)
- 28. Juni: Aleksandar Ristić, bosnisch-kroatischer Fußballtrainer
- 29. Juni: Seán Patrick O’Malley, US-amerikanischer Bischof
- 30. Juni: Norbert Kindlmann, deutscher Ruderer († 2023)
- 30. Juni: Michael Repacholi, australischer Physiker, Biologe und Strahlenschutz-Experte

### Juli
- 01. Juli: Salgueiro Maia, portugiesischer Offizier, der maßgeblich an der Nelkenrevolution beteiligt war († 1992)
- 02. Juli: Abdul Rahman Ashraf, deutsch-afghanischer Geologe
- 02. Juli: Hans-Werner Bertl, deutscher Politiker
- 02. Juli: Frederick A. Hall, kanadischer Musikwissenschaftler und -pädagoge
- 02. Juli: Dieter Salevsky, deutscher Endurosportler († 2019)
- 03. Juli: Luis Cardei, argentinischer Tangosänger († 2000)
- 03. Juli: Michel Polnareff, französischer Popmusiker
- 03. Juli: Jethro Pugh, US-amerikanischer American-Football-Spieler und Unternehmer († 2015)
- 04. Juli: Hans Georg Ahrens, deutscher Opernsänger
- 04. Juli: Harvey Brooks, US-amerikanischer Musiker
- 04. Juli: Jaimy Gordon, US-amerikanische Schriftstellerin
- 04. Juli: Michael Steinke, deutscher Regisseur und Kameramann
- 06. Juli: Gunhild Hoffmeister, deutsche Leichtathletin
- 06. Juli: Andor Izsák, ungarischer Organist, Musikwissenschaftler und Dirigent, Gründer des Europäischen Zentrums für Jüdische Musik
- 06. Juli: Bernhard Schlink, deutscher Schriftsteller*
- 06. Juli: Claude-Michel Schönberg, französischer Musical-Komponist
- 07. Juli: Jürgen Grabowski, deutscher Fußballspieler († 2022)
- 07. Juli: Araquem de Melo, brasilianischer Fußballspieler († 2001)
- 07. Juli: Peter Rzepka, deutscher Politiker und MdB
- 08. Juli: Wolfgang Fürniß, deutscher Politiker (CDU), Landesminister († 2017)
- 09. Juli: Karl Menrad, deutscher Schauspieler
- 10. Juli: Mick Grant, britischer Motorradrennfahrer
- 11. Juli: Edwin Noël, deutscher Schauspieler († 2004)
- 12. Juli: Jean-François Jenny-Clark, französischer Kontrabassist († 1998)
- 13. Juli: Egon Coordes, deutscher Fußballspieler und -trainer († 2025)
- 13. Juli: Ernő Rubik, ungarischer Bildhauer, Architekt und Erfinder
- 14. Juli: Walter Mende, deutscher Politiker († 2018)
- 14. Juli: Henning Pawel, deutscher Kinderbuchautor und Schriftsteller († 2022)
- 15. Juli: Rosemarie Bauer, österreichische Politikerin (ÖVP)
- 15. Juli: Iancu Dumitrescu, rumänischer Komponist
- 15. Juli: Bernd-Lutz Lange, deutscher Autor und Kabarettist
- 15. Juli: Jan-Michael Vincent, US-amerikanischer Schauspieler († 2019)
- 15. Juli: Klaas de Vries, niederländischer Komponist
- 16. Juli: Jörg Fauser, deutscher Schriftsteller und Journalist († 1987)
- 17. Juli: Catherine Schell, ungarische Schauspielerin
- 18. Juli: Georges Anglade, haïtianisch-kanadischer Schriftsteller, Geograph und Politiker († 2010)
- 18. Juli: Daniel Hell, Schweizer Psychiater und Autor
- 19. Juli: Philip DeGuere, US-amerikanischer Drehbuchautor († 2005)
- 19. Juli: Didier Levallet, französischer Jazzkontrabassist und Bandleader
- 20. Juli: Jens-Peter Ostendorf, deutscher Komponist († 2006)
- 21. Juli: Conrad Artmüller, österreichischer Dirigent
- 21. Juli: Michel de Carvalho, britischer Schauspieler und Rennrodler
- 21. Juli: Volker Gerhardt, deutscher Philosoph
- 21. Juli: Wiktor Logunow, sowjetischer Radrennfahrer († 2022)
- 21. Juli: John Atta Mills, ghanaischer Politiker und Staatspräsident († 2012)

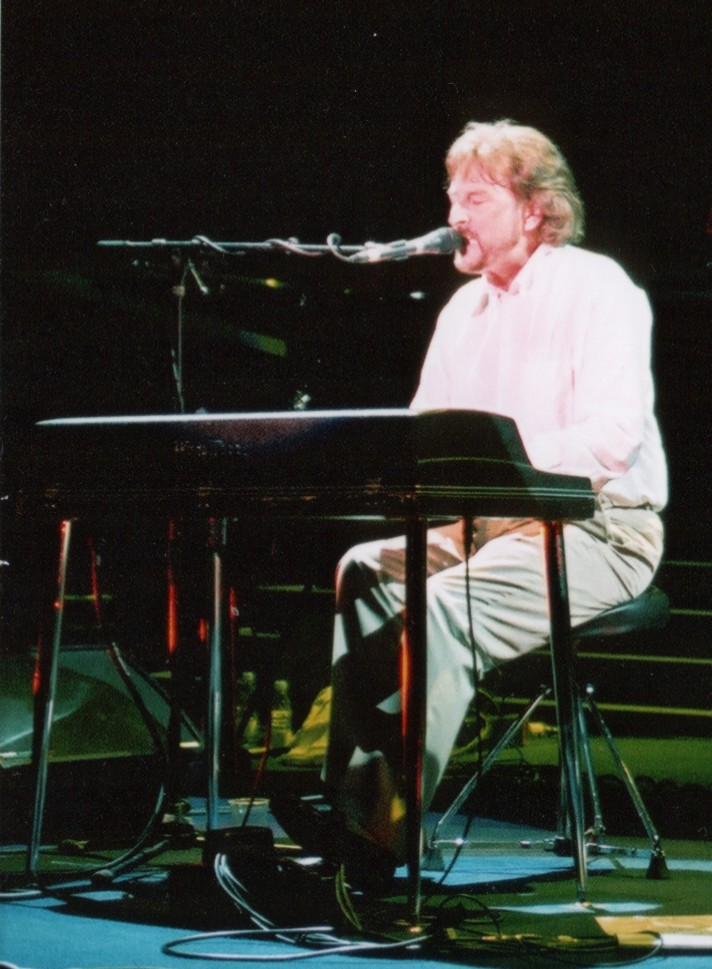
Rick Davies (2002)

- 22. Juli: Rick Davies, britischer Musiker und Songschreiber
- 22. Juli: Lew Hohmann, deutscher Filmemacher und Filmwissenschaftler
- 22. Juli: Peter Jason, US-amerikanischer Schauspieler († 2025)
- 23. Juli: Alex Buzo, australischer Dramatiker und Autor († 2006)
- 23. Juli: Walt Garrison, US-amerikanischer American-Football-Spieler († 2023)
- 23. Juli: Maria João Pires, portugiesische Pianistin
- 24. Juli: Jim Armstrong, britischer Rock- und Bluesgitarrist
- 24. Juli: Jan-Carl Raspe, deutscher Terrorist und Mitglied der RAF († 1977)
- 24. Juli: Momodou Lamin Sedat Jobe, gambischer Politiker († 2025)
- 24. Juli: Marianne Sydow, deutsche Schriftstellerin († 2013)
- 25. Juli: Caio Koch-Weser, deutscher Staatssekretär
- 25. Juli: Mariano Ortiz, puerto-ricanischer Basketballspieler († 2022)
- 26. Juli: Ann Christine, finnische Schlagersängerin († 2022)
- 26. Juli: John Hawkins, kanadischer Komponist und Pianist († 2007)
- 27. Juli: Margot Anand, französische Psychologin und Neotantra-Lehrerin
- 27. Juli: Jonas Andriškevičius, litauischer General
- 27. Juli: Jean-Marie Leblanc, französischer Sport-Journalist
- 27. Juli: Barbara Thompson, britische Jazz-Saxophonistin, -Flötistin und Komponistin († 2022)
- 28. Juli: Dietrich Kayser, deutscher Schriftsteller, Übersetzer, Hörspiel- und Sachbuchautor und Hochschullehrer
- 28. Juli: Hassan Moustafa, ägyptischer Handballer, Sportwissenschaftler und Handballfunktionär
- 28. Juli: Udo Walz, deutscher Friseur († 2020)
- 30. Juli: Jimmy Cliff, jamaikanischer Reggaekünstler
- 30. Juli: Frances de la Tour, britische Schauspielerin
- 30. Juli: Renate Feyl, deutsche Schriftstellerin
- 31. Juli: Geraldine Chaplin, US-amerikanische Schauspielerin
- 31. Juli: Sherry Lansing, US-amerikanische Filmproduzentin

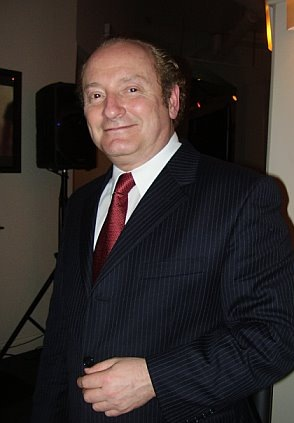
Robert Carhart Merton

- 31. Juli: Robert C. Merton, US-amerikanischer Finanzwissenschaftler, Nobelpreisträger
- 31. Juli: Paolo Pileri, italienischer Motorradrennfahrer († 2007)
- 00. Juli: Wilhelm Schellenberg, deutscher Sprachwissenschafter
- 00. Juli: Heinz-Helmuth Werner, deutscher Spion

### August
- 01. August: Alfons Adam, österreichischer Rechtsanwalt und Politiker († 2021)
- 02. August: Jim Capaldi, britischer Musiker († 2005)
- 02. August: Jeannette Miller, dominikanische Lyrikerin und Erzählerin, Essayistin, Pädagogin und Kunsthistorikerin
- 02. August: Hans Muff, schweizerischer Musikproduzent, Klarinetten- und Saxophonspieler († 2015)
- 02. August: Mark Naftalin, US-amerikanischer Multiinstrumentalist
- 02. August: Naná Vasconcelos, brasilianischer Jazzmusiker († 2016)
- 04. August: Gregor Benko, US-amerikanischer Publizist und Herausgeber historischer Klavieraufnahmen
- 04. August: Orhan Gencebay, türkischer Musiker und Produzent
- 04. August: Björn Hellberg, schwedischer Schriftsteller
- 04. August: Barbara Wittig, deutsche Politikerin
- 05. August: Polycarp Pengo, Erzbischof von Dar es Salaam in Tansania
- 05. August: Hans-Peter Uhl, deutscher Politiker († 2019)
- 06. August: Marcos Acayaba, brasilianischer Architekt und Städteplaner
- 06. August: Friedemann Schulz von Thun, deutscher Kommunikationswissenschaftler
- 07. August: Dave Morgan, britischer Automobilrennfahrer († 2018)
- 07. August: Robert Mueller, hoher US-amerikanischer Regierungsbeamter
- 07. August: David Rasche, US-amerikanischer Schauspieler
- 08. August: Derib, Schweizer Comiczeichner
- 08. August: John Holmes, US-amerikanischer Pornodarsteller († 1988)
- 08. August: Bernard Menez, französischer Schauspieler
- 08. August: John Renbourn, britischer Folk-Sänger und -Gitarrist († 2015)
- 09. August: Sam Elliott, US-amerikanischer Schauspieler
- 09. August: Astrid Frank, deutsche Schauspielerin
- 09. August: Lars-Erik Rosell, schwedischer Komponist († 2005)
- 10. August: Claude Delarue, Schweizer und französischer Schriftsteller, Literaturkritiker und Verlagsmitarbeiter († 2011)
- 10. August: Björn Ferm, schwedischer Moderner Fünfkämpfer
- 11. August: Ernst Arnegger, deutscher Politiker
- 11. August: Klaus Beckmann, deutscher Politiker († 1994)
- 11. August: Hans-Wiggo Knudsen, dänischer Kanute († 2020)
- 11. August: Frederick W. Smith, US-amerikanischer Unternehmer († 2025)
- 12. August: Francesco Morini, italienischer Fußballspieler († 2021)
- 13. August: Divina Galica, britische Skirennläuferin und Automobilrennfahrerin
- 14. August: Arne Elsholtz, deutscher Schauspieler, Synchronsprecher und Drehbuchautor († 2016)
- 15. August: Gianfranco Ferré, italienischer Modedesigner und Unternehmer († 2007)
- 15. August: Sylvie Vartan, französische Chanson- und Pop-Sängerin sowie Schauspielerin Sylvie Vartan (2009)

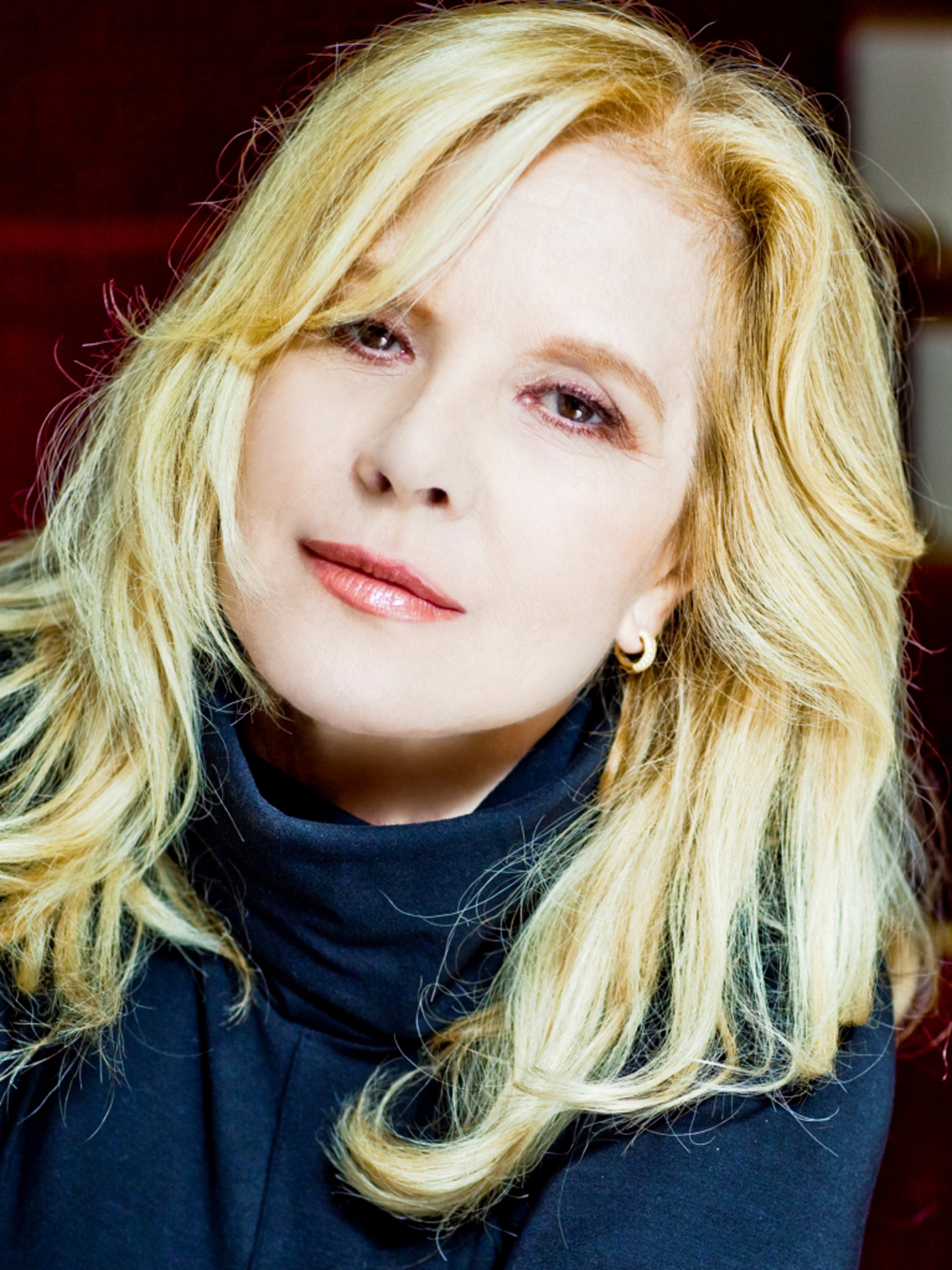
Sylvie Vartan (2009)

- 15. August: Franz Vogler, deutscher Skirennläufer
- 15. August: Detert Zylmann, deutscher Archäologe († 2024)
- 16. August: Kevin Ayers, britischer Musiker († 2013)
- 16. August: Friederike de Haas, deutsche Politikerin († 2019)
- 16. August: Kō Iwasaki, US-amerikanischer Cellist und Musikpädagoge
- 16. August: James Alix Michel, Präsident der Republik Seychellen
- 16. August: Karin Schubert, deutsche Politikerin
- 17. August: Larry Ellison, US-amerikanischer Unternehmer Larry Ellison (2009)

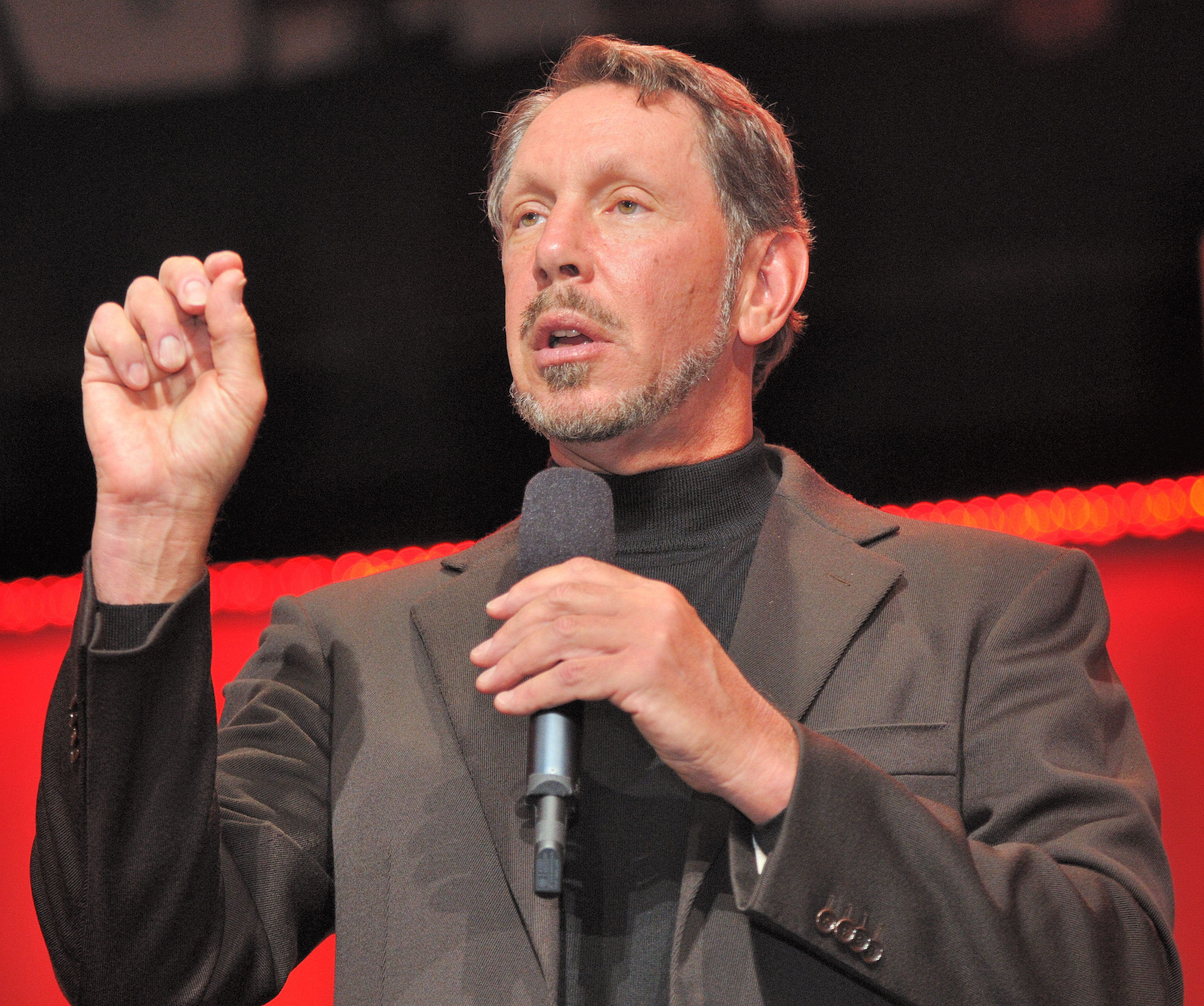
Larry Ellison (2009)

- 17. August: Jörg Friedrich, deutscher Historiker
- 17. August: Rexhep Meidani, albanischer Politiker und Präsident
- 17. August: Werner Weingärtner, deutscher Fußballspieler
- 18. August: Kurt Hutterli, Schweizer Schriftsteller
- 18. August: Claudia Keller, deutsche Schriftstellerin
- 18. August: Volker Lechtenbrink, deutscher Schauspieler und Schlagersänger († 2021)
- 18. August: Bodo Wolf, deutscher Schauspieler und Synchronsprecher († 2023)
- 19. August: Bernardo Baraj, argentinischer Jazzsaxophonist
- 19. August: Hugo Gatti, argentinischer Fußballspieler († 2025)
- 19. August: Georg Lewandowski, deutscher Politiker
- 19. August: Jakob von Uexküll, Philatelist und Philanthrop
- 20. August: Rajiv Gandhi, indischer Politiker († 1991) Rajiv Gandhi (1989)

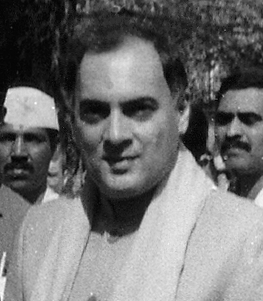
Rajiv Gandhi (1989)

- 20. August: Rudolf Thanner, deutscher Eishockeyspieler († 2007)
- 20. August: Michael B. Tretow, schwedischer Musikproduzent, Tontechniker und Musiker († 2025)
- 21. August: Ilka von Boeselager, deutsche Politikerin und MdL, Unternehmerin
- 21. August: Peter Weir, australischer Regisseur
- 22. August: Franz Peter Basten, deutscher Politiker, MdB
- 22. August: Peter Hofmann, deutscher Opernsänger (Tenor) († 2010)
- 23. August: Gustav Ernst, österreichischer Schriftsteller
- 23. August: Thomas Frey, österreichischer Schauspieler
- 24. August: Edward Joseph Adams, US-amerikanischer Geistlicher
- 24. August: Christine Chubbuck, US-amerikanische TV-Moderatorin († 1974)
- 25. August: Anthony Heald, US-amerikanischer Schauspieler
- 25. August: Erwin Hermandung, deutscher Fußballspieler
- 26. August: Patrick Devedjian, französischer Politiker und Rechtsanwalt († 2020)
- 26. August: Petra Kelling, deutsche Schauspielerin
- 26. August: Ute Luig, deutsche Ethnologin
- 26. August: Richard, Herzog von Gloucester, Mitglied des britischen Königshauses
- 26. August: Amos Smith, US-amerikanischer Chemiker († 2025)
- 26. August: Maureen Ann „Moe“ Tucker, US-amerikanische Schlagzeugerin
- 27. August: Gebhard Arbeiter, österreichischer Landesbeamter, Gewerkschafter und Politiker († 2015)
- 27. August: Tim Bogert, US-amerikanischer Rockmusiker (Bass) († 2021)
- 27. August: Barry Conyngham, australischer Komponist und Musikpädagoge
- 27. August: Augustin Deleanu, rumänischer Fußballspieler († 2014)
- 29. August: Lukas Hartmann, Schweizer Schriftsteller
- 29. August: Arun Singh, indischer Politiker
- 30. August: Molly Ivins, US-amerikanische Zeitungskolumnistin, politische Kommentatorin und Bestseller-Autorin († 2007)
- 30. August: Frank Edwin McGraw Jr., US-amerikanischer Baseballspieler († 2004)
- 30. August: Wolf Roth, deutscher Schauspieler
- 31. August: Dietmar Huhn, deutscher Schauspieler

### September
- 01. September: Margot Busse, deutsche Schauspielerin
- 01. September: Nina Lizell, schwedische Schlagersängerin
- 02. September: Orlando Martínez, kubanischer Boxer († 2021)

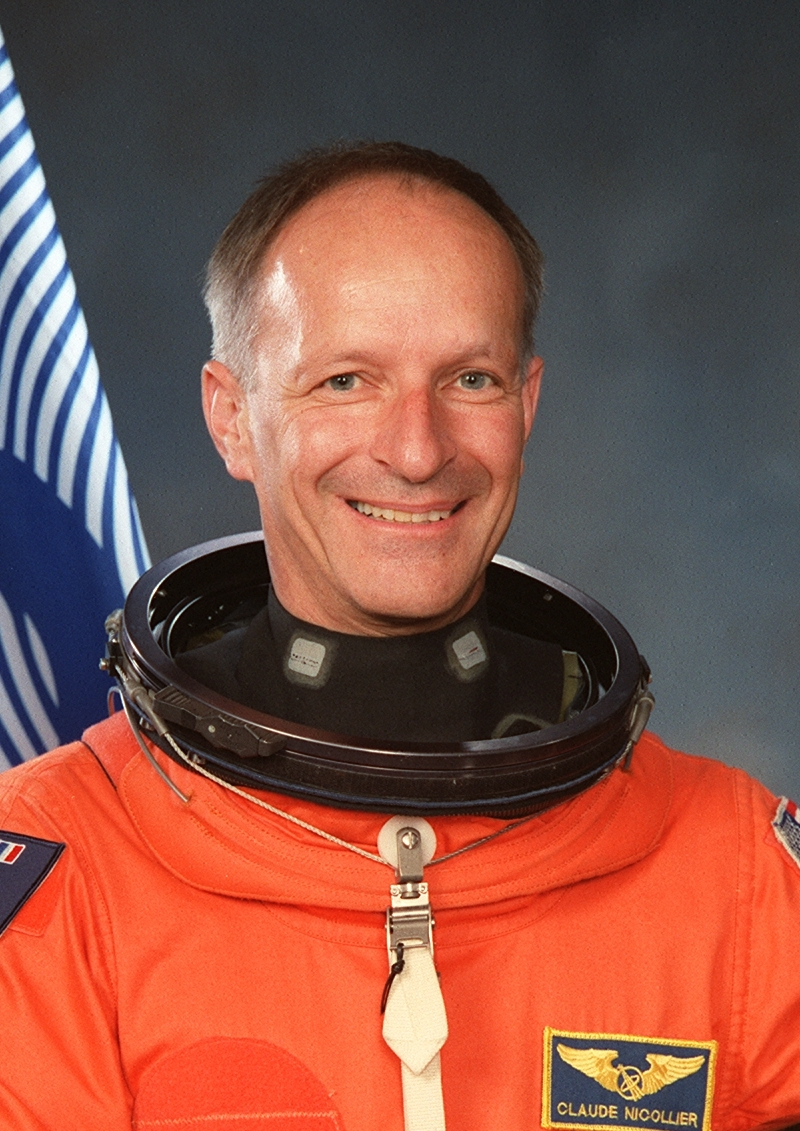
Claude Nicollier

- 02. September: Claude Nicollier, Schweizer Militär-, Linien- sowie NASA-Testpilot und Astronaut
- 02. September: Pablo Ziegler, argentinischer Pianist, Komponist und Arrangeur
- 04. September: Hédi Annabi, tunesischer UN-Diplomat († 2010)
- 04. September: Anthony Atkinson, britischer Ökonom († 2017)
- 04. September: Rüdiger Mielke, deutscher Fußballspieler († 2021)
- 04. September: Gene Parsons, US-amerikanischer Country-Musiker
- 05. September: Ali Artuner, türkischer Fußballtorhüter († 2001)
- 05. September: Hans-Jörg Böckeler, deutscher Komponist († 2018)
- 05. September: Urban Gwerder, Schweizer Schriftsteller, Künstler und Herausgeber († 2017)
- 05. September: Jørn Sloth, dänischer Schachmeister
- 06. September: Christian Boltanski, französischer Künstler († 2021)
- 06. September: Donna Haraway, US-amerikanische Naturwissenschaftshistorikerin und Frauenforscherin
- 07. September: Bora Milutinović, jugoslawischer Fußballspieler und serbisch-mexikanischer Fußballtrainer
- 08. September: Ali Benflis, algerischer Politiker und Premierminister
- 08. September: Lothar König, deutscher Politiker
- 08. September: Eva Kreisky, österreichische Politikwissenschaftlerin und Juristin († 2024)
- 09. September: Bernard-Nicolas Jean-Marie Aubertin, französischer Erzbischof
- 09. September: George Mraz, US-amerikanischer Jazz-Kontrabassist († 2021)
- 10. September: Élisabeth Roudinesco, französische Psychoanalytikerin
- 11. September: Harald Kolz, deutscher Jurist
- 12. September: Jack Griffin, US-amerikanischer Automobilrennfahrer
- 12. September: Eddie Keizan, südafrikanischer Automobilrennfahrer († 2016)
- 12. September: Leonard Peltier, indianischer Freiheitskämpfer
- 12. September: Rolf Schnellecke, Oberbürgermeister der Stadt Wolfsburg
- 12. September: Barry White, US-amerikanischer Soulsänger und -produzent († 2003)

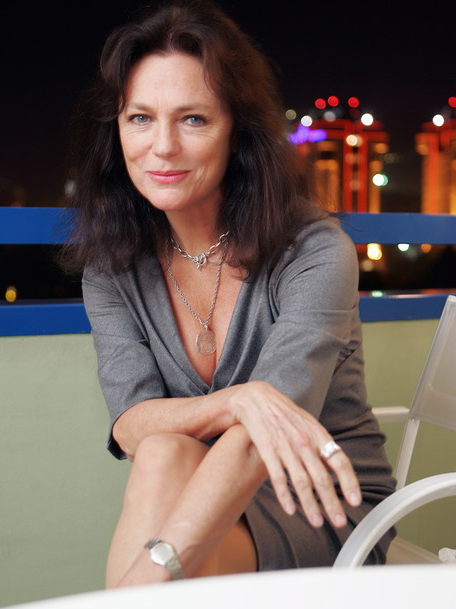
Jacqueline Bisset

- 13. September: Jacqueline Bisset, britische Schauspielerin
- 13. September: Leslie Harvey, schottischer Rock-Gitarrist († 1972)
- 13. September: Mike Marshall, französisch-US-amerikanischer Schauspieler († 2005)
- 13. September: Gerhard Randa, österreichischer Bankmanager
- 13. September: Hartmut Schauerte, deutscher Politiker und MdB

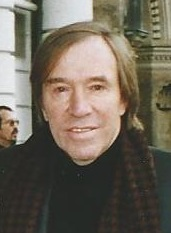
Günter Netzer

- 14. September: Günter Netzer, deutscher Fußballspieler
- 14. September: Martin Sperr, deutscher Dramatiker und Schauspieler († 2002)
- 14. September: Bernd Tödte, Vizepräsident des Bundespatentgerichts
- 15. September: Jean-Claude Cousseran, französischer Diplomat
- 15. September: Roger Dorchy, französischer Automobilrennfahrer († 2023)
- 15. September: Jürgen Schrempp, deutscher Manager, Vorstandsvorsitzender von DaimlerChrysler
- 16. September: Akbar Behkalam, iranisch-deutscher Maler und Bildhauer († 2025)
- 16. September: Michael Edwards, US-amerikanischer Schauspieler
- 16. September: Herma Koehn, deutsche Schauspielerin und Hörspielsprecherin
- 17. September: Reinhold Messner, Südtiroler Bergsteiger
- 17. September: Rolf Witthöft, deutscher Endurosportler und Unternehmer († 2025)
- 18. September: Ton Anbeek, niederländischer Autor und Literaturwissenschaftler
- 18. September: Gunther Emmerlich, deutscher Sänger und Moderator († 2023)
- 18. September: Michael Franks, US-amerikanischer Jazzsänger
- 18. September: Jürgen Kussmaul, deutscher Musiker
- 19. September: John Ehrensbeck, US-amerikanischer Biathlet und Skirennläufer († 2021)
- 19. September: Rainer Eisenhardt, deutscher Fußballspieler und -trainer († 2022)
- 19. September: Friedrich Christian Flick, deutscher Jurist, Unternehmer und Kunstsammler
- 19. September: Ronald Lopatny, jugoslawischer Wasserballspieler († 2022)
- 20. September: Barbara Ahrons, deutsche Politikerin († 2024)
- 20. September: Josef F. Bille, deutscher Physiker († 2023)
- 20. September: Jan Steinhauser, niederländischer Ruderer († 2022)
- 21. September: Fannie Flagg, US-amerikanische Schriftstellerin
- 21. September: Hans-Jörg Kraemer, deutscher Jurist
- 22. September: Maurice Arbez, französischer Skispringer und Skisprungfunktionär († 2020)
- 22. September: Brian Gibson, britischer Filmregisseur, Drehbuchautor und Filmproduzent († 2004)
- 22. September: Ana Pascu, rumänische Fechterin († 2022)
- 23. September: Eric Bogle, schottisch-australischer Sänger, Singer-Songwriter und Friedensaktivist
- 23. September: Almut Heise, deutsche Malerin
- 23. September: Ivan Martin Jirous, tschechischer Lyriker († 2011)
- 24. September: Bernd Bransch, deutscher Fußballspieler († 2022)
- 24. September: Diana Körner, deutsche Schauspielerin
- 24. September: Henry Kotowski, deutscher Rockmusiker († 2019)

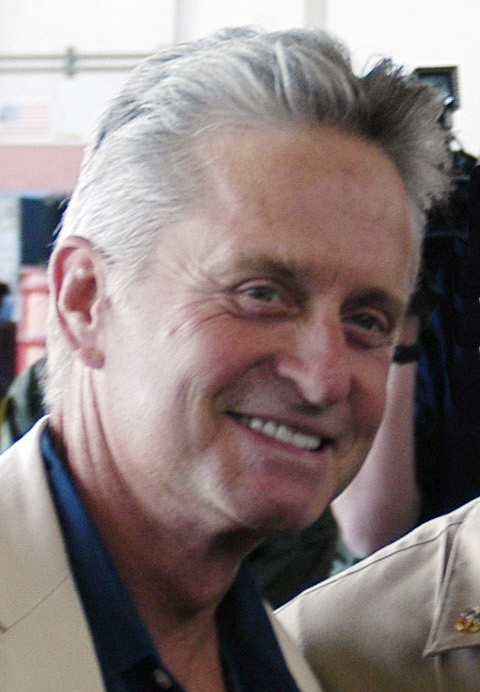
Michael Douglas (2004)

- 25. September: Michael Douglas, US-amerikanischer Schauspieler und Produzent
- 25. September: Otthein Herzog, deutscher Informatiker
- 25. September: Monika Lindner, Generaldirektorin des ORF
- 26. September: András Adorján, ungarischer Flötist
- 26. September: Jan Brewer, US-amerikanische Politikerin
- 26. September: Charles Chaput, Erzbischof von Philadelphia
- 26. September: Jean-Pierre Kardinal Ricard, Erzbischof von Bordeaux
- 26. September: Peter Turrini, österreichischer Schriftsteller
- 27. September: Frieder Anders, deutscher Taiji-Meister
- 27. September: Franz Hodjak, deutscher Schriftsteller († 2025)
- 27. September: Helmut Kosmehl, deutscher Handballspieler
- 27. September: Ana María López Colomé, mexikanische Biochemikerin
- 27. September: Angélica María, mexikanische Sängerin und Schauspielerin
- 28. September: Robert J. Barro, US-amerikanischer Wirtschaftswissenschaftler
- 28. September: Thomas Graf, österreichischer Virologe und Krebsforscher
- 28. September: Ilse Ridder-Melchers, deutsche Politikerin
- 28. September: Miloš Zeman, tschechischer Politiker, Ministerpräsident
- 29. September: Lerke Osterloh, deutsche Steuerrechtswissenschaftlerin und Richterin des Bundesverfassungsgerichts
- 29. September: Mike Post, US-amerikanischer Komponist und Produzent
- 29. September: Andrzej Straszyński, polnischer Dirigent
- 30. September: Jean-Louis Debré, französischer Politiker († 2025)
- 30. September: Bernd Meinunger, deutscher Liedtexter

### Oktober
- 01. Oktober: Antti Tuuri, finnischer Schriftsteller
- 02. Oktober: Abas Arslanagić, bosnisch-herzegowinischer Handballtrainer und Handballtorwart
- 02. Oktober: Ton Koopman, niederländischer Dirigent, Organist und Cembalist
- 02. Oktober: Inge Maux, österreichische Schauspielerin
- 02. Oktober: Älschan Scharmuchamedow, sowjetischer Basketballspieler († 2022)
- 02. Oktober: Vernor Vinge, US-amerikanischer Informatiker und SF-Autor († 2024)
- 03. Oktober: Daniele Fagarazzi, italienischer Comiczeichner († 2019)
- 03. Oktober: Roy Horn, deutsch-amerikanischer Dompteur und Zauberkünstler († 2020)
- 03. Oktober: Bob Riley, US-amerikanischer Politiker
- 04. Oktober: Franz Brandl, deutscher Barmeister und Sachbuchautor
- 04. Oktober: Eddie Gomez, US-amerikanischer Jazzbassist
- 05. Oktober: Michael Ande, deutscher Schauspieler
- 05. Oktober: Cesare Nosiglia, italienischer Priester, Erzbischof von Turin
- 06. Oktober: Boris Petrowitsch Michailow, sowjetischer Eishockeyspieler
- 06. Oktober: Yoshiaki Unetani, japanischer Marathonläufer († 2022)
- 07. Oktober: Jean Arthuis, französischer Politiker
- 07. Oktober: Simon Arthur, 4. Baron Glenarthur, britischer Peer, Pilot und Geschäftsmann
- 07. Oktober: Eduard Geyer, deutscher Fußballspieler und Trainer
- 07. Oktober: Donald Tsang, Verwaltungschef der chinesischen Sonderwirtschaftszone Hongkong
- 08. Oktober: Reinhold Hemker, deutscher Politiker, MdB
- 08. Oktober: Susan Raye, US-amerikanische Country-Sängerin
- 09. Oktober: John Entwistle, britischer Rockmusiker († 2002)
- 09. Oktober: Nona Hendryx, US-amerikanische Sängerin und Songschreiberin
- 09. Oktober: Wolfgang Neugebauer, österreichischer Historiker
- 10. Oktober: Petar Schekow, bulgarischer Fußballspieler († 2023)
- 11. Oktober: Joana, deutsche Sängerin
- 11. Oktober: Martin Naylor, englischer Bildhauer († 2016)
- 11. Oktober: Younan Nowzaradan, iranisch-amerikanischer Chirurg und Autor
- 12. Oktober: Abdülkadir Aksu, türkischer Politiker
- 12. Oktober: Dragutin Čermak, jugoslawischer Basketballspieler und -trainer († 2021)
- 12. Oktober: Heide Pfarr, deutsche Juristin und Politikerin
- 12. Oktober: Song Du-yul, deutscher Soziologe
- 13. Oktober: Jörg Berger, deutscher Fußballspieler und -trainer († 2010)
- 14. Oktober: Jürgen Barz, deutscher Liedtexter
- 14. Oktober: Udo Kier, deutscher Schauspieler
- 14. Oktober: Volker Kluge, deutscher Sportjournalist und Publizist
- 15. Oktober: Orlando Antonini, italienischer Erzbischof und Diplomat
- 15. Oktober: Jesús Atienza Serna, spanischer Botschafter
- 15. Oktober: Sali Berisha, albanischer Politiker und Staatspräsident
- 15. Oktober: Peter Porsch, deutscher Politiker
- 15. Oktober: Haim Saban, israelisch-US-amerikanischer Medienunternehmer

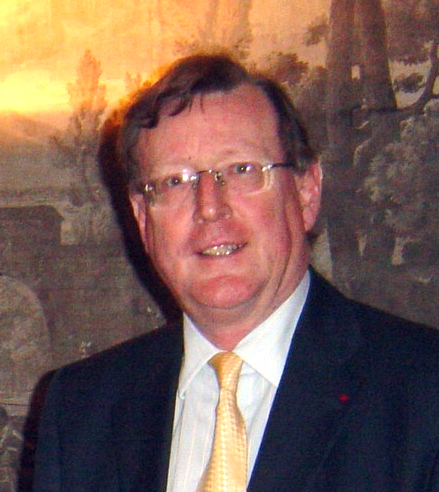
David Trimble

- 15. Oktober: David Trimble, nordirischer Politiker, Friedensnobelpreisträger 1998 († 2022)
- 16. Oktober: Elizabeth Loftus, US-amerikanische Psychologin
- 16. Oktober: Ctibor Turba, tschechischer Schauspieler, Pantomime, Bühnenautor und Regisseur († 2025)
- 17. Oktober: Ulli Arnold, deutscher Betriebswirtschaftler
- 17. Oktober: Werner Asam, deutscher Schauspieler und Regisseur
- 17. Oktober: Franz-Friedrich Prinz von Preußen, deutscher Immobilienunternehmer
- 17. Oktober: Nobutaka Machimura, japanischer Politiker († 2015)
- 18. Oktober: Harry Blum, deutscher Politiker († 2000)
- 18. Oktober: Hans Büttner, deutscher Politiker († 2004)
- 18. Oktober: Nelson Freire, brasilianischer Pianist († 2021)
- 19. Oktober: Clemens Klopfenstein, Schweizer Filmemacher
- 19. Oktober: George McCrae, US-amerikanischer Pop- und R&B-Sänger
- 19. Oktober: Ronald Clark O’Bryan, US-amerikanischer Giftmörder († 1984)
- 19. Oktober: Peter Tosh, jamaikanischer Sänger († 1987)
- 20. Oktober: Omar Amiralay, syrischer Filmemacher († 2011)
- 21. Oktober: Martin Roda Becher, Schweizer Schriftsteller
- 21. Oktober: Ene Mihkelson, estnische Schriftstellerin († 2017)
- 21. Oktober: Olle Rolén, schwedischer Skirennläufer
- 21. Oktober: Jutta Schlott, deutsche Schriftstellerin († 2024)
- 22. Oktober: Hansjürgen Hürrig, deutscher Schauspieler
- 23. Oktober: Inge Utzt, deutsche Politikerin
- 24. Oktober: Ted Templeman, US-amerikanischer Rockmusik-Produzent
- 25. Oktober: Jon Anderson, britischer Rockmusiker und -sänger
- 25. Oktober: James Carville, US-amerikanischer Berater, Kommentator und Kritiker in der Politik
- 25. Oktober: Taffy Nivert, US-amerikanische Songschreiberin und Sängerin
- 25. Oktober: Bruno Piazzalunga, italienischer Skirennläufer
- 25. Oktober: Ren Zhengfei, chinesischer Unternehmer
- 25. Oktober: Zhang Yuejiao, chinesische Juristin und Mitglied am Appellate Body der Welthandelsorganisation
- 26. Oktober: Kenneth Ascher, US-amerikanischer Pianist und Keyboarder
- 26. Oktober: Martin Jellinghaus, deutscher Leichtathlet
- 26. Oktober: Leta Semadeni, Schweizer Schriftstellerin
- 26. Oktober: Angelika Waller, deutsche Schauspielerin
- 27. Oktober: Georg Freiherr von Waldenfels, deutscher Politiker, Manager und Sportfunktionär
- 27. Oktober: Piet Oudolf, niederländischer Landschaftsgärtner
- 28. Oktober: Wladimir Borissowitsch Amokow, russischer Künstler
- 28. Oktober: Coluche, französischer Filmschauspieler und Komiker († 1986)
- 28. Oktober: Anton Schlecker, Gründer der Schlecker-Drogeriemärkte
- 29. Oktober: Berta Ambrož, jugoslawische Sängerin († 2003)
- 29. Oktober: Denny Laine, britischer Rockmusiker († 2023)
- 29. Oktober: Fausto Leali, italienischer Sänger
- 29. Oktober: Barbara Stamm, deutsche Politikerin († 2022)
- 30. Oktober: Ahmad al-Dschalabi, irakischer Mathematikprofessor und Politiker († 2015)
- 31. Oktober: Paul Drechsel, deutscher Kulturwissenschaftler († 2025)
- 31. Oktober: Otto Wiesheu, deutscher Politiker, bayerischer Staatsminister für Wirtschaft

### November
- 01. November: Hans-Ulrich Buchholz, deutscher Ruderer († 2011)
- 01. November: Kinky Friedman, US-amerikanischer Country-Musiker, Schriftsteller und Politiker († 2024)
- 01. November: Gabriele Geißler, deutsche Tischtennisspielerin († 2006)

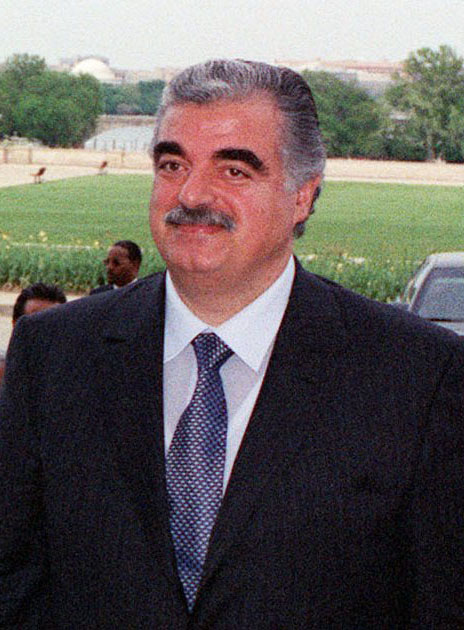
Rafiq al-Hariri

- 01. November: Rafiq al-Hariri, libanesischer Ministerpräsident († 2005)
- 02. November: Michael Buffer, US-amerikanischer Entertainer
- 02. November: Patrice Chéreau, französischer Regisseur († 2013)
- 02. November: Keith Emerson, Keyboarder und Pianist der Gruppen The Nice und Emerson, Lake and Palmer († 2016)
- 02. November: Fritz Puppel, deutscher Musiker, Gitarrist, Komponist und Gründungsmitglied der Rockgruppe City († 2024)
- 02. November: Liesel Westermann, deutsche Leichtathletin
- 03. November: Eva Renzi, deutsche Schauspielerin († 2005)
- 03. November: Rosemarie Tietze, deutsche Literaturübersetzerin
- 03. November: James Wofford, US-amerikanischer Vielseitigkeitsreiter († 2023)
- 04. November: Willem Breuker, niederländischer Jazz-Klarinettist, Saxofonist, Komponist und Bandleader († 2010)
- 04. November: Wolfgang von Geldern, deutscher Politiker
- 04. November: Eduard Lintner, deutscher Politiker und MdB
- 05. November: Siegfried Scheffler, deutscher Politiker und MdB
- 06. November: Aksoltan Ataýewa, turkmenische Politikerin und Diplomatin
- 06. November: Wild Man Fischer, US-amerikanischer Musiker († 2011)
- 06. November: Claus Schick, deutscher Politiker (SPD)
- 06. November: Volker Sklenar, deutscher Politiker († 2025)
- 07. November: Luigi Riva, italienischer Fußballspieler († 2024)
- 07. November: Ingrid Schubert, deutsche Terroristin († 1977)
- 08. November: Kamau Muata Adilifu, US-amerikanischer Jazz-Trompeter und Flügelhornist
- 08. November: Jörg Panknin, deutscher Schauspieler († 2024)
- 09. November: George Armstrong, englischer Fußballspieler und -trainer († 2000)
- 09. November: Jörg Duppler, deutscher Marineoffizier und Militärhistoriker
- 09. November: Phil May, britischer Sänger und Komponist († 2020)
- 09. November: Herbert Wimmer, deutscher Fußballspieler
- 10. November: Ramiz Abdyli, albanischer Wissenschaftler und Historiker
- 10. November: Tim Rice, britischer Musical- und Filmtexter
- 11. November: Andreas E. Furtwängler, deutscher klassischer Archäologe
- 11. November: Kemal Sunal, türkischer Schauspieler († 2000)
- 12. November: Matthijs van den Adel, niederländischer Bankmanager
- 12. November: Ken Houston, US-amerikanischer American-Football-Spieler und -Trainer
- 12. November: Thomas Kuczynski, deutscher Statistiker und Ökonom († 2023)
- 12. November: Xavier Mathiot, französischer Automobilrennfahrer
- 12. November: Ursula Redepenning, deutsche Politikerin († 2019)
- 13. November: Eugenio Arellano Fernández, spanischer Vikar
- 13. November: Kenny „Blues Boss“ Wayne, US-amerikanischer Blues-, Boogie-Woogie- und Jazzmusiker
- 13. November: Li Yingfa, chinesischer Fußballtrainer und -funktionär
- 13. November: Timmy Thomas, US-amerikanischer Sänger und Songschreiber († 2022)
- 14. November: Karen Armstrong, britische Religionswissenschaftlerin
- 15. November: Joy Fleming, deutsche Sängerin († 2017)
- 15. November: Jobst Knigge, deutscher Journalist und Historiker
- 15. November: Maurizio Micangeli, italienischer Automobilrennfahrer
- 15. November: Hans Ree, niederländischer Schachgroßmeister
- 16. November: Manfred Berger, deutscher Erziehungswissenschaftler/-historiker
- 16. November: Hugo Dittberner, deutscher Schriftsteller
- 16. November: Lars Olsson, schwedischer Skirennläufer

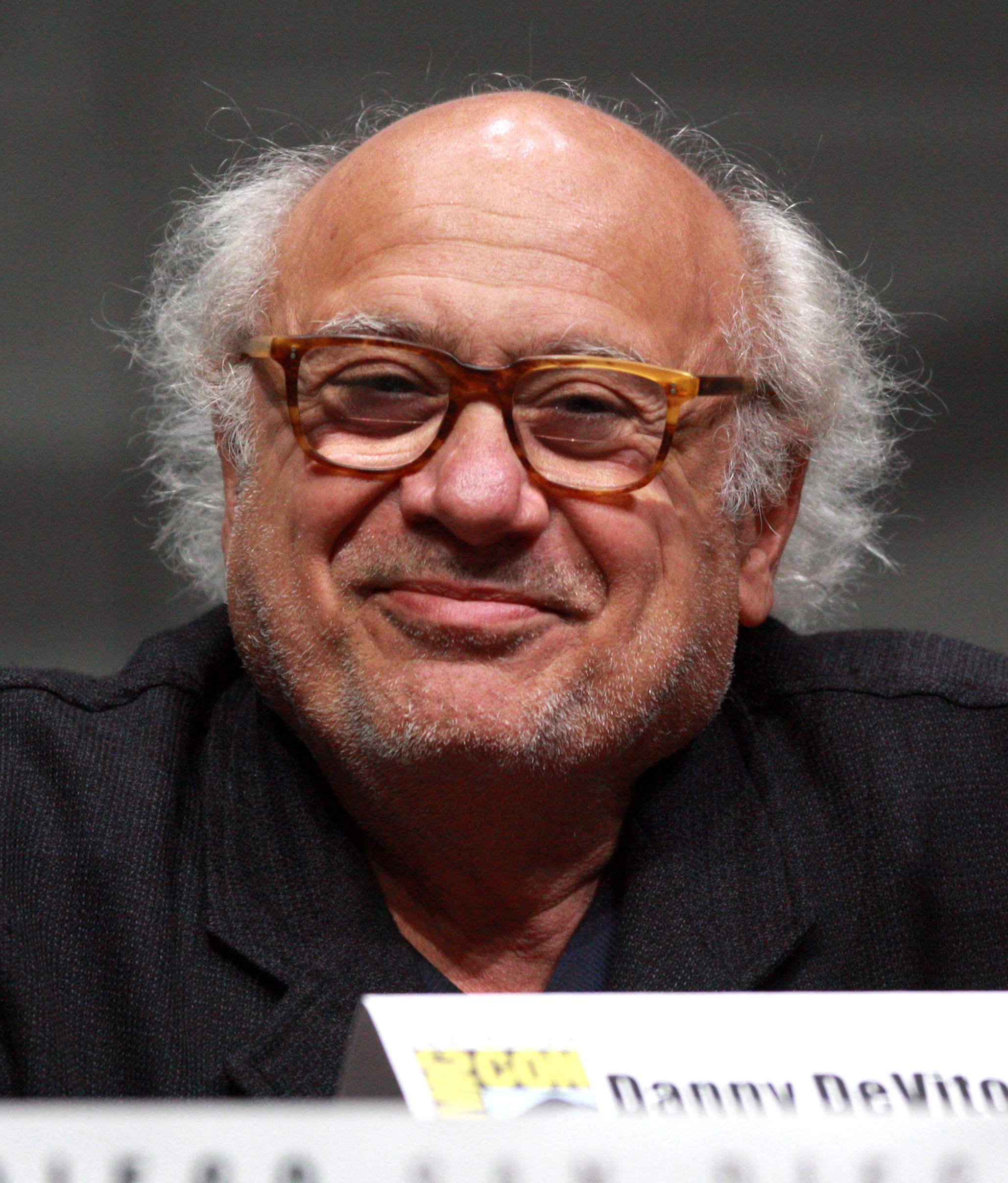
Danny DeVito (2013)

- 17. November: Danny DeVito, US-amerikanischer Schauspieler
- 17. November: Rem Koolhaas, niederländischer Architekt
- 17. November: Fitzgerald Kusz, deutscher Schriftsteller
- 17. November: Marie Laurent, französische Automobilrennfahrerin († 2015)
- 17. November: Hagen Müller, deutscher Politiker
- 18. November: Ibrahim Böhme, deutscher Politiker († 1999)

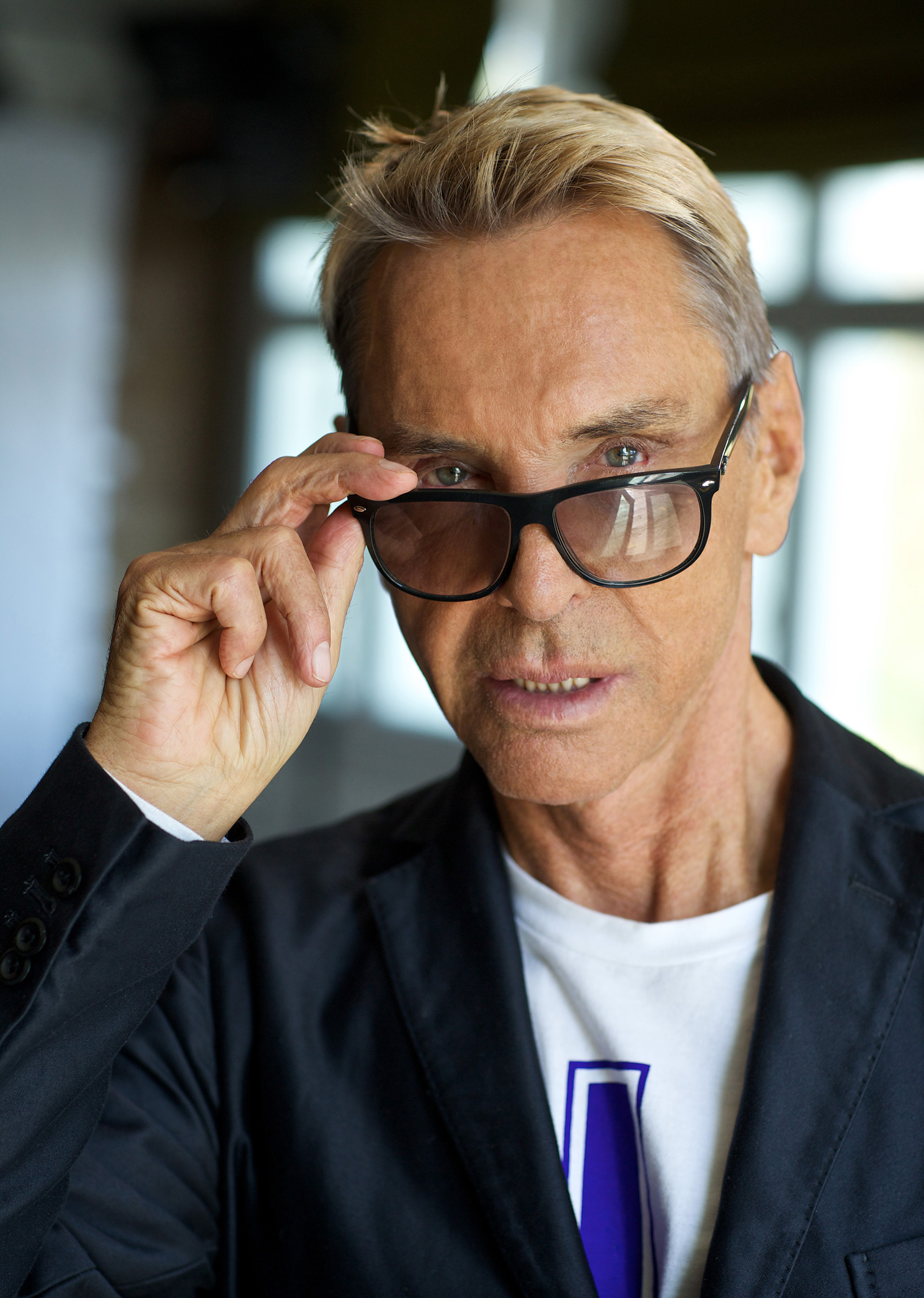
Wolfgang Joop (2015)

- 18. November: Wolfgang Joop, deutscher Modedesigner
- 18. November: Caroline Krook, schwedische Bischöfin († 2025)
- 19. November: Agnes Baltsa, griechische Mezzo-Sopranistin und Kammersängerin

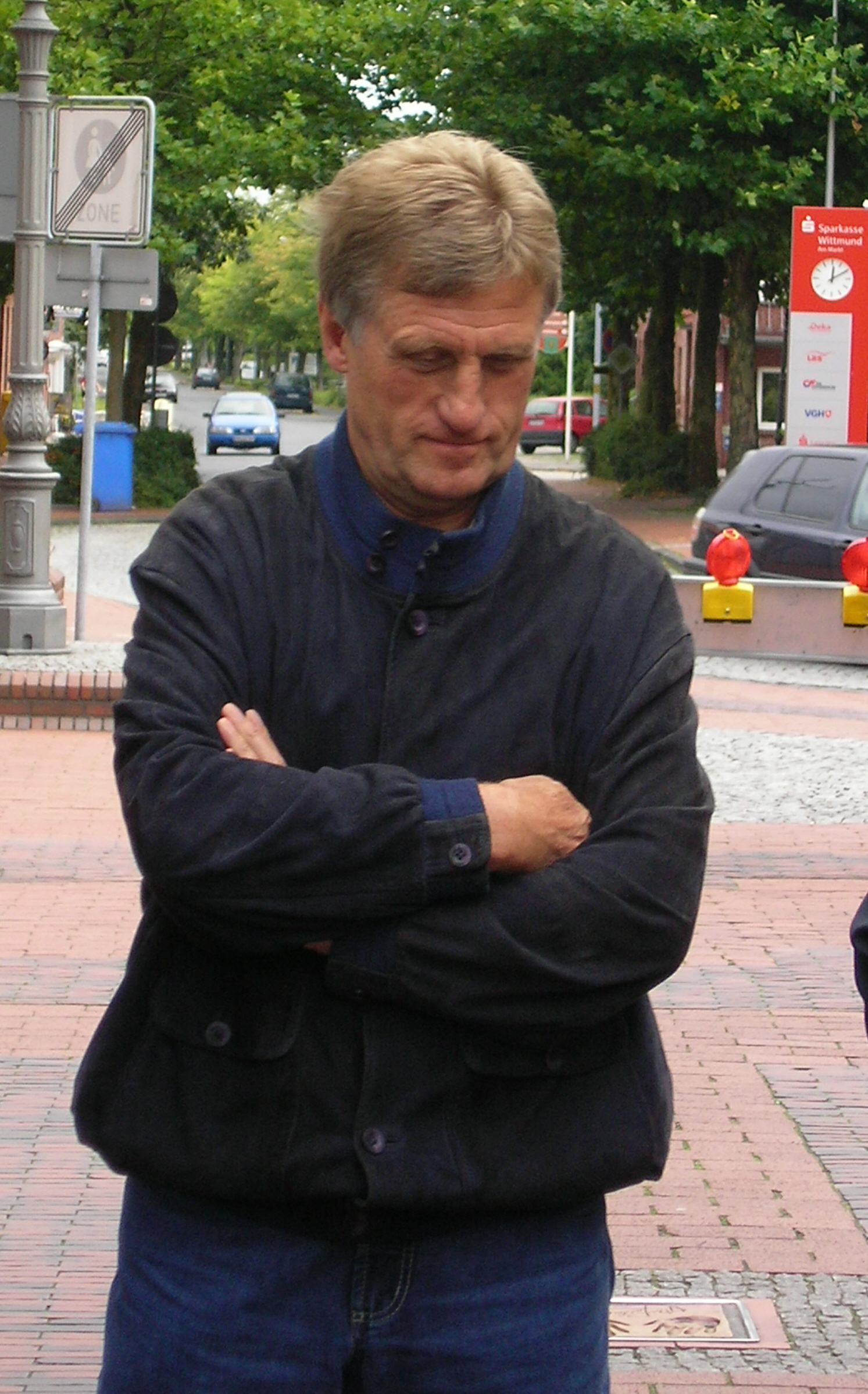
Klaus Fichtel

- 19. November: Klaus Fichtel, deutscher Fußballspieler
- 20. November: Henk Alkema, niederländischer Komponist und Professor († 2011)
- 20. November: Hervé Bayard, französischer Automobilrennfahrer
- 20. November: Donald DiFrancesco, US-amerikanischer Politiker
- 20. November: Eberhard Sinner, bayerische Politiker
- 20. November: Anthea Stewart, südafrikanisch-simbabwische Hockeyspielerin
- 20. November: Klaus Weiß, deutscher Handballtorwart († 2000)
- 21. November: Harold Ramis, US-amerikanischer Schauspieler, Regisseur und Drehbuchautor († 2014)
- 22. November: Michael Krapp, deutscher Politiker
- 22. November: Jitzchak Mordechai, israelischer General und Politiker
- 22. November: Max Romeo, jamaikanischer Sänger († 2025)
- 22. November: Kurt Rossmanith, deutscher Politiker und MdB
- 22. November: Heinz Simmet, deutscher Fußballspieler († 2024)
- 23. November: Joe Eszterhas, US-amerikanischer Drehbuchautor
- 24. November: Werner Abelshauser, deutscher Wirtschaftshistoriker
- 24. November: Georg Janovsky, deutscher Politiker
- 24. November: Pierre Pagani, französischer Automobilrennfahrer
- 25. November: Barbara Ambrosius, deutsche Juristin († 2023)
- 25. November: Günter Faltin, deutscher Hochschullehrer
- 25. November: Maarten ’t Hart, niederländischer Schriftsteller
- 25. November: Wladimir Anatoljewitsch Jakowlew, russischer Politiker
- 26. November: Roberto Fontanarrosa, argentinischer Comiczeichner († 2007)
- 26. November: Karin Schubert, deutsche Schauspielerin
- 27. November: Erich Hamann, deutscher Fußballspieler
- 27. November: Wolfgang Nairz, österreichischer Bergsteiger, Bergführer und Unternehmer
- 27. November: Celso Scarpini, brasilianischer Basketballspieler († 2022)
- 28. November: Rita Mae Brown, US-amerikanische Schriftstellerin
- 28. November: Joachim Kuntzsch, deutscher Komponist, Pianist und Sänger († 2024)
- 29. November: Helmut Dähne, deutscher Motorradrennfahrer
- 29. November: Helmut Forsthoff, deutscher Jazzsaxophonist († 2023)
- 30. November: Fritz Astl, österreichischer Politiker († 2000)
- 30. November: Benjamin Kogo, kenianischer Leichtathlet († 2022)

### Dezember
- 01. Dezember: Pierre Arditi, französischer Schauspieler
- 01. Dezember: Tahar Ben Jelloun, marokkanischer Schriftsteller
- 01. Dezember: Kamal Charrazi, Außenminister des Iran
- 01. Dezember: John Densmore, US-amerikanischer Schlagzeuger
- 01. Dezember: Achim Exner, Oberbürgermeister von Wiesbaden von 1985 bis 1997
- 01. Dezember: Joe Nickell, US-amerikanischer Skeptiker († 2025)
- 02. Dezember: Bernard Grofman, US-amerikanischer Politikwissenschaftler
- 02. Dezember: Jacky Ravenel, französischer Automobilrennfahrer
- 02. Dezember: Ibrahim Rugova, politischer Führer der albanischen Kosovaren († 2006)
- 02. Dezember: Botho Strauß, deutscher Schriftsteller und Dramatiker
- 03. Dezember: Olaf Anders, deutscher Mediziner
- 03. Dezember: Ayo-Maria Atoyebi, ghanaischer Bischof († 2025)
- 03. Dezember: Jesper Bøje Christensen, dänischer Cembalist und Musikforscher
- 03. Dezember: Ralph McTell, britischer Musiker
- 04. Dezember: Chris Hillman, Wegbereiter des Country-Rock
- 04. Dezember: François Migault, französischer Automobilrennfahrer († 2012)
- 04. Dezember: Dennis Wilson, US-amerikanischer Musiker (The Beach Boys) († 1983)
- 05. Dezember: Hideyuki Ashihara, japanischer Karateka († 1995)
- 05. Dezember: Regina Jeske, deutsche Schauspielerin
- 05. Dezember: Jeroen Krabbé, niederländischer Schauspieler und Filmregisseur
- 06. Dezember: Willie Hutch, US-amerikanischer Sänger und Musikproduzent († 2005)
- 06. Dezember: Imre Kőszegi, ungarischer Jazzschlagzeuger
- 07. Dezember: Daniel Chorzempa, US-amerikanischer Organist († 2023)
- 09. Dezember: Christoph Albrecht, deutscher Theater- und Musikwissenschaftler
- 09. Dezember: Wolfram Ax, deutscher Altphilologie († 2020)
- 09. Dezember: Neil Innes, englischer Musiker und Komponist († 2019)

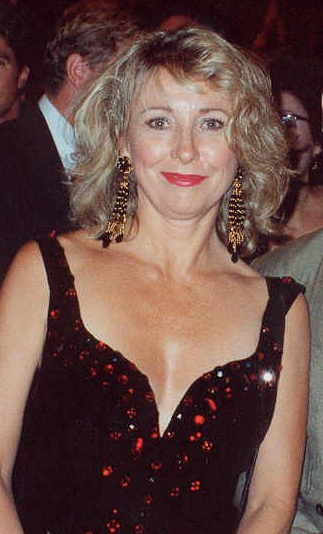
Teri Garr

- 11. Dezember: Teri Garr, US-amerikanische Schauspielerin († 2024)
- 11. Dezember: Brenda Lee, US-amerikanische Country-Sängerin
- 11. Dezember: Juan E. Méndez, UN-Sonderbeauftragter über Folter
- 11. Dezember: Gianni Morandi, italienischer Sänger
- 11. Dezember: Hans Rauscher, österreichischer Journalist und Buchautor
- 12. Dezember: Alex Acuña, peruanischer Schlagzeuger und Perkussionist
- 12. Dezember: Kenneth Cranham, britischer Schauspieler
- 12. Dezember: Siegmar Faust, deutscher Schriftsteller und Bürgerrechtler
- 14. Dezember: Michael Glos, deutscher Politiker
- 15. Dezember: Chico Mendes, brasilianischer Gründer der Kautschukzapfergewerkschaft († 1988)
- 16. Dezember: John Abercrombie, US-amerikanischer Gitarrist († 2017)
- 16. Dezember: Nǃxau, namibischer San und Schauspieler († 2003)
- 17. Dezember: Bernard Hill, britischer Schauspieler († 2024) Bernard Hill

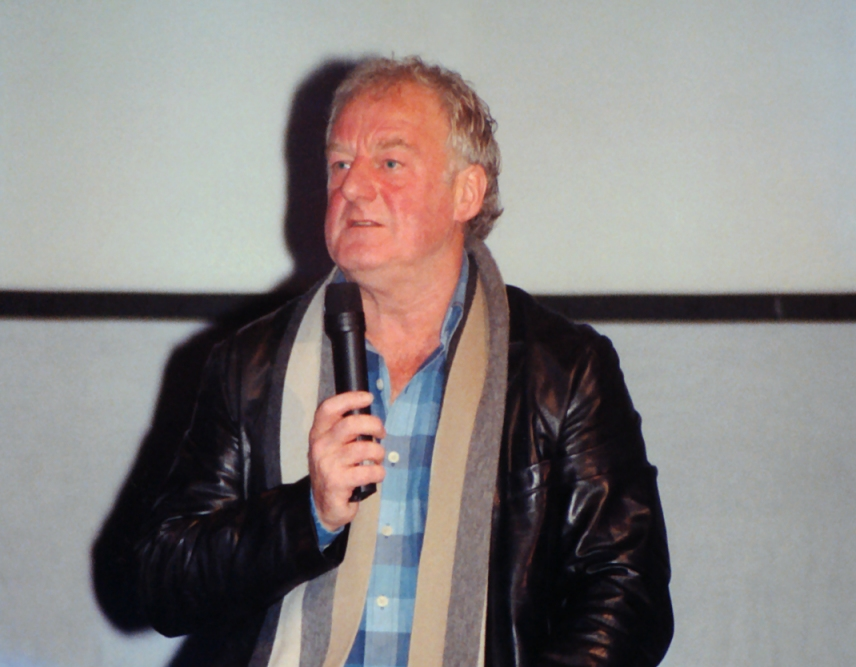
Bernard Hill

- 19. Dezember: Rüdiger vom Bruch, deutscher Neuzeithistoriker († 2017)
- 19. Dezember: William Christie, US-amerikanisch-französischer Dirigent und Cembalist
- 19. Dezember: Josef Gassner, liechtensteinischer Skirennläufer
- 19. Dezember: Richard Leakey, kenianischer Paläoanthropologe († 2022)
- 19. Dezember: Alvin Lee, britischer Gitarrist (Ten Years After) († 2013)
- 19. Dezember: Heinz-Günter Prager, deutscher Bildhauer
- 20. Dezember: Amara Essy, ivorischer Politiker, Präsident der 49. UN-Generalversammlung († 2025)
- 20. Dezember: Christoph Franke, deutscher Fußballspieler und -trainer
- 20. Dezember: Gernot Wolfgruber, österreichischer Schriftsteller
- 21. Dezember: Christel Aschmoneit-Lücke, deutsche Politikerin
- 21. Dezember: Werner Busch, deutscher Kunsthistoriker
- 21. Dezember: James Sallis, US-amerikanischer Schriftsteller
- 23. Dezember: Wesley Clark, US-amerikanischer Politiker und NATO-Oberbefehlshaber
- 23. Dezember: Christian Freiherr von Mirbach, deutscher Brigadegeneral
- 24. Dezember: René Giessen, deutscher Musiker, Komponist und Dirigent
- 24. Dezember: Friedhelm Hufen, deutscher Jurist
- 24. Dezember: Lothar Ibrügger, deutscher Politiker und MdB
- 24. Dezember: Erhard Keller, deutscher Eisschnellläufer
- 24. Dezember: Dan Miller, kanadischer Politiker
- 24. Dezember: Peter Schafranek, deutscher Brigadegeneral des Heeres der Bundeswehr
- 24. Dezember: Woody Shaw, US-amerikanischer Jazz-Trompeter († 1989)
- 25. Dezember: Ezio Damolin, italienischer Skispringer und Nordischer Kombinierer († 2022)
- 25. Dezember: Jairzinho, brasilianischer Fußballspieler und -trainer
- 25. Dezember: Henry Vestine, US-amerikanischer Gitarrist († 1997)
- 26. Dezember: Susanne Juhnke, deutsche Schauspielerin
- 26. Dezember: Jane Lapotaire, britische Schauspielerin
- 27. Dezember: Vijay Arora, indischer Filmschauspieler († 2007)
- 27. Dezember: Hans-Jürgen Buchner, deutscher Musiker und Komponist
- 27. Dezember: Magne Hegdal, norwegischer Komponist, Pianist und Musikkritiker
- 27. Dezember: Mick Jones, britischer Gitarrist, Songschreiber und Musikproduzent
- 27. Dezember: Inge Meyer-Dietrich, deutsche Kinder- und Jugendbuchautorin
- 27. Dezember: Markus Werner, Schweizer Schriftsteller († 2016)
- 28. Dezember: Noel Ahern, irischer Politiker
- 28. Dezember: Gerhard Schlichting, deutscher Jurist und Richter am Bundesgerichtshof
- 29. Dezember: Gilbert Adair, britischer Schriftsteller und Filmkritiker († 2011)
- 29. Dezember: Joseph W. Dauben, US-amerikanischer Mathematik- und Wissenschaftshistoriker
- 29. Dezember: Friedrich Fröschle, deutscher Organist, Kirchenmusikdirektor und Kantor am Ulmer Münster
- 30. Dezember: Bernd Kauffmann, deutscher Kulturmanager und Jurist
- 30. Dezember: Sigrid Meuschel, deutsche Politikwissenschaftlerin († 2016)
- 31. Dezember: Taylor Hackford, US-amerikanischer Regisseur und Produzent
- 31. Dezember: Dieter Weirich, deutscher Journalist, Intendant

### Genaues Geburtsdatum unbekannt
- İhsan Aksoy, türkischer Autor († 2017)
- Axel Andree, deutscher Theaterregisseur, Schriftsteller, Kunstmaler und Bühnenbildner
- Klaus P. Arnold, deutscher Politiker
- Ayhan Aşut, türkischer Fußballspieler und -trainer
- Ali Suleiman Audschali, libyscher Diplomat
- Verena Auffermann, deutsche Publizistin, Literaturkritikerin, Dozentin und Herausgeberin
- Josef Baumberger, deutscher Pornoregisseur und -produzent († 2025)
- Nora Bendig, österreichische Schauspielerin
- Dolf Bissinger, österreichischer Architekt und Maler
- Y. Michal Bodemann, deutsch-kanadischer Soziologe († 2025)
- Birgitt Bolsmann, deutsche Malerin († 2000)
- Gerda Brodbeck, deutsche Malerin († 2008)
- Maria Brylanka, polnische Geigerin
- Colin Crouch, britischer Politikwissenschaftler und Soziologe
- Mihran Dabag, deutscher Wissenschaftler und Publizist
- Friederike Frerichs, deutsche Schauspielerin
- Shmuel Friedland, israelischer Mathematiker
- Marikke Heinz-Hoek, deutsche Malerin und Installations- und Videokünstlerin
- Anthony Ingrassia, US-amerikanischer Dramatiker, Theaterproduzent und -regisseur († 1995)
- Elmar Kuhn, deutscher Heimatforscher und Autor
- Jutta Langreuter, deutsche Kinderbuch-Autorin († 2025)
- Hans-Joachim Manske, deutscher Kunsthistoriker und Kurator († 2022)
- Hubert Mulzer, deutscher Schauspieler
- Christa Murken, deutsche Kunsthistorikerin
- Geri Nasarski, deutsche Fernsehjournalistin († 2020)
- Robert Peroni, italienischer Extremsportler und Bergsteiger
- Hermann-Josef Rapp, deutscher Forstmann und Naturschützer, bekannt als die „Stimme des Reinhardswaldes“
- Hans-Wolfgang Schaller, deutscher Amerikanist und Literaturwissenschaftler
- Sylvie Schenk, deutsch-französische Schriftstellerin
- Ismail Serageldin, ägyptischer Wirtschaftswissenschaftler
- Ulrich Steinmann, deutscher Spion
- Allan Vogel, US-amerikanischer Oboist und Musikpädagoge
- Steffen Woas, deutscher Milbenforscher

## Gestorben

### Januar/Februar
- 07. Januar: Otto Salzer, deutscher Mechaniker und Automobilrennfahrer (* 1874)
- 07. Januar: Erwin Schloss, deutscher evangelischer Geistlicher (* 1894)
- 08. Januar: Josef Angermann, österreichischer Schriftsetzer und Kommunist (* 1912)

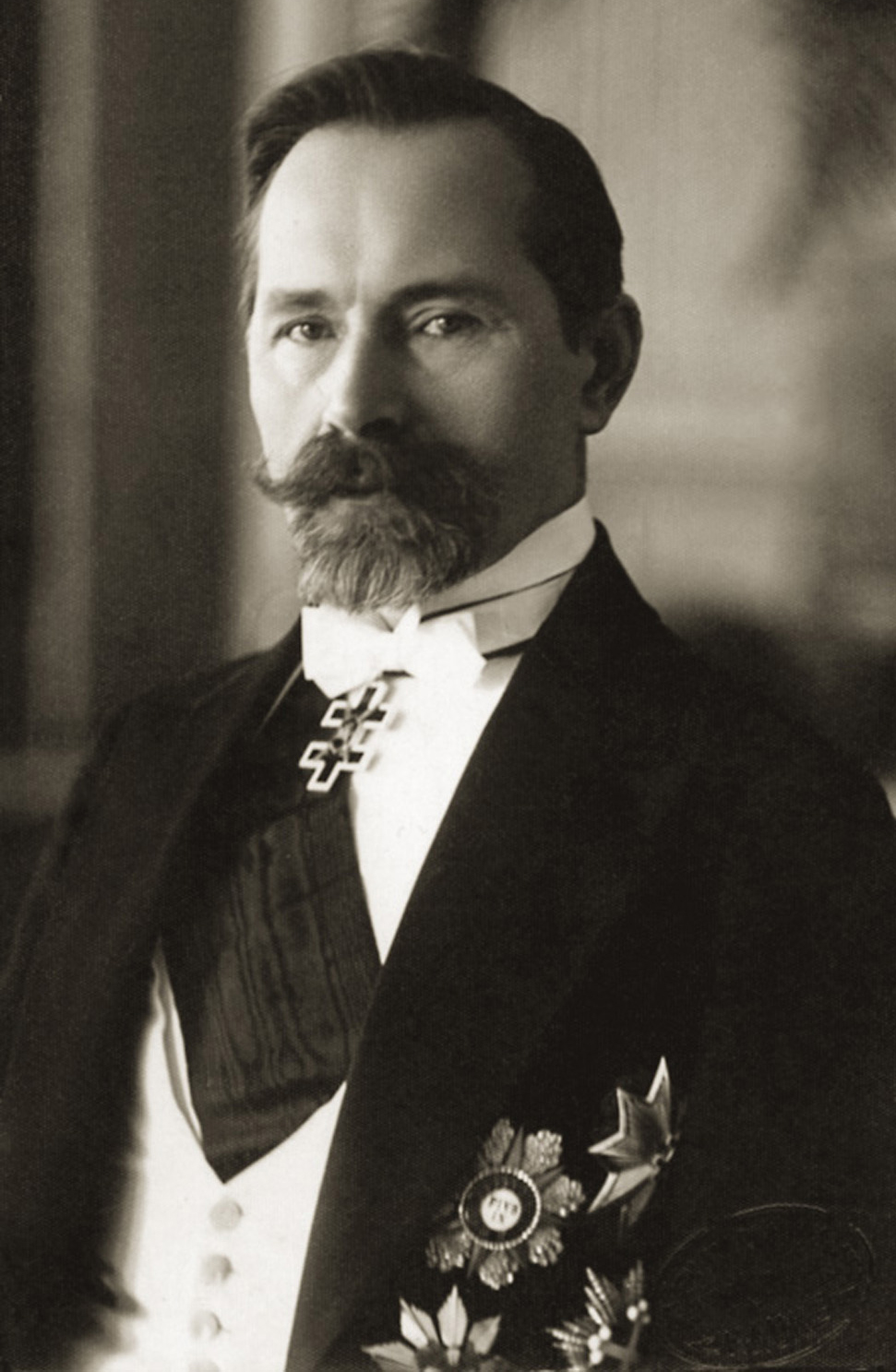
Antanas Smetona

- 09. Januar: Antanas Smetona, erster Präsident der Republik Litauen (* 1874)
- 11. Januar: John Walter Christie, US-amerikanischer Automobilrennfahrer, Ingenieur, Erfinder und Unternehmer (* 1865)
- 11. Januar: Galeazzo Ciano, italienischer Politiker und Diplomat (* 1903)
- 11. Januar: Alois Wagner, deutscher römisch-katholischer Geistlicher und Klinikdirektor (* 1875)
- 12. Januar: Juliette Paxton Atkinson, US-amerikanische Tennisspielerin (* 1873)
- 12. Januar: Willi Milke, deutscher kommunistischer Widerstandskämpfer gegen den Nationalsozialismus und NS-Opfer (* 1896)
- 13. Januar: Geza Slovig, rumäniendeutscher Kirchenmusiker, Musikpädagoge und Komponist (* 1897)
- 14. Januar: Hàm Nghi, achter Kaiser der vietnamesischen Nguyễn-Dynastie (* 1871)
- 15. Januar: Giuseppe Loretz, italienischer Radrennfahrer (* 1860)
- 18. Januar: Greten Handorf, deutsche Reederin (* 1880)
- 20. Januar: James McKeen Cattell, US-amerikanischer Psychologe (* 1860)
- 22. Januar: Charles Erskine Scott Wood, US-amerikanischer Offizier, Anwalt, Schriftsteller (* 1852)

Edvard Munch (1906)

- 23. Januar: Edvard Munch, norwegischer Maler und Graphiker (* 1863)
- 25. Januar: Monzō Akiyama, japanischer Konteradmiral (* 1891)
- 25. Januar: Frederick Van Nuys, US-amerikanischer Politiker (* 1874)
- 27. Januar: Anton Fränznick, katholischer Priester (* 1889)
- 30. Januar: Eduardo Dagnino, italienischer Komponist, Musikwissenschaftler und Schachspieler (* 1876)
- 30. Januar: Hermann Kükelhaus, deutscher Dichter (* 1920)
- 31. Januar: Jean Giraudoux, französischer Dramatiker (* 1882)
- 31. Januar: Thomas W. Hardwick, US-amerikanischer Politiker (* 1872)
- 31. Januar: Árpád Weisz, ungarischer Fußballspieler und -trainer (* 1896)
- 31. Januar: William Allen White, US-amerikanischer Journalist, Politiker und Schriftsteller (* 1868)

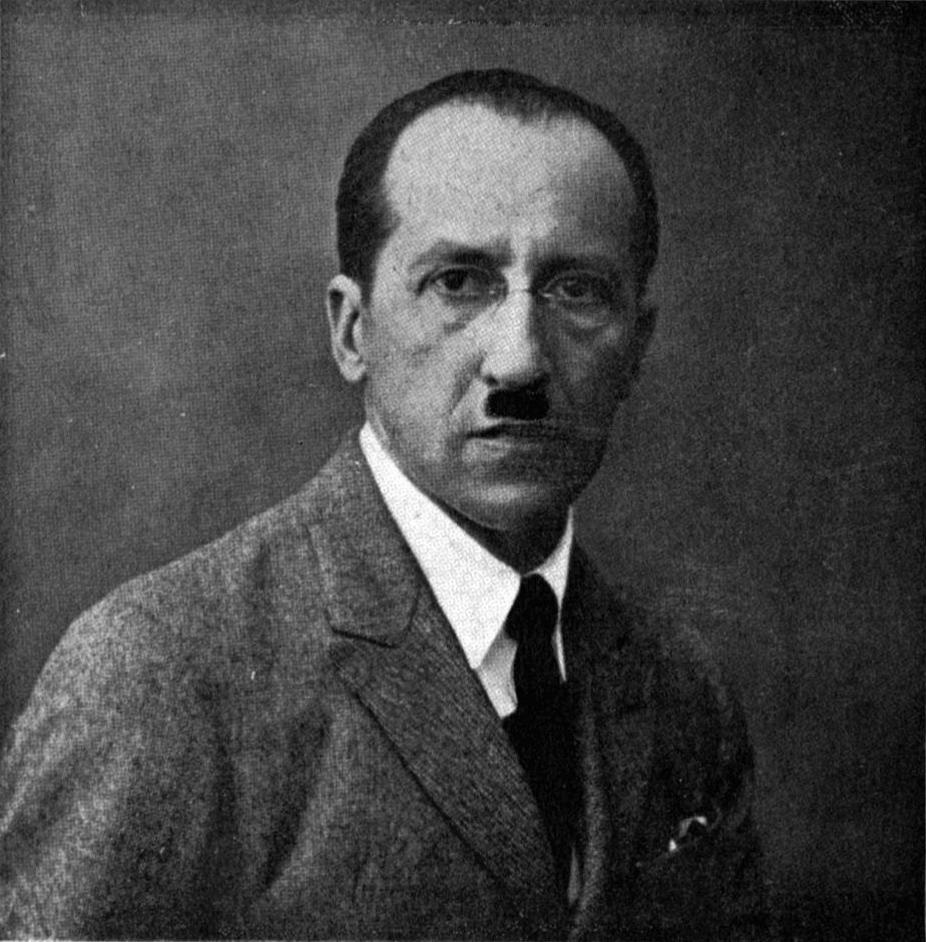
Piet Mondrian

- 01. Februar: Piet Mondrian, niederländischer Maler (* 1872)
- 04. Februar: Heinrich-Sigismund von der Heyde, deutscher General (* 1896)
- 07. Februar: Robert Ezra Park, US-amerikanischer Soziologe (* 1864)
- 09. Februar: Wera Tubandt, deutsche Chemikerin (* 1881)
- 10. Februar: Eugène Michel Antoniadi, griechischer Astronom (* 1870)
- 10. Februar: Alfred Bachelet, französischer Komponist, Dirigent und Musikpädagoge (* 1864)
- 11. Februar: Carl Meinhof, deutscher Pastor und Afrikanist (* 1857)
- 18. Februar: Richard C. McMullen, US-amerikanischer Politiker (* 1868)
- 18. Februar: Albert Südekum, deutscher Journalist und SPD-Politiker (* 1871)
- 21. Februar: Giacinto Ghia, italienischer Automobildesigner (* 1887)
- 21. Februar: Ferenc Szisz, französisch-ungarischer Automobilrennfahrer (* 1873)
- 22. Februar: Fritz Schmenkel, deutscher Kommunist und Widerstandskämpfer gegen den Nationalsozialismus (* 1916)
- 23. Februar: Leo Hendrik Baekeland, belgisch-amerikanischer Chemiker (* 1863)
- 24. Februar: Fanny Clar, französische Schriftstellerin (* 1875)
- 24. Februar: Moïse Lévy, französischer Politiker (* 1863)
- 25. Februar: Charles L. McNary, US-amerikanischer Politiker (* 1874)
- 26. Februar: Berthold Jacob, deutscher Journalist und Pazifist (* 1898)
- 27. Februar: Gustav Amweg, Schweizer Autor und Lehrer (* 1874)
- 29. Februar: Pehr Evind Svinhufvud, finnischer Staatsmann (* 1861)

### März/April
- 01. März: Thomas Edward Campbell, US-amerikanischer Politiker (* 1878)
- 05. März: Edward Cooke Armstrong, US-amerikanischer Romanist und Mediävist (* 1871)
- 05. März: Rudolf Harbig, deutscher Leichtathlet (* 1913)
- 06. März: Ernst Julius Cohen, niederländischer Chemiker (* 1869)
- 12. März: Romolo Murri, italienischer Theologe (* 1870)
- 14. März: Alfred Bogen, deutscher Lehrer, Schulrat, Naturschützer und Museumsdirektor (* 1885)
- 14. März: Pawel Grigorjewitsch Tschesnokow, russischer Komponist und Chorleiter (* 1877)
- 18. März: William Hale Thompson, US-amerikanischer Politiker (* 1869)
- 20. März: Felix Woyrsch, deutscher Komponist und Musikdirektor (* 1860)
- 21. März: Pierre de Caters, belgischer Automobil- und Motorbootrennfahrer sowie Flugpionier und Unternehmer (* 1875)
- 23. März: Jared Y. Sanders, US-amerikanischer Politiker (* 1869)
- 24. März: Aldo Finzi, italienischer Motorradrennfahrer, Offizier, faschistischer Politiker jüdischer Herkunft, Anwalt, Sportpolitiker und Widerstandskämpfer (* 1891)
- 24. März: Orde Wingate, britischer Generalmajor (* 1903)
- 28. März: Jean-Marie Plum, belgischer Komponist und Organist. (* 1899)
- 29. März: John Holmes Arnold, US-amerikanischer Politiker (* 1862)
- 30. März: Ferdinand von Arx, Schweizer Bauunternehmer und Politiker (* 1868)
- März: Benno Arnold, deutscher Textilindustrieller (* 1876)
- 01. April: Leopold Binental, polnischer Musikwissenschaftler und -pädagoge (* 1886)
- 01. April: Charles F. Scott, US-amerikanischer Elektrotechniker (* 1864)

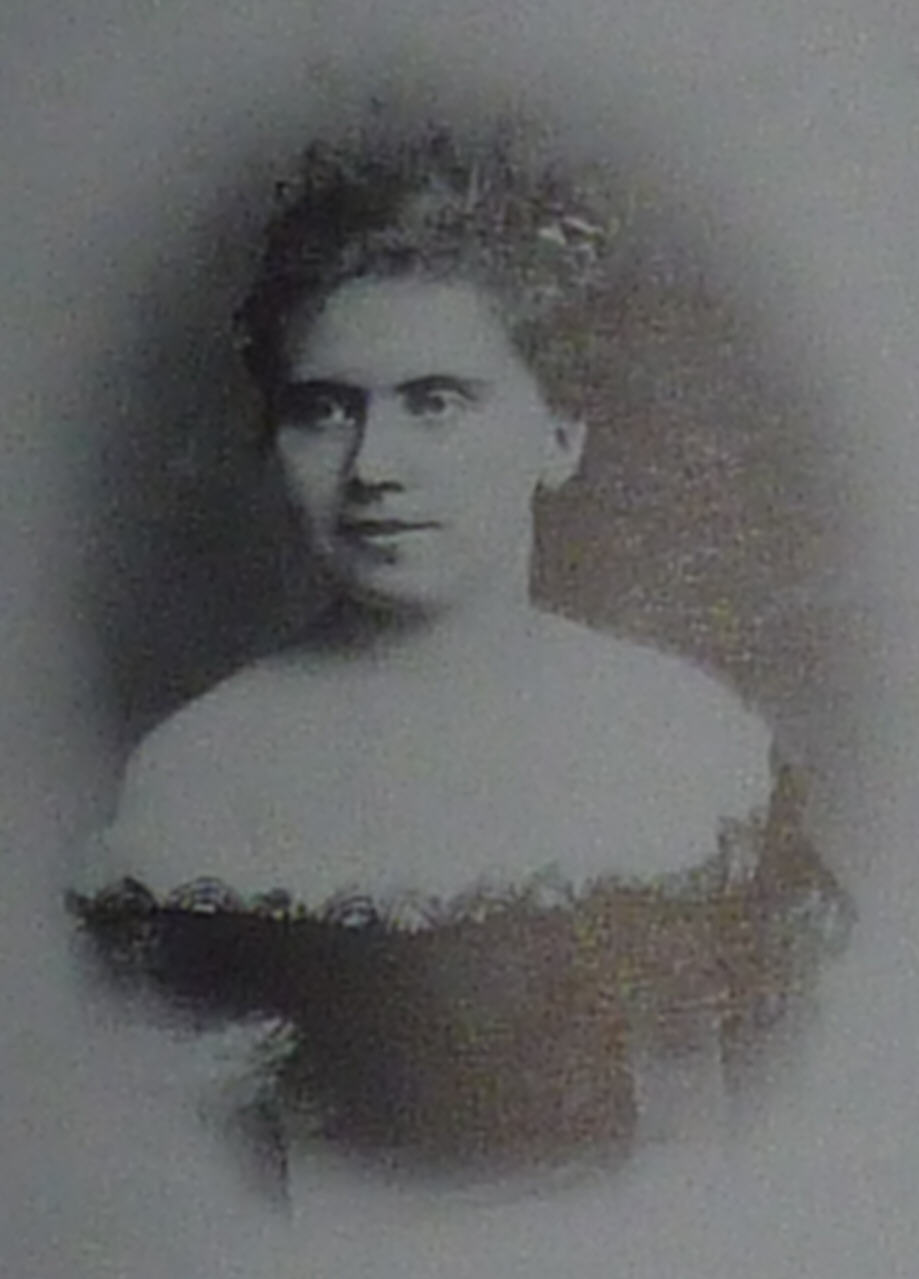
Isolde Kurz

- 06. April: Isolde Kurz, deutsche Schriftstellerin (* 1853)
- 06. April: e.o.plauen, deutscher Zeichner und Cartoonist (* 1903)
- 08. April: Albert Maria Fuchs, deutscher Weihbischof (* 1876)
- 09. April: Bolesław Wallek-Walewski, polnischer Komponist, Dirigent und Musikpädagoge (* 1885)
- 12. April: Adrian Warburton, britischer Aufklärungspilot (* 1918)
- 13. April: Cécile Chaminade, französische Pianistin und Komponistin (* 1857)
- 17. April: Max Josef Metzger, katholischer Priester (* 1887)
- 20. April: Hans Angerer, österreichischer Gymnasialprofessor, Geologe und Politiker (* 1871)
- 20. April: August Huggler, Schweizer Gewerkschaftsfunktionär und Politiker (* 1877)
- 20. April: Cabbar Qaryağdıoğlu, aserbaidschanischer Mughamsänger (* 1861)
- 21. April: Hans Hube, deutscher Generaloberst (* 1890)
- 22. April: Hippolyte Aucouturier, französischer Radsportler (* 1876)
- 22. April: Harold Purdy, britischer Automobilrennfahrer (* 1902)
- 22. April: Edmund Schulthess, Schweizer Politiker (* 1868)
- 23. April: Chikamatsu Shūkō, japanischer Schriftsteller und Literaturkritiker (* 1876)
- 24. April: Georg Bredig, deutscher Chemiker (* 1868)
- 24. April: Kilian Kirchhoff, deutscher Priester, Übersetzer und Dissident (* 1892)
- 24. April: Dewey Scanlon, US-amerikanischer American-Football-Trainer (* 1899)
- 25. April: William Stephens, 24. Gouverneur von Kalifornien (* 1859)
- 27. April: Dmitri Alexejewitsch Smirnow, russischer Sänger (Tenor) (* 1882)
- 28. April: Joseph-Arthur Bernier, kanadischer Komponist, Organist, Pianist und Musikpädagoge (* 1877)
- 28. April: William F. Knox, US-amerikanischer Politiker (* 1874)
- 29. April: Bernardino Machado, portugiesischer Politiker (* 1851)
- 30. April: Franz Hörner, deutscher Automobilrennfahrer (* 1882)
- 00. April: Beatrix Dobie, neuseeländische Malerin (* 1887)

### Mai/Juni
- 01. Mai: Jizchak Katzenelson, jüdischer Schriftsteller (* 1886)
- 02. Mai: Paul Max Eugen Adloff, deutscher Zahnmediziner und Anthropologe (* 1870)
- 04. Mai: Karl Bröger, deutscher Arbeiterdichter (* 1886)
- 05. Mai: Bertha Benz, Ehefrau von Carl Benz (* 1849)
- 05. Mai: Isidore Thivrier, französischer Politiker und Widerstandskämpfer (* 1874)
- 06. Mai: Paul Oskar Höcker, deutscher Redakteur und Schriftsteller (* 1865)
- 07. Mai: Colomban-Marie Dreyer OFM, französischer Ordensgeistlicher, römisch-katholischer Erzbischof und Diplomat des Heiligen Stuhles (* 1866)
- 08. Mai: Alexander Beer, deutscher Architekt und Gemeindebaumeister in Berlin (* 1873)
- 08. Mai: Georg Groscurth, deutscher Arzt und Widerstandskämpfer (* 1904)
- 08. Mai: Hanns Sassmann, österreichischer Schriftsteller (* 1882)

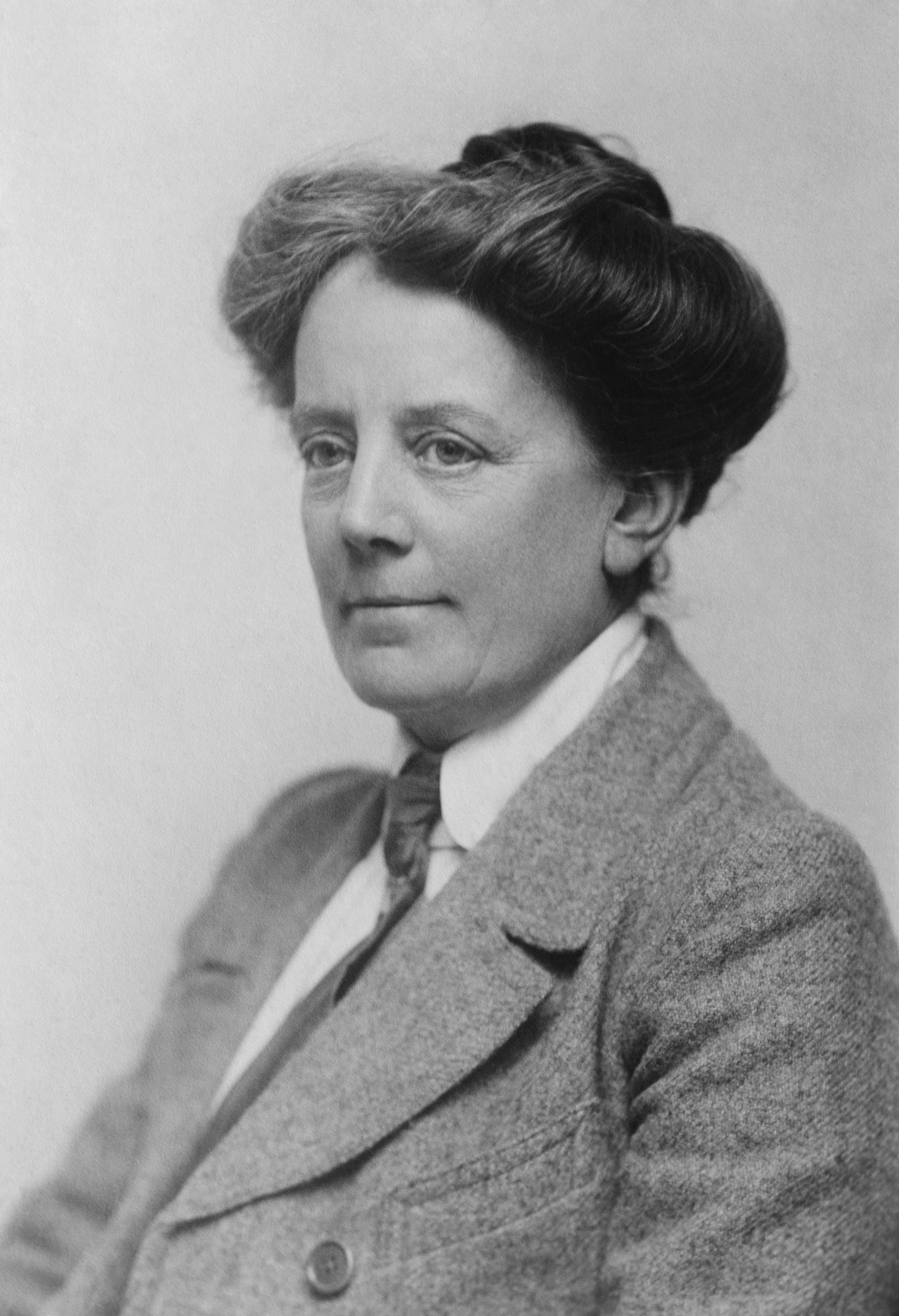
Ethel Smyth

- 08. Mai: Ethel Smyth, britische Komponistin, Dirigentin, Schriftstellerin und Frauenrechtlerin (* 1858)
- 09. Mai: Friedrich Koepp, deutscher Altphilologe und Archäologe (* 1860)
- 11. Mai: Marat Iwanawitsch Kasej, weißrussischer Partisanenkämpfer, Held der Sowjetunion (* 1929)
- 12. Mai: Arthur Quiller-Couch, englischer Schriftsteller und Kritiker (* 1863)
- 12. Mai: Oskar Kusch, deutscher U-Boot-Kommandant (* 1918)
- 16. Mai: George Ade, US-amerikanischer Schriftsteller (* 1866)
- 17. Mai: Milena Jesenská, österreichisch-tschechische Schriftstellerin (* 1896)
- 19. Mai: Karl Gerold Goetz, Schweizer evangelischer Geistlicher und Hochschullehrer (* 1865)
- 21. Mai: René Daumal, französischer Schriftsteller (* 1908)
- 21. Mai: Emanuel Larisch, KPD-Politiker und Widerstandskämpfer (* 1906)
- 21. Mai: Surab Awalischwili, georgischer Historiker und Politiker (* 1876)
- 24. Mai: Alfred Montmarquette, kanadischer Folkkomponist und Akkordeonist (* 1871)
- 26. Mai: Paul Schultheiss, deutscher General (* 1893)
- 26. Mai: Christian Wirth, deutscher Beamter der Kriminalpolizei und SS-Mitglied(* 1885)
- 27. Mai: Ernst Wille, SPD-Politiker und Widerstandskämpfer (* 1894)
- 30. Mai: Frédéric Pelletier, kanadischer Musikkritiker, Chorleiter und Komponist (* 1870)
- 30. Mai: Bruno Granichstaedten, österreichischer Komponist (* 1879)
- 02. Juni: Fritz Beindorff, deutscher Unternehmer (* 1860)

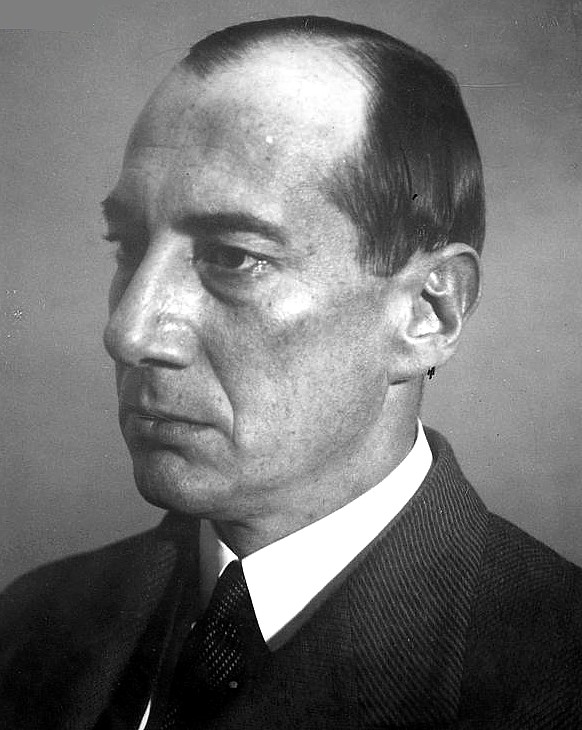
Józef Beck

- 05. Juni: Józef Beck, polnischer Außenminister (* 1894)
- 05. Juni: Ker-Xavier Roussel, französischer Maler (* 1867)
- 05. Juni: Riccardo Zandonai, italienischer Komponist und Dirigent (* 1883)
- 09. Juni: Johanna Kirchner, deutsche Widerstandskämpferin (* 1889)
- 13. Juni: Gereon Josef Ausserlechner, österreichischer Prämonstratenser und Widerstandskämpfer (* 1904)
- 13. Juni: Henri Ghéon, französischer Schriftsteller (* 1875)
- 14. Juni: Georges Barrère, französischer Flötist (* 1876)
- 14. Juni: Lubor Niederle, tschechischer Archäologe, Anthropologe, Ethnograph und Historiker (* 1865)
- 16. Juni: Marc Bloch, französischer Historiker (* 1886)
- 16. Juni: George Stinney, US-amerikanisches Justizopfer (* 1929)
- 17. Juni: Frieda Schanz, deutsche Jugendbuchautorin und Lehrerin (* 1859)
- 18. Juni: Wioleta Jakowa, bulgarische Widerstandskämpferin (* 1923)
- 19. Juni: Lilli Jahn, deutsche Ärztin und Briefautorin (* 1900)
- 20. Juni: Jean Zay, französischer Politiker und Minister (* 1904)
- 21. Juni: Arie Noordtzij, niederländischer reformierter Theologe (* 1871)
- 23. Juni: Eduard Dietl, deutscher General (* 1890)
- 25. Juni: James Richard Atkin, britischer Jurist (* 1867)
- 26. Juni: Walther Arndt, deutscher Zoologe und Mediziner (* 1891)
- 26. Juni: Léon Roche, französischer Politiker und Widerstandskämpfer (* 1895)
- 27. Juni: Hans Kloepfer, österreichischer Arzt und Schriftsteller (* 1867)
- 27. Juni: Vera Menchik, Schachspielerin (* 1906)
- 27. Juni: Dietrich von Ploetz, deutscher Jurist und Kommunalpolitiker (* 1909)
- 28. Juni: Anton Breinl, österreichischer Zoologe und Mediziner (* 1880)
- 28. Juni: Hermann „Hannes“ Hansen, deutscher Feldhandballspieler (* 1912)

### Juli/August
- 09. Juli: Alfred Forke, deutscher Sinologe (* 1867)
- 10. Juli: Robert Abshagen, deutscher Kommunist und Widerstandskämpfer (* 1911)
- 13. Juli: José André, argentinischer Komponist und Musikkritiker (* 1881)
- 14. Juli: Amal al-Atrasch, syrisch-drusische Sängerin und Schauspielerin (* 1917)
- 14. Juli: Joseph L. Bristow, US-amerikanischer Politiker (* 1861)
- 15. Juli: Gian Ferdinando Tomaselli, italienischer Bahnradsportler, Motorrad- und Automobilrennfahrer sowie Konstrukteur (* 1876)
- 18. Juli: Willem Gerardus Anderiesen, niederländischer Fußballspieler (* 1903)
- 19. Juli: Will Marion Cook, US-amerikanischer Komponist (* 1869)
- 19. Juli: Immanuel Löw, ungarischer Rabbiner und Gelehrter (* 1854)
- 20. Juli: Werner von Haeften, deutscher Jurist und Widerstandskämpfer (* 1908)
- 20. Juli: Albrecht Mertz von Quirnheim, deutscher Offizier und Widerstandskämpfer (* 1905)
- 20. Juli: Friedrich Olbricht, deutscher General und Widerstandskämpfer (* 1888)
- 20. Juli: Claus Schenk Graf von Stauffenberg, deutscher Offizier und Widerstandskämpfer (* 1907)

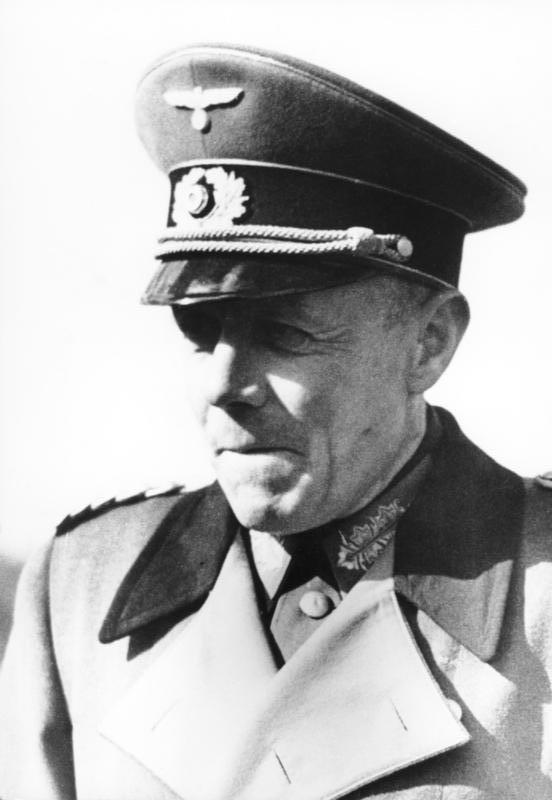
Ludwig Beck (1937)

- 21. Juli: Ludwig August Theodor Beck, deutscher General und Widerstandskämpfer (* 1880)
- 21. Juli: Henning von Tresckow, deutscher Generalmajor und Widerstandskämpfer (* 1901)

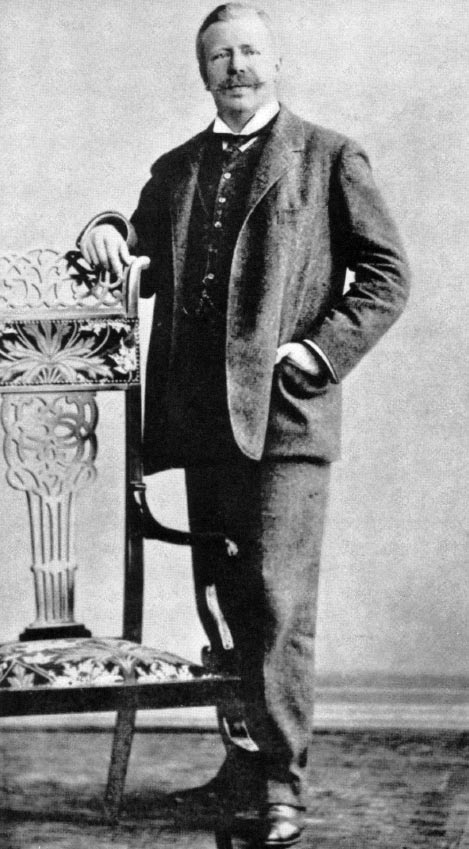
Jakob von Uexküll

- 25. Juli: Jakob Johann von Uexküll, deutschbaltischer Biologe und Philosoph (* 1864)
- 25. Juli: Lesley J. McNair, US-amerikanischer General (* 1883)
- 26. Juli: Hubert Materlik, deutscher Politiker und Widerstandskämpfer (* 1895)
- 26. Juli: Reza Schah Pahlavi, Schah von Persien (* 1878)
- 28. Juli: Sir Ralph Howard Fowler, britischer Physiker (* 1889)
- 30. Juli: Otto Walter, Schweizer Verleger, Redakteur, Schriftsteller und Politiker (* 1889)

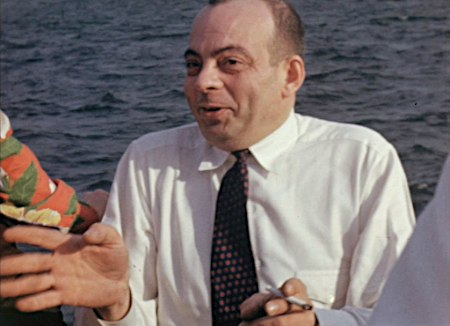
Antoine de Saint-Exupéry

- 31. Juli: Antoine de Saint-Exupéry, französischer Schriftsteller und Pilot (* 1900)
- 01. August: Albert Lautman, französischer Mathematiker und Philosoph (* 1908)
- 01. August: Manuel Quezon, philippinischer Politiker und Staatspräsident (* 1878)
- 01. August: Johannes Warneck, deutscher evangelischer Theologe, Missionar und Autor (* 1867)
- 02. August: Joseph Bonnet, französisch-kanadischer Organist, Komponist und Musikpädagoge (* 1884)
- 02. August: Felix Nussbaum, deutscher Maler (* 1904)
- 02. August: Felka Platek, polnische Malerin (* 1899)
- 04. August: Klaus Riedel, deutscher Raketeningenieur (* 1907)
- 06. August: Franciszek Brzeziński, polnischer Komponist (* 1867)
- 07. August: Agustín Barrios Mangoré, paraguayischer Komponist und Gitarrist (* 1885)
- 07. August: Miguel Antonio Otero, US-amerikanischer Politiker (* 1859)
- 08. August: Aino Ackté, finnische Sopranistin (* 1876)
- 08. August: Friedrich Karl Klausing, Widerstandskämpfer des 20. Juli 1944 (* 1920)
- 08. August: Erwin von Witzleben, deutscher General und Widerstandskämpfer (* 1881)
- 08. August: Robert Bernardis, österreichischer Offizier und Widerstandskämpfer (* 1908)
- 08. August: Albrecht von Hagen, deutscher Jurist und Widerstandskämpfer (* 1904)
- 08. August: Paul von Hase, deutscher Offizier und Widerstandskämpfer (* 1885)
- 08. August: Erich Hoepner, deutscher Militär und Widerstandskämpfer (* 1886)
- 08. August: Peter Graf Yorck von Wartenburg, deutscher Jurist und Widerstandskämpfer (* 1904)
- 09. August: Else Wildhagen, deutsche Schriftstellerin (* 1863)
- 10. August: Fritz-Dietlof von der Schulenburg, deutscher Jurist und Widerstandskämpfer (* 1902)

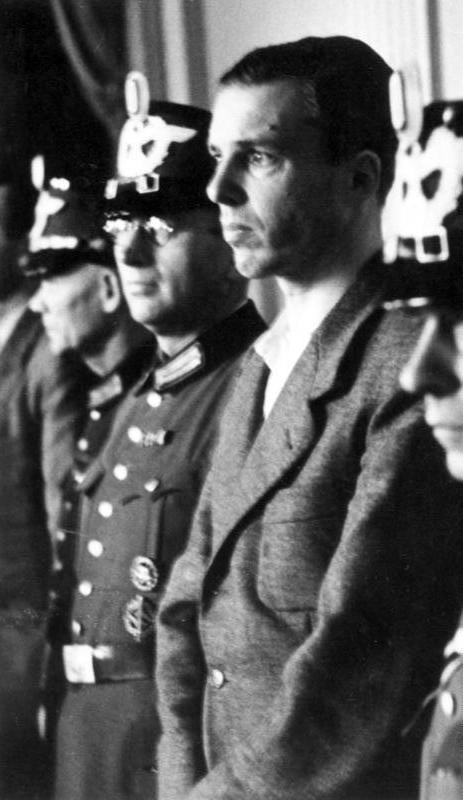
Berthold Schenk Graf von Stauffenberg (1944)

- 10. August: Berthold Schenk Graf von Stauffenberg, deutscher Jurist und Widerstandskämpfer (* 1905)
- 14. August: Joseph-Ermend Bonnal, französischer Komponist, Organist und Musikpädagoge (* 1880)
- 15. August: Hans Bernd von Haeften, deutscher Jurist und Widerstandskämpfer (* 1905)
- 16. August: Marie Behncke, deutsche Politikerin der (SPD) und Mitglied der Weimarer Nationalversammlung (* 1880)
- 16. August: Roman Padlewski, polnischer Komponist, Geiger, Pianist, Musikwissenschaftler und -Kritiker (* 1915)
- 18. August: Ernst Thälmann, deutscher Kommunist (* 1886)
- 19. August: Günther von Kluge, deutscher Generalfeldmarschall (* 1882)
- 19. August: Robert Lestienne, französischer Automobilrennfahrer (* 1892)
- 19. August: Juan Zanelli, chilenischer Automobilrennfahrer und Widerstandskämpfer im Zweiten Weltkrieg (* 1906)
- 21. August: Friedrich Gustav Jaeger, Widerstandskämpfer des 20. Juli 1944 (* 1895)
- 21. August: Rupert Kollinger, österreichischer Politiker (* 1866)
- 21. August: Willy Sachse, deutscher Sozialist und Kommunist, der im Ersten Weltkrieg und gegen den Nationalsozialismus Widerstand leistete (* 1896)
- 23. August: Abdülmecit II., letzter Kalif des Osmanischen Reiches (* 1868)
- 24. August: Rudolf Breitscheid, sozialdemokratischer Politiker (* 1874)
- 25. August: Joseph Paul, französischer Automobilrennfahrer (* 1896)
- 26. August: Adam von Trott zu Solz, deutscher Jurist und Widerstandskämpfer (* 1909)
- 28. August: Jean Arnolds, belgischer Geistlicher (* 1904)
- 29. August: Jean-Claude Touche, französischer Organist und Komponist (* 1926)

### September/Oktober
- 02. September: Gustav Aschaffenburg, deutscher Psychiater (* 1866)
- 04. September: Metodi Schatorow, bulgarischer Politiker (* 1898)
- 08. September: Petter Moen, norwegischer Mathematiker und im Widerstand gegen deutsche Besetzung (* 1901)
- 08. September: Ulrich von Hassell, deutscher Diplomat und Widerstandskämpfer (* 1881)
- 08. September: Josef Wirmer, deutscher Rechtsanwalt und Widerstandskämpfer (* 1901)

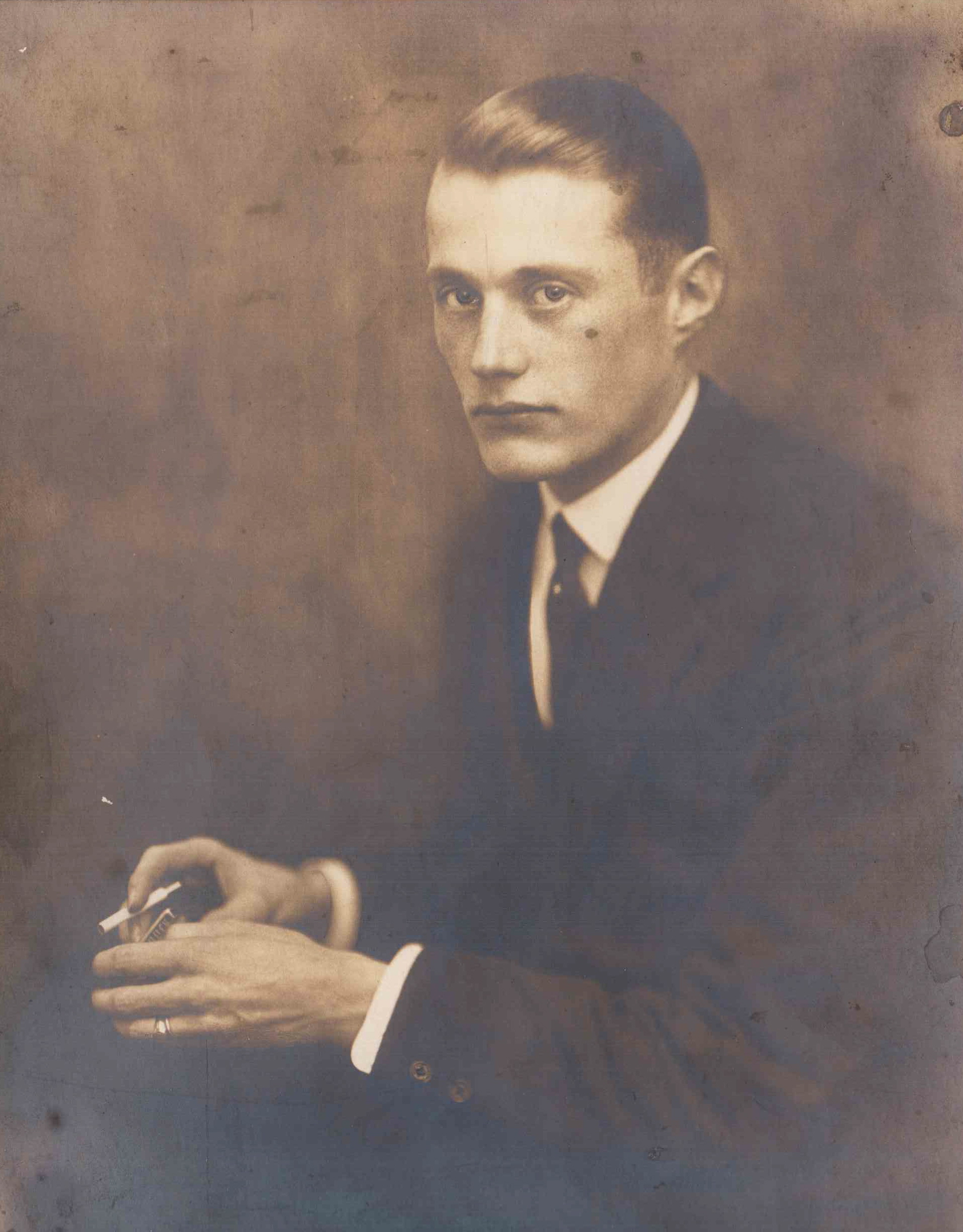
Ulrich-Wilhelm Graf von Schwerin von Schwanenfeld (1927)

- 08. September: Ulrich Wilhelm Graf Schwerin von Schwanenfeld, deutscher Großgrundbesitzer, Offizier und Widerstandskämpfer (* 1902)
- 09. September: James A. Reed, US-amerikanischer Politiker (* 1861)
- 09. September: Gus Sonnenberg, US-amerikanischer American-Football-Spieler, Wrestler (* 1898)
- 11. September: Robert Benoist, französischer Widerstandskämpfer und Automobilrennfahrer (* 1895)
- 11. September: Rudolf Kissinger, deutscher Pfarrer, Lehrer, Heimatforscher, Vereins- und Verbandsfunktionär (* 1866)
- 12. September: Georg Agde, deutscher Chemiker (* 1889)
- 15. September: Mala Zimetbaum, jüdische Widerstandskämpferin in Auschwitz (* 1918)
- 16. September: Gustav Bauer, SPD-Politiker und Reichskanzler (* 1870)
- 18. September: Bernhard Bästlein, deutscher Kommunist und Widerstandskämpfer (* 1894)
- 18. September: Anton Saefkow, deutscher Kommunist und Widerstandskämpfer (* 1903)
- 18. September: Franz Jacob, deutscher Kommunist und Widerstandskämpfer (* 1906)
- 21. September: James E. Ferguson, US-amerikanischer Politiker (* 1871)
- 23. September: Eduard Hamm, deutscher Politiker (* 1879)
- 23. September: Matylda Pálfyová, slowakische Turnerin (* 1912)
- 24. September: Arthur Vincent Green, australischer Bischof von Grafton und Armindale (* 1857)
- 25. September: Walter Breisky, österreichischer Beamter und Politiker (* 1871)
- 25. September: Jakob Schaffner, Schweizer Schriftsteller (* 1875)
- 26. September: Manuk Abeghian, Gelehrter der armenischen Literatur und Folklore (* 1865)
- 26. September: Seweryn Barbag, polnisch-jüdischer Komponist, Musikwissenschaftler und -pädagoge (* 1891)
- 27. September: Aristide Maillol, französischer Bildhauer (* 1861)
- 28. September: Josef Bürckel, Lehrer und Gauleiter des Gaus Saarpfalz (* 1895)
- 29. September: Wilhelm Leuschner, deutscher Politiker und Widerstandskämpfer (* 1890)
- 01. Oktober: Gerhard Frank, deutscher Rabbiner (* 1912)
- 02. Oktober: Carl Joseph Kuckhoff, deutscher Politiker und Reichstagsabgeordneter (* 1878)
- 02. Oktober: Joseph-Paul Rambaud, französischer Politiker und Résistant (* 1879)
- 03. Oktober: Alfred Andreesen, deutscher Reformpädagoge (* 1886)
- 04. Oktober: Alfred E. Smith, US-amerikanischer Politiker (* 1873)
- 04. Oktober: Karl Weinmair, deutscher Maler (* 1906)
- 06. Oktober: Efim Schachmeister, deutscher Geiger und Tanzkapellenleiter (* 1894)
- 07. Oktober: Kurt Adams, deutscher Politiker (* 1889)
- 08. Oktober: Jean d’Aulan, französischer Bobfahrer, Flieger und Automobilrennfahrer (* 1900)

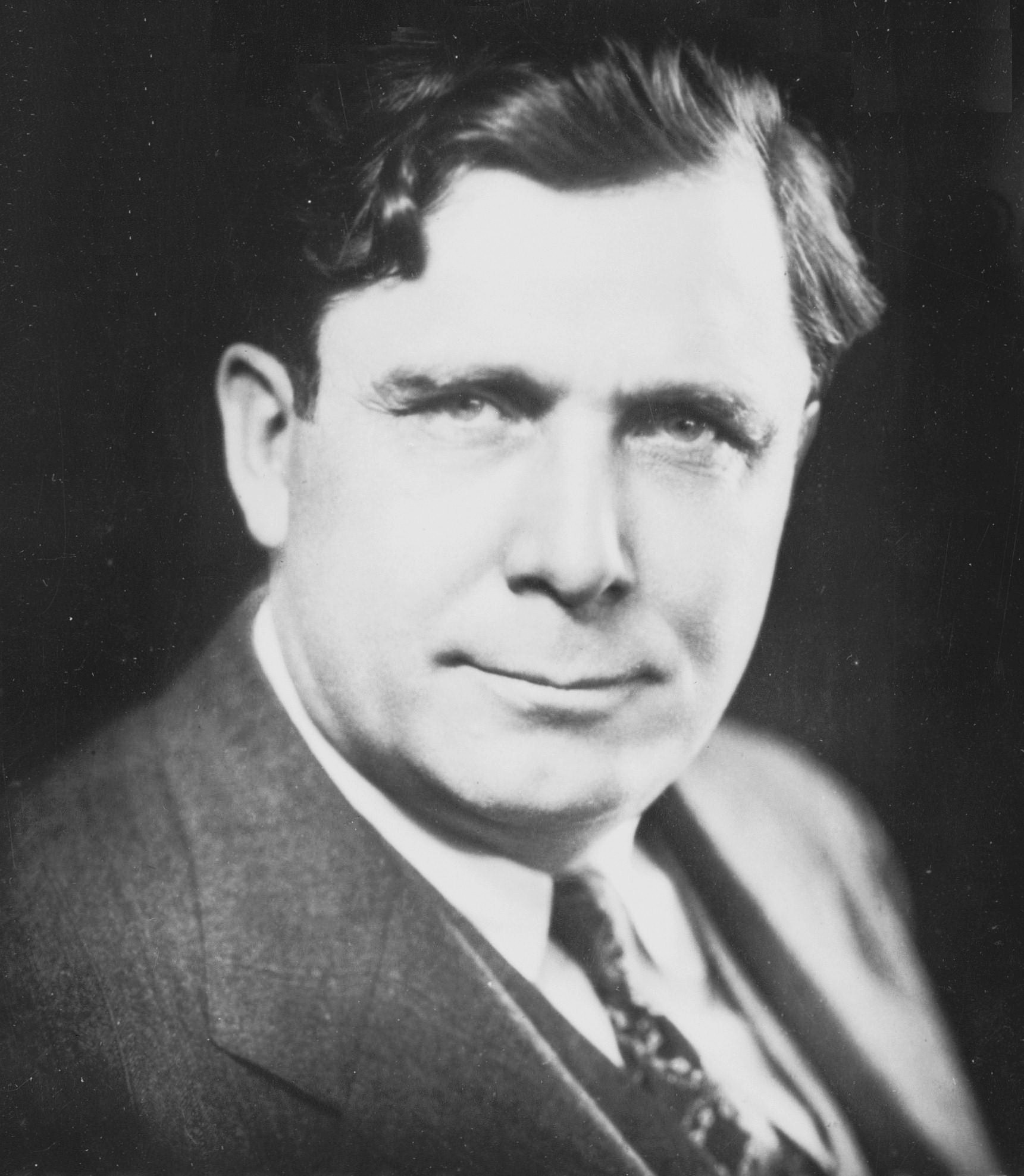
Wendell Willkie (1940)

- 08. Oktober: Wendell Willkie, US-amerikanischer Jurist und Präsidentschaftskandidat (* 1892)
- 12. Oktober Ramón S. Castillo Barrionuevo, argentinischer Politiker und Präsident (* 1873)
- 12. Oktober: Rudolf Graf von Marogna-Redwitz, deutscher Widerstandskämpfer (* 1886)
- 12. Oktober Rafael Oropesa, spanischer Musiker und Kommunist (* 1893)
- 13. Oktober: Hans-Jürgen Graf von Blumenthal, deutscher Widerstandskämpfer (* 1907)
- 13. Oktober: Jean Trémoulet, französischer Automobilrennfahrer und Widerstandskämpfer (* 1909)
- 14. Oktober: Ludwig Frankenthal, deutscher Chirurg (* 1881)
- 14. Oktober: Erwin Rommel, deutscher Generalfeldmarschall (* 1891)
- 16. Oktober: Maximilian Adler, tschechischer Klassischer Philologe und Hochschullehrer (* 1884)
- 16. Oktober: Jón Sveinsson, isländischer Schriftsteller (* 1857)
- 17. Oktober: Hans Enderli, Schweizer Jurist und Politiker (* 1879)
- 17. Oktober: Éva Heyman, ungarisch-jüdische Tagebuchschreiberin und Opfer des Holocaust (* 1931)
- 17. Oktober: Hans Krása, tschechisch-deutscher Komponist (* 1899)
- 17. Oktober: Adolf Schmidt, deutscher Geophysiker (* 1860)
- 18. Oktober: Viktor Ullmann, tschechischer Musiker (* 1898)
- 19. Oktober: Fritz Ehrler, deutscher Gewerkschaftsfunktionär und sozialdemokratischer Politiker (* 1871)
- 19. Oktober: Erich Koch-Weser, deutscher Politiker der DDP (* 1875)
- 20. Oktober: Eduard Brücklmeier, deutscher Jurist und Diplomat, Widerstandskämpfer (* 1903)
- 20. Oktober: Bruno Goebel, deutscher Orgelbauer (* 1860)
- 20. Oktober: Adolf Reichwein, deutscher Pädagoge, Wirtschaftswissenschaftler und Politiker (* 1898)
- 20. Oktober: Magda Spiegel, deutsche Konzert- und Opernsängerin (* 1887)
- 21. Oktober: Domenico Durante, italienischer Fußballspieler und Maler (* 1879)
- 21. Oktober: Alois Kayser, deutscher Missionar auf Nauru (* 1877)
- 21. Oktober: Erich Ziebarth, deutscher Althistoriker (* 1868)
- 21. Oktober: Hilma af Klint, schwedische Malerin (* 1862)

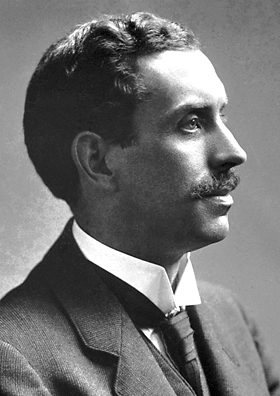
Charles Glover Barkla

- 23. Oktober: Charles Glover Barkla, britischer Physiker und Nobelpreisträger (* 1877)
- 23. Oktober: Krystana Iwanowa Janewa, bulgarische Widerstandskämpferin (* 1914)
- 24. Oktober: Franz Wipplinger, deutscher Priesteramtskandidat und NS-Opfer (* 1915)
- 24. Oktober: Otto Schmirgal, deutscher Kommunist und Widerstandskämpfer (* 1900)
- 24. Oktober: Werner Seelenbinder, deutscher Ringer und Kommunist (* 1904)

Louis Renault (1907)

- 24. Oktober: Louis Renault, französischer Ingenieur und Mitgründer der Automarke Renault (* 1877)
- 27. Oktober: Judith Auer, deutsche Widerstandskämpferin (* 1905)
- 27. Oktober: Arturo Gordon, chilenischer Maler (* 1883)
- 28. Oktober: Kurt Gerron, deutscher Schauspieler (* 1897)
- 30. Oktober: Paul Ladmirault, französischer Komponist (* 1877)
- 30. Oktober: Otto Wallburg, deutscher Schauspieler (* 1889)
- 31. Oktober: Henri de Gavardie, französischer Militär und Automobilrennfahrer (* 1903)
- 00. Oktober: Jurij Chěžka, sorbischer Dichter (* 1917)
- 00. Oktober: Friedrich Wever, deutscher Beamter und Kommunalpolitiker (* 1892)

### November/Dezember
- 01. November: Andrej Scheptyzkyj, ukrainischer Großerzbischof (* 1865)
- 02. November: Friedrich Brunstäd, deutscher evangelischer Theologe und Philosoph (* 1883)
- 02. November: Thomas Midgley, US-amerikanischer Maschinenbau-Ingenieur und Chemiker (* 1889)
- 05. November: Alexis Carrel, französischer Chirurg und Nobelpreisträger (* 1873)
- 07. November: Richard Sorge, deutscher Journalist und Spion für die Sowjetunion in Japan (* 1895)
- 08. November: André Abegglen, Schweizer Fußballspieler (* 1909)
- 08. November: Walter Nowotny, in Österreich gebürtiger Jagdflieger in der deutschen Luftwaffe (* 1920)
- 09. November: Frank Marshall, US-amerikanischer Schachspieler (* 1877)
- 10. November: Friedrich Werner von der Schulenburg, deutscher Diplomat (* 1875)
- 10. November: Barthel Schink, deutscher Widerstandskämpfer gegen den Nationalsozialismus (* 1927)
- 11. November: Gerrit Grijns, niederländischer Forscher (* 1865)
- 12. November: Edgar Stillman Kelley, US-amerikanischer Komponist, Dirigent, Organist, Pianist, Musikkritiker und Musikpädagoge (* 1857)
- 13. November: Otto Blumenthal, deutscher Mathematiker (* 1876)
- 13. November: Paul Graener, deutscher Komponist (* 1872)

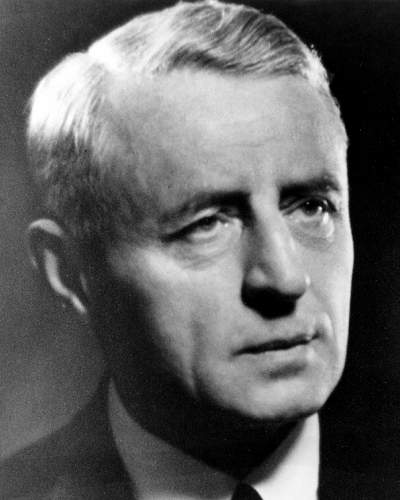
Walter Cramer

- 14. November: Walter Cramer, deutscher Unternehmer, Beteiligter am gescheiterten Attentat auf Hitler vom 20. Juli 1944 (* 1886)
- 15. November: Carl Flesch, ungarischer Violinist und Violinlehrer (* 1873)
- 20. November: Ferdinand Thomas, deutscher Widerstandskämpfer (* 1913+1)
- 20. November: Norman Wilks, kanadischer Pianist und Musikpädagoge (* 1885)
- 21. November: Adolf Jäger, deutscher Fußballspieler (* 1889)
- 21. November: Joseph Caillaux, französischer Ministerpräsident (* 1863)
- 22. November: Arthur Stanley Eddington, britischer Physiker und Astronom (* 1882)
- 23. November: Erna Wazinski, 19-jährige deutsche Rüstungsarbeiterin (* 1925)
- 25. November: Georg Dascher, deutscher Handballspieler (* 1911)
- 27. November: Friedrich Aue, deutscher Widerstandskämpfer (* 1896)
- 27. November: Gustav Schaub, deutscher Kunstmaler (* 1875)
- 28. November: Elsbeth Ebertin, deutsche Astrologin und Graphologin (* 1880)
- 29. November: George Hill, neuseeländischer Langstreckenläufer (* 1891)
- 30. November: Albert B. Fall, US-amerikanischer Politiker (* 1861)
- 30. November: Max Halbe, deutscher Schriftsteller und Dramatiker (* 1865)
- 01. Dezember: Friedrich Busch, deutscher evangelischer Theologe (* 1909)
- 03. Dezember: Andreas, Prinz von Griechenland und Dänemark (* 1882)
- 04. Dezember: Salvator Issaurel, französischer Sänger und Musikpädagoge (* 1871)
- 07. Dezember: Wilhelm Ahlmann, deutscher Bankier (* 1895)
- 07. Dezember: Robert Jackson Emerson, britischer Bildhauer, Maler und Medailleur (* 1878)
- 08. Dezember: Bryant B. Brooks, US-amerikanischer Politiker (* 1861)
- 10. Dezember: Ulrich Wilcken, deutscher Althistoriker und Papyrologe (* 1862)
- 11. Dezember: Sergei Timofejewitsch Morosow, russischer Unternehmer und Mäzen (* 1860)
- 11. Dezember: Jacob Weber, deutscher Politiker (* 1872)
- 13. Dezember: Wassily Kandinsky, russischer Maler (* 1866)
- 15. Dezember: Percy Maclure, britischer Automobilrennfahrer (* 1907)

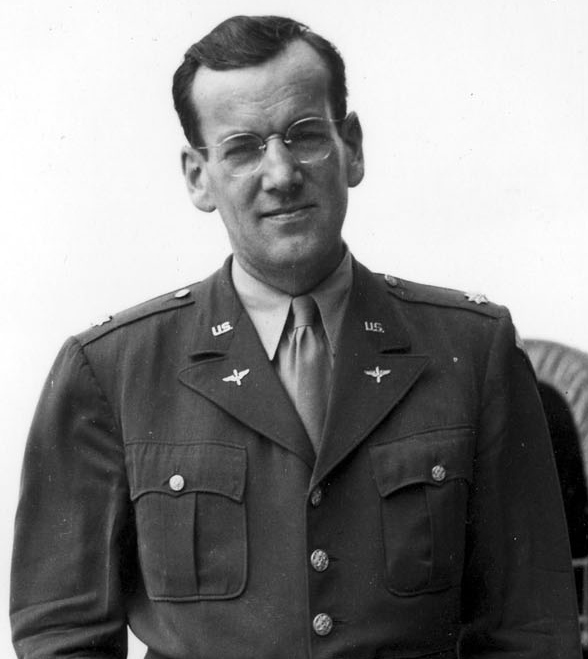
Glenn Miller

- 15. Dezember: Glenn Miller, US-amerikanischer Jazz-Posaunist, Bandleader, Komponist und Arrangeur (* 1904)
- 20. Dezember: George Higgins Moses, US-amerikanischer Politiker (* 1869)
- 21. Dezember: Abbas II., türkischer Vizekönig von Ägypten (* 1874)
- 22. Dezember: Harry Langdon, US-amerikanischer Schauspieler (* 1884)
- 23. Dezember: Angela Maria Autsch, deutsche Nonne (* 1900)
- 24. Dezember: Justin Luquot, französischer Politiker und Résistant (* 1881)
- 25. Dezember: Martin Wilhelm Kutta, deutscher Mathematiker (* 1867)
- 25. Dezember: Francis Preston Blair Lee, US-amerikanischer Politiker (* 1857)
- 25. Dezember: Kataoka Teppei, japanischer Schriftsteller (* 1894)
- 26. Dezember: Elzéar Hamel, kanadischer Schauspieler (* 1871)
- 26. Dezember: Ernst Kapff, deutscher Schriftsteller, Reformpädagoge und Archäologe (* 1863)
- 27. Dezember: Sára Salkaházi, ungarische katholische Ordensfrau und Märtyrerin (* 1899)
- 28. Dezember: Frederik Muller Jzn., niederländischer klassischer Philologe (* 1883)
- 29. Dezember: Julie Wolfthorn, deutsche Malerin (* 1864)

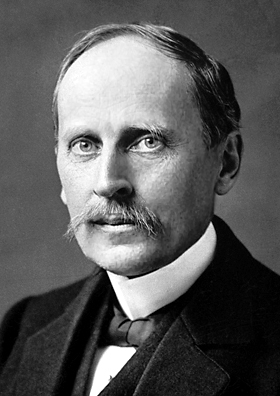
Romain Rolland (1915)

- 30. Dezember: Lionel de Marmier, französischer Flieger, General und Automobilrennfahrer (* 1897)
- 30. Dezember: Romain Rolland, französischer Schriftsteller (* 1866)
- 31. Dezember: Johanna Dill-Malburg, deutsch-ungarische Stillleben- und Landschaftsmalerin (* 1859)
- Dezember: Hermann Hammerschmidt, deutscher Rechtsanwalt und Notar (* 1887)

### Genaues Todesdatum unbekannt
- Hildegunde Fritzi Anders, deutsche Schriftstellerin (* 1904)
- Franz Andreß, deutscher Lehrer und Heimatforscher (* 1870)
- Anna Huber, württembergische Malerin (* 1867)
- Mihran Nakkashian, armenischer Herausgeber und Publizist (* 1850)
- Gustav Schulten, deutscher Musikpädagoge, Komponist und Übersetzer (* 1897)
- Cyril Snipe, britischer Automobilrennfahrer (* 1887)
- Sophie Sondhelm, deutsche Krankenschwester und Heimleiterin (* 1887)
- Josef Weber, österreichischer Chemiker (* 1863)